# Skandináv-hegység
A Skandináv-hegység röghegység Észak-Európában, a Skandináv-félsziget gerincét alkotja. Európa második leghosszabb hegylánca. Norvégia csaknem egészét borítja, Svédország északnyugati határvidékét adja és kis mértékben Finnország területére is kiterjed. Hossza délnyugat-északkelet irányban 1700 km, maximális szélessége 300 km. Két magashegyi zónája van, az egyik Norvégia déli részén, ahol a hegység – és egyben Norvégia – legmagasabb csúcsa, a Galdhøpiggen (2469 m) található, a másik Svédország északi részén, ahol a Kebnekaise (2102 m), Svédország legmagasabb csúcsa van. Finnország legmagasabb hegye is ehhez a hegységhez tartozik, ez az 1324 méteres Halti.
A Skandináv-hegység az ősi Kaledóniai-hegységrendszer maradványa (és így szerkezetileg a mai Kaledónia területén folytatódik, Skóciában), ami mintegy 400 millió évvel ezelőtt keletkezett a Laurentia (nagyjából a mai Észak-Amerika) és a Baltica (fő vonalaiban a mai Skandinávia) őskontinensek ütközése során. Ez a hegylánc a mai Himalája méreteivel vetekedhetett, de az azóta eltelt hosszú idő alatt az erózió igen nagy mértékben lepusztította. Később, 60 millió évvel ezelőtt kezdődően, a paleogén és a neogén időszakban az Atlanti-óceán partvidéke újra jelentősen megemelkedett. A hegység mai felszínét pedig a legutóbbi jégkorszak formálta, amikor gyakorlatilag az egész hegyvonulat vastag jégtakaró alá került. E súlyos teher elolvadása után az egész Skandináv-félsziget újra emelkedésnek indult.
A hegylánc klímája erősen aszimmetrikus. Nyugati oldala a Golf-áramlat hatása alatt áll, ezért itt az óceáni éghajlat érvényesül, enyhe telekkel és esős nyarakkal. A keleti oldal éghajlata sokkal inkább kontinentális. A nyugati oldal északi részén a sok csapadék miatt számos gleccser keletkezett, köztük Európa legnagyobbjai, mint a Jostedalsbreen. Az éghajlat nyomán a vegetáció is erősen különbözik, a nyugati oldalon sűrű lombhullató, illetve fenyőerdők alakultak ki, keleten viszont tajga jellegű növényzet figyelhető meg, jellegzetes növénye például a molyhos nyír. Az erdők övezetét és a felettük elterülő alpesi tundrát számos nemzeti park, természetvédelmi terület óvja a skandináv országokban.
A hegység első lakói a jégkorszak után megjelenő rénszarvasvadászok voltak, mintegy 10 000 évvel ezelőtt. Délen földműveléssel is foglalkozó indoeurópai törzsek vándoroltak be, a hegyekben transzhumáló pásztorkodást folytattak. A skandináv etnikumok i. sz. 1000 körüli elkülönülése után a hegyeken át fokozatosan közlekedési útvonalak alakultak ki, bár azok sokáig veszélyesek maradtak. Leginkább a különböző ércek lelőhelyei vonzották az embereket a hegyekbe. Így is egészen a 18. és a 19. század fordulójáig váratott magára a hegyláncolat teljes feltérképezése, ami aztán lehetővé tette a turizmus megindulását is. A 20. században kezdődött meg a hegység óriási vízenergiájának kiaknázása, valamint a téli turizmus fejlődése.

## Elnevezés

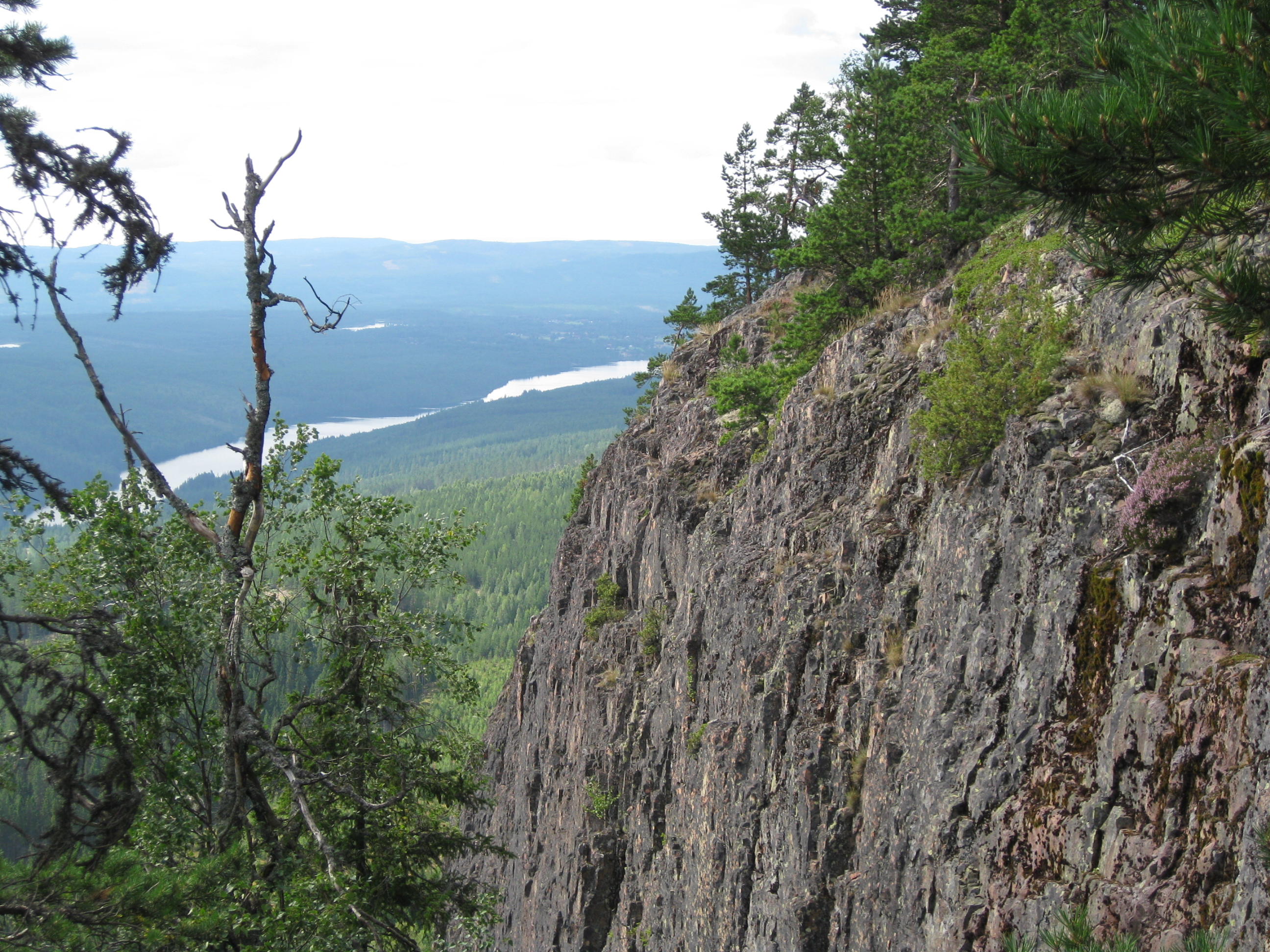
A hegység keleti oldalán számos különálló csúcs található, mint a képen látható Hykjeberg a svédországi Mora község területén

A Skandináv-hegységet a környék lakossága sokáig nem tekintette egyetlen hegyvonulatnak, hiszen a közelről nézve számos külön hegycsoportból, -vonulatból, csúcsból áll, nem emelkedik egységes tömbként a szemlélők elé, mint például az Alpok. Ezért sokáig egységes neve sem alakult ki, hanem az egyes részeit nevezték el külön-külön, mint a Jotunheimen, Dovrefjell hegycsoportokat. A Skandináv-hegység északi szakasza Norvégia és Svédország határán például norvég nyelven a Kjølen, svédül a Kölen nevet viseli, ami magyarul hajógerincet jelent, mert a szóban forgó hegyvonulat egy felfordított hajó alsó részére emlékeztette a vikingeket. Általánosságban ezeket a hegyeket fjelleknek nevezik, ami egyben a hegyek egy külön típusát is jelöli a nemzetközi földrajzi szaknyelvben.
Csak a 20. század negyvenes éveiben javasolta Erik Ljungner svéd geológus a Skanderna elnevezést, amit magyarra Skandoknak fordíthatunk. Ez el is terjedt a svéd nyelvben, majd angolul és franciául is, de nem vált kizárólagossá; például a „Skandináv Alpok” elnevezés is használatos különböző nyelveken. A geológusok időnként alkalmazzák a „Skandináv Kaledonidák” elnevezést is, utalva az ősi kaledóniai hegyláncra. A norvég geológiai társaság 2012-ben pályázatot is kiírt egy megfelelő név megalkotására.
A magyar földrajztudomány és térképészet a Skandináv-hegység vagy -hegyvidék elnevezést használja.

## Földtörténet
A Skandináv-hegység földtörténete meglehetősen hosszú és változatos. Bár a mai felülete viszonylag fiatal, a kainozoikumban alakult ki, mintegy 61 millió évvel ezelőtt, a hegylánc a földtörténeti események olyan láncolatának a jól látható nyomait viseli magán, amelyek már 450 millió évvel ezelőtt kezdődtek. Ez a történet hat szakaszra osztható: a kaledóniai hegységképződést megelőző korszak, maga a kaledóniai hegységképződés a paleozoikum első felében, az ezt követő korszak, a paléïque-nak nevezett szakasz, a tektonikus kiemelkedés korszaka és végül a jégkorszaki erózió időszaka.

A Kaledóniai-hegységrendszer kiemelkedése és ősföldrajzi helyzete

A folyamat elején, a prekambriumban, mintegy 570 millió évvel ezelőtt a mai Skandináv-hegység területe kiterjedt dombvidékként a Baltica őskontinenshez tartozott, ami a Laurentia őskontinenssel (a mai Észak-Amerika és Grönland elődjével) együtt a Iapetus-ősóceán partjain terült el. Bonyolult közeledések és kisebb ütközések után a késő szilur és kora devon időszakban, 420–400 millió évvel ezelőtt a két őskontinens frontálisan ütközött és kialakult a Kaledóniai-hegységrendszer két utolsó eleme a mai Brit-szigeteken és Skandináviában. A hegylánc maradványai ma Észak-Amerika és Grönland keleti partjain, Afrika északnyugati sarkán, Írország, Skócia területén is megtalálhatók a Skandináv-hegységen kívül (Kaledonidák).
A kaledóniai hegylánc magassága a mai Himalájáéval vetekedhetett. A két őskontinens ütközése során a földkéreg vastagsága ebben a körzetben a szubdukció révén elérte 60 kilométert az átlagos 30–40 kilométer helyett. A folyamatok azonban – földtörténeti szemmel nézve – gyorsan megfordultak. A gravitáció hatására a hegytömeg alja belesüllyedt a viszkózus földköpenybe és megolvadt. A törések mentén a kéregdarabok egymással szembeni mozgását az egymástól távolodó mozgás váltotta fel. A kéreg vastagsága a 405–395 millió évvel ezelőtti időszakban a 60 kilométerről lecsökkent 15–20 kilométerre. A magas hegyek erodálódtak, a Kaledón-hegységrendszer darabjai a perm időszakában (250 millió évvel ezelőtt) elváltak egymástól. A mai Skandináv-hegység területe a Pangea őskontinens része lett, mégpedig annak trópusi-szubtrópusi éghajlatú részén.
A következő, paléïque fázisnak nevezett időszakban (245-től 50 millió évvel ezelőttig) folytatódott az erózió, és a Skandináv-hegység területe – az időszakonként jelentkező kisebb emelkedő tektonikus mozgások ellenére – dombvidékké szelídült. Ez a „paléïque felszín” helyenként máig megmaradt, így a Hardangervidda fennsíkon is megfigyelhető. A területen ebben az időszakban mindvégig nedves és félszáraz között váltakozó meleg éghajlat uralkodott.
A kainozoikumban újabb jelentős tektonikus emelkedés következett be e térségben. Ez nem korlátozódott a Skandináv-hegységre, hanem a korábbi kaledóniai hegységrendszer más régebbi darabjait is érintette. Ezek a folyamatok összefüggésben álltak az Atlanti-óceán megnyílásával és kiszélesedésével. Ekkor alakult ki az izlandi forrópont is. A kaledóniai lánc darabjainak újra-emelkedésével párhuzamosan süllyedő mozgásokra is sor került a mai Északi-tenger, Balti-tenger és a Hudson-öböl térségében. Ez az eddigi utolsó tektonikus kiemelkedés eredményezte – nagy vonalakban – a Skandináv-hegység mai magasságának kialakulását.

### Jégkorszaki erózió

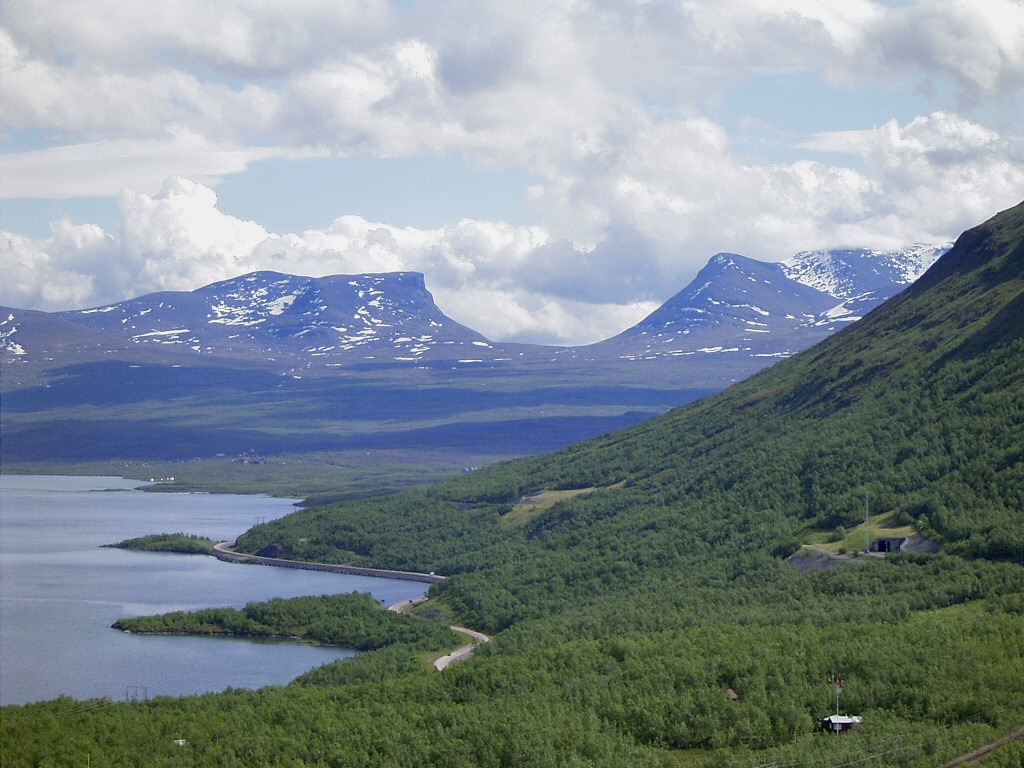
Jellegzetes U alakú gleccservölgy Lappföld svédországi részén (szemben)

A Skandináv-hegység felszínének mai alakját a hosszú földtörténeti előzmények után végül a kainozoikumi eljegesedés alakította ki, a negyedidőszaki, azaz legutóbbi jégkorszak, amely tulajdonképpen ma is tart, mivel ennek a kritériuma a Föld sarkvidékeinek eljegesedése. E jégkorszak során a területet borító jégtakaró tág határok között változott. A hidegebb szakaszokban a gleccserek gyorsan növekedtek, és az eljegesedés csúcspontjain az egész Skandináv-félszigetet borító jég vastagsága elérte a 3000 métert. A jégkorszaki gleccserek eróziós hatása az egész félszigetet érintette, de meglehetősen különböző mértékben: a belső területeken és a hegylánc keleti oldalán kevésbé, a meredekebb és az olvasztó nyugati hatásoknak jobban kitett nyugati oldalon viszont annál inkább.
A nyugati oldalon alakultak ki a legmarkánsabb gleccservölgyek, amelyek létrehozták a mély fjordokat. A hasonló, de szelídebb esésű keleti gleccservölgyekben tavak jöttek létre a fjordok helyett. A gleccserek általában, de nem feltétlenül, a magasabb hegyekről indultak el. Néhány gleccservölgy még a hegység vízválasztóját is átlépte. A másodlagos, kisebb gleccserek gyakran nagyobb magasságokban hoztak létre gleccservölgyeket, amelyeket „függő völgyeknek” is neveznek. A völgyek nagy része tektonikus törésvonalakat követ. A hegylánc legmagasabb csúcsait, amelyek kiemelkedtek a jégtakaróból, szintén formálta az erózió a fagy hatásai révén. Ezeket a csúcsokat nevezzük nunatakoknak.
A jégkorszaki erózió hatásai nagyban különböznek az érintett kőzetek típusai szerint is. A Sarek nemzeti park meredek csúcsaitól eltérően a szomszédos Padjelanta nemzeti parkban szelíden hullámzó felszín alakult ki. A különbséget az okozza, hogy a Sarek csúcsainak anyaga magmás kőzet, diabáz, míg a Padjelanta vidékén kevésbé ellenálló palás kőzetek alkotják a felszínt. A gleccserek aztán nagyban visszahatottak nem csak az általuk hátrahagyott felszín alakjára, hanem a talaj anyagára is. A hegység nyugati oldalán, főleg a meredekebb lejtés következtében simára koptatták a sziklákat, keleten viszont üledékes kőzetet, tillitet hagytak maguk után, mégpedig különböző, sajátos formákban, mint a drumlinok, az ózok, és a Rogen-morénák.
A jégkorszaki üledékek nagy részét nem a gleccserek, hanem az olvadásukkor kialakuló gyors folyók rakták le. A szárazföldi jég nagy valószínűséggel a középmagas területeken olvadt el először, és a völgyekben még megmaradt jég eltorlaszolta az olvadékvíz útját. Nagy tavak alakultak ki, és az üledékek először az e tavakba torkolló folyók deltájában rakódtak le. A jég olvadásával ezek a tavak és a beléjük torkolló delták előrehaladtak a lejtő irányában. Ennek a folyamatnak a nyomai jól megfigyelhetők például a Torneträsk tó vidékén. Sokfelé nagy olvadékvíz-síkságok, az izlandi nyelvből származó tudományos nevükön sandurok jöttek létre, mint a Lunndörrsfjällen vidékén Svédországban. A jég teljes elolvadásakor kialakult gyors folyók V alakú völgyeket vájtak maguknak. Bár ez a folyamat rövid ideig tartott, nyomai ma is jelentősebbek, mint az azóta eltelt időszak folyóvízi eróziója.

## Földrajz

### Elhelyezkedés

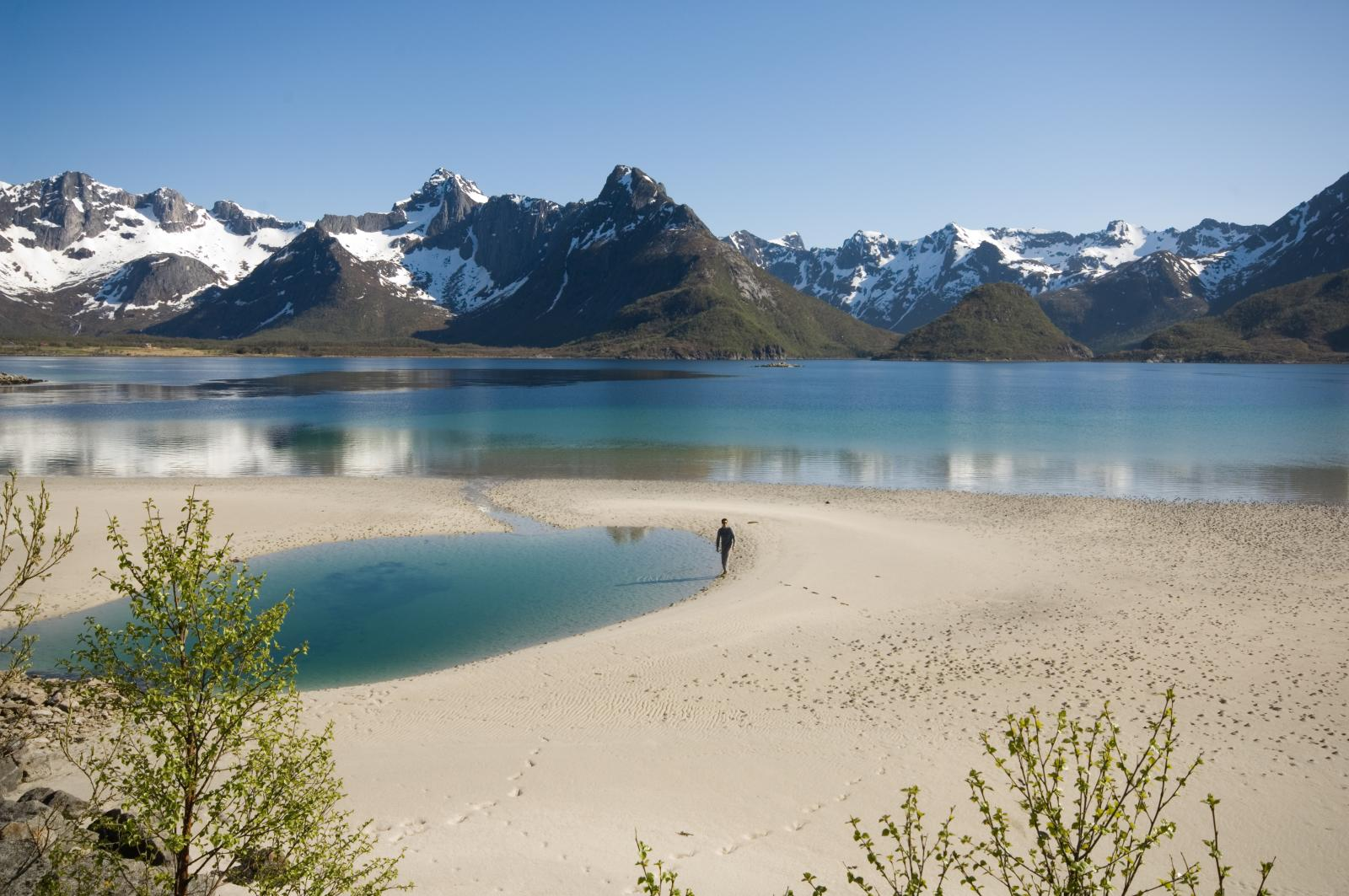
A hegylánc hosszú szakaszon határos a tengerrel, mint itt a Lofoten-szigeteknél

A Skandináv-hegység alapvetően dél-délnyugati irányból észak-északkeleti irányban halad a Skandináv-félsziget nyugati oldalán, annak mintegy a gerincoszlopát alkotja. Hossza mintegy 1700 kilométer, ezzel az Ural után Európa második leghosszabb hegylánca. A hegylánc délen, nyugaton és északon közvetlenül határos a tengerrel, sorrendben a Skagerrakkal, az Északi-tengerrel, a Norvég-tengerrel és a Barents-tengerrel. Keleti oldalán a hegylánc nagyon fokozatosan ereszkedik az előhegyek, a dombvidék és végül a Balti-tenger, illetve annak öble, a Botteni-öböl irányába. A hegység keleti határát svéd földrajztudósok a művelési határral (odlingsgräns) azonosítják, azaz a mezőgazdasági területek határát tekintik a hegység keleti szélének. A definíciós problémáktól eltekintve egyértelmű, hogy a Skandináv-hegység Norvégia területének túlnyomó részét beborítja, valamint Svédországnak is mintegy a 20%-át teszi ki. Hasonlóképpen világos, hogy a hegylánc Norvégia és Svédország természetes határaként szolgál. A hegylánc egy kis része kiterjed Finnország területére is.

### Geomorfológia

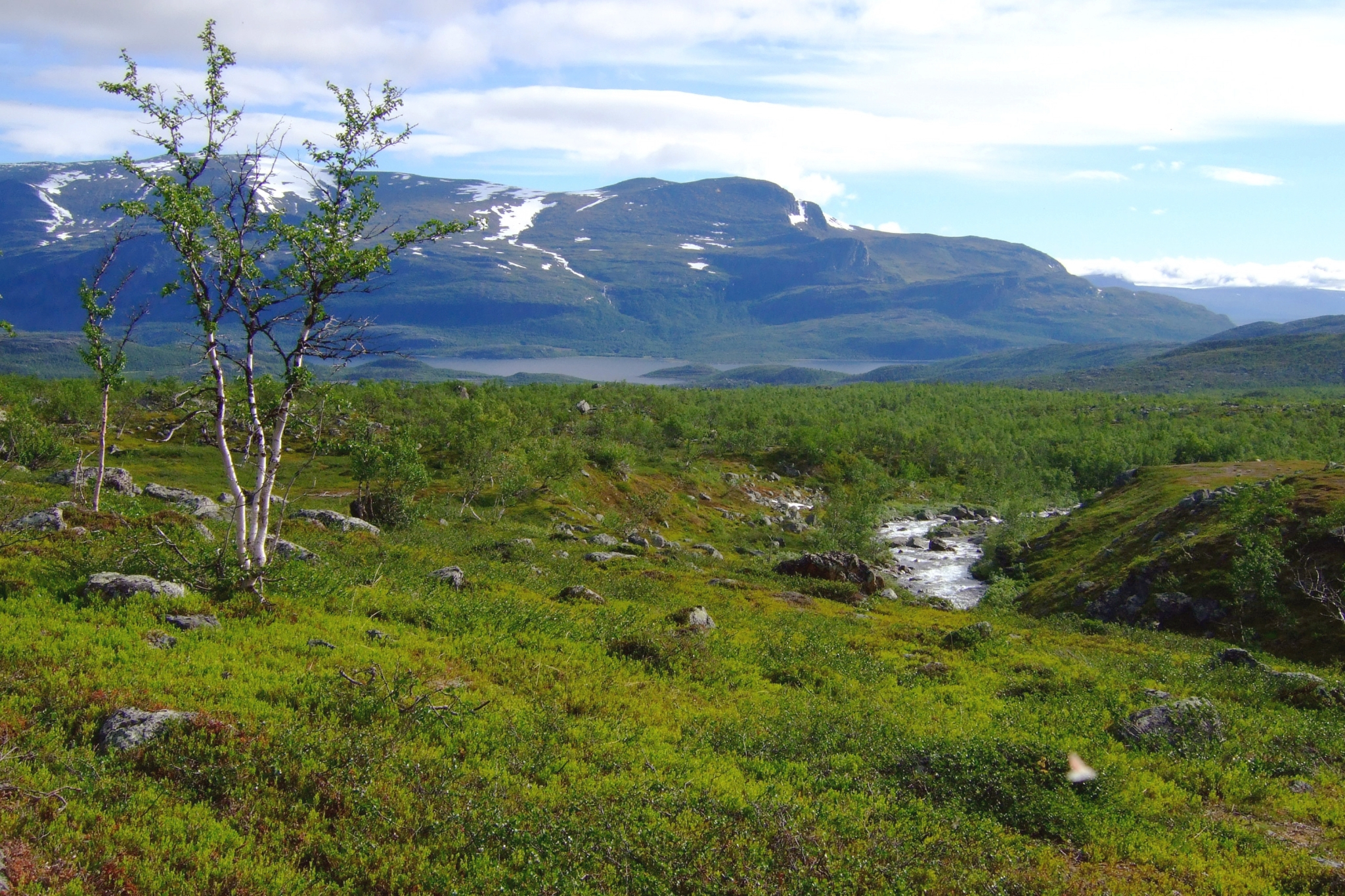
A hegylánc nagy része lekoptatott hegyekből, lágyan hullámzó tájakból áll, mint itt, a Stora Sjöfallet nemzeti park vidékén

A Skandináv-hegységre magas kora és az utolsó jégkorszak alatti kilométeres vastagságú jégborítása miatt nem a meredek csúcsok, hanem a lapos hegyhátak, a fjellek a jellemzőek. Még a hegyek teteje is gyakran fennsíkszerűen lapos. A kaledóniai hegységképződés idején a korábbi tengeri üledékek felgyűrődtek. A hegység anyaga főleg kristályos kőzet, gránit, gneisz, kavicsüledékekből létrejött metakonglomerátum, valamint magmás eredetű, de átalakult kőzet, (metagabbro, szerpentinit, zöldpala). A puhább kőzetek inkább a hegység középső részén, a Trondheim és Nordland közötti részen alkotják az erősen lekopott felszínt. A gneisz és a gránit alkalmas sziklacsipkés gerincek kialakulására is, mint a Lofoten vidékén.

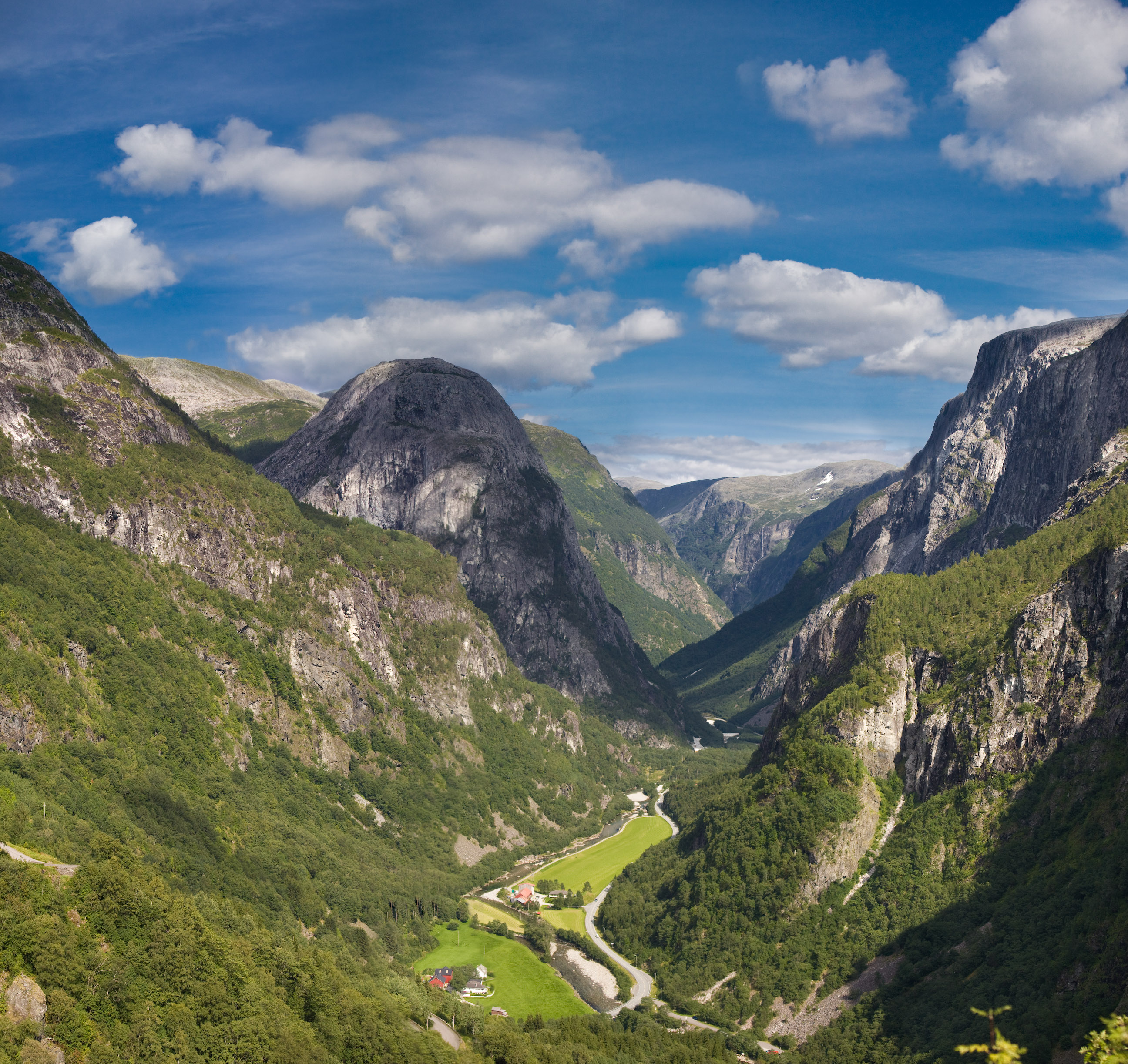
Gudvangen völgye. A norvég partvidék felszíne mélyen tagolt

A hegység két fő magas (2000 méter feletti) régióból áll, délen, illetve északon. Ezeket egy alacsonyabb, erősebben erodált szakasz választja el egymástól a Trondheimi-fjord környékén, ahol a legmagasabb hegyek nem haladják meg az 1200 métert. A Norvégia déli részén található magashegység a nagyobb, itt hozzávetőlegesen kúp alakban csoportosulnak a hegyek a Jotunheimen köré. Itt található a hegység legmagasabb csúcsa, a 2469 méteres Galdhøpiggen is. A központi magas hegységet alacsonyabb csúcsok veszik körbe, mint a Hurrungane, a Breheimen, a Reinheimen nemzeti park, a Dovrefjell és a Rondane nemzeti park vidéke. Északi irányban ez az övezet a Sylarna és a Helagsfjället masszívumáig terjed a svéd határon, délen pedig a Hardangervidda nagy fennsíkjáig, majd onnan a tenger felé ereszkedik. A Skandináv-hegység másik, északon elhelyezkedő magasabb része elnyúltan emelkedik egészen a Kebnekaise (2102 méter) masszívumáig és a Sarek nemzeti parkig.
A hegység magas csúcsai között völgyhálózat alakult ki, amelyek a tengerszint feletti 300 méteres magasságig is leereszkednek, sőt a nyugati parton mélyen a tengerszint alatti völgyeket vájtak ki maguknak a jégárak. Ezekben a völgyekben alakultak ki a fjordok. A legnagyobb közülük, a Sogne-fjord, 200 kilométer hosszan nyúlik be a tengertől a szárazföld mélyébe. A hegység közvetlenül a tengerig nyúlik Norvégiában, ezért a fjordok és szigetek rendkívül tagolt partvidéket eredményeznek. A partvonal matematikai fraktál jellegét ölti, hossza attól függ, hogy milyen hosszú egyenes szakaszokból állónak tekintjük azt. Ha például 30 méteres egyenes szakaszokat veszünk a mérésnél, akkor összesen 83 281 kilométer hosszú partvonalat kapunk, ami az Egyenlítő hosszának több mint kétszerese (a szigetek nélkül, csak a szárazföld partja 25 148 kilométer). Ha ennél rövidebb szakaszokat vennénk, akkor még sokkal nagyobb számot kapnánk.

### Részei

#### Fő csúcsai a hegycsoportok szerint

A Skandináv-hegység részegységei és fő csúcsai

| Zóna                         | Terület, hegycsoport                                                  | Csúcs                  | Magasság, méter | Jele a térképen |
| ---------------------------- | --------------------------------------------------------------------- | ---------------------- | --------------- | --------------- |
| A sarkkör feletti Svédország | Kebnekaise                                                            | Kebnekaise déli csúcs  | 2102            | [A1]            |
| A sarkkör feletti Svédország | Padjelanta Nemzeti Park és Stora Sjöfallet Nemzeti Park, Áhkká        | Stortoppen             | 2016            | [A2]            |
| A sarkkör feletti Svédország | Sarek nemzeti park                                                    | Sarektjåkkå Stortoppen | 2089            | [A3]            |
| A sarkkör feletti Norvégia   | Távol-Észak                                                           | Ádjit (Agjet)          | 1408            | [B1]            |
| A sarkkör feletti Norvégia   | Troms megye és a Lyngen                                               | Jiehkkevárri           | 1833            | [B2]            |
| A sarkkör feletti Norvégia   | Lofoten és Vesterålen                                                 | Møysalen               | 1262            | [B3]            |
| A sarkkör feletti Norvégia   | Sulitjelma-masszívum – Blåmannsisen – Tysfjord – Narvik               | Suliskongen            | 1907            | [B4]            |
| A sarkkör feletti Norvégia   | Svartisen – Saltfjellet – Okstindan – Beiarn                          | Oksskolten             | 1916            | [B5]            |
| Központi magas hegyek        | Børgefjell Nemzeti Park valamint Jämtland megye és Västerbotten megye | Norra Sytertoppen      | 1768            | [C1]            |
| Központi magas hegyek        | Sylarna-csoport                                                       | Helagsfjället          | 1796            | [C2]            |
| A fjordok vidéke             | Trollheimen                                                           | Store Trolla           | 1850            | [D1]            |
| A fjordok vidéke             | Romsdal vidéke                                                        | Store Venjetinden      | 1852            | [D2]            |
| A fjordok vidéke             | Sunnmøre Nemzeti Park és a Reinheimen Nemzeti Park                    | Gråhø i Lesja          | 2014            | [D3]            |
| A fjordok vidéke             | Jostedal – Breheimen – Ålfot-masszívum                                | Hestbrepiggan          | 2172            | [D4]            |
| A fjordok vidéke             | Stølsheimen és Voss/Mjølfjell                                         | Stiganosi              | 1761            | [D5]            |
| Központi hegyek              | Rondane Nemzeti Park és a Dovrefjell-Sunndalsfjella Nemzeti Park      | Snøhetta               | 2286            | [E1]            |
| Központi hegyek              | Jotunheimen                                                           | Galdhøpiggen           | 2469            | [E2]            |
| Központi hegyek              | Hallingskarvet és Filefjell                                           | Folarskardnuten        | 1933            | [E3]            |
| Déli magas hegyek            | Hardangervidda                                                        | Sandfloeggi            | 1721            | [F1]            |
| Déli magas hegyek            | Rogaland megye/Setesdal                                               | Kistenuten             | 1647            | [F2]            |

#### Fő csúcsai országok szerint[25][26]

##### Norvégia
Az összes csúcs a Jotunheimen-hegységben található.

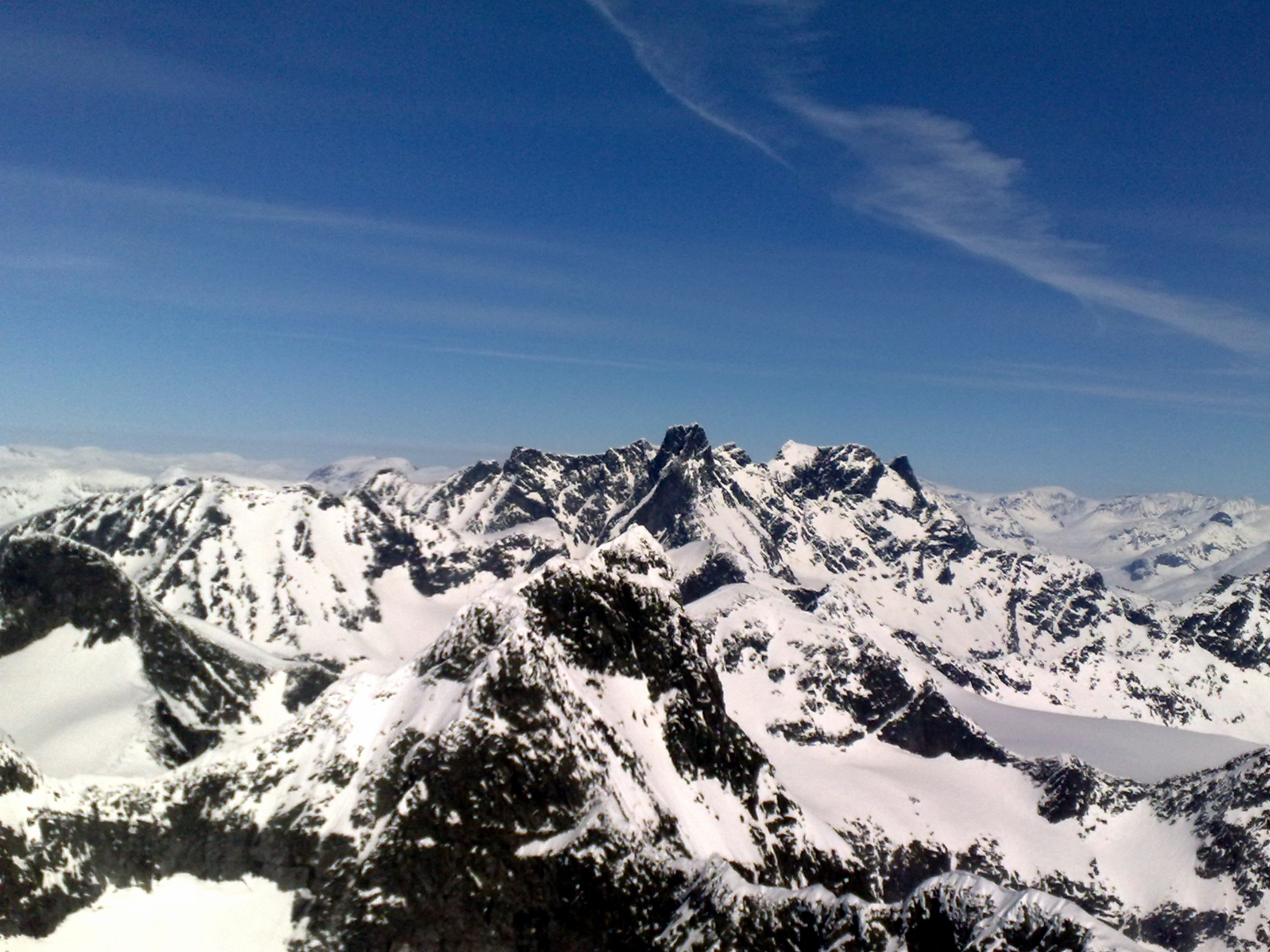
A Jotunheimen-hegység

- 2469 méter Galdhøpiggen
- 2464 méter Glittertind
- 2405 méter Storen
- 2387 méter Store Styggedalstind
- 2373 méter Skardstinden
- 2369 méter Vesle Galdhøpiggen
- 2368 méter Surtningssue
- 2364 méter Memurutindene
- 2351 méter Jervvasstind
- 2348 méter} Sentraltind

##### Svédország
A csúcsok a Kebnekaise, a Sarek és az Áhkká hegycsoportokban találhatók.
- 2102 méter Kebnekaise déli csúcs

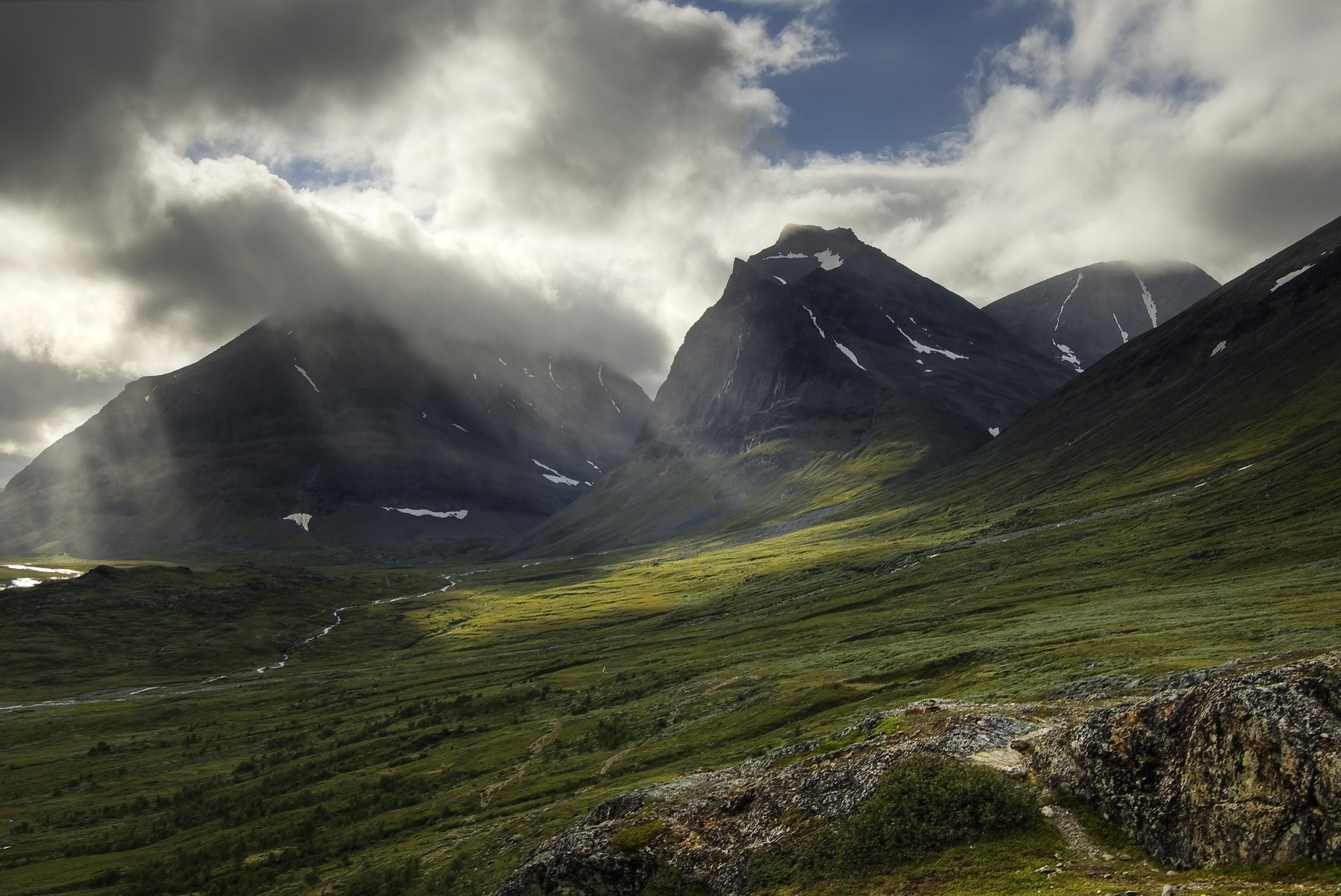
A Kebnekaise-masszívum

- 2097 méter Kebnekaise északi csúcs
- 2089 méter Sarektjåkkå fő csúcs
- 2076 méter Kaskasatjåkka (Kebnekaise)
- 2056 méter Sarektjåkkå északi csúcs (Sarek)
- 2043 méter Kaskasapakte (Kebnekaise)
- 2023 méter Sarektjåkkå déli csúcs (Sarek)
- 2015 méter Áhkká
- 2010 méter Sarektjåkkå Buchttoppen (Sarek)
- 2005 méter Pårtetjåkkå (Sarek)

##### Finnország
Az összes csúcs az ország északi szélén, a norvég határ mentén található.
- 1324 méter Halti
- 1317 méter Ridnitsohkka
- 1285 méter Kiedditsohkka
- 1240 méter Kovddoskaisi
- 1190 méter Loassonibba

### Vízrajz

#### Folyóvizek
Az óceáni éghajlat miatt a hegység igen jelentős mennyiségű csapadékot kap, különösen nyugati oldalán, így vízfolyásokban nagyon gazdag. A folyók és a patakok nagyrészt a gerincen futó vízválasztótól nyugati illetve keleti-délkeleti irányban futnak. Norvégia déli részén, a Jotunheimen-hegység környékén viszont a folyók a sugárirányban indulnak a szélrózsa minden irányába a lejtőkön.
Az Atlanti-óceán és a Balti-tenger közötti fő vízválasztó a hegység középső és északi szakaszán nagyrészt egybeesik a norvég-svéd határvonallal. A jégkorszakot követő tektonikus kiemelkedés az óceán partján volt a legerősebb, emiatt kezdetben a gleccserek, majd a folyók regresszív eróziós munkája is itt érvényesült jobban a negyedidőszakban. Több helyen fordult elő a kaptúra jelensége, amikor egy eredetileg keletről nyugati irányba futó vízfolyás a regresszív erózió révén egyesült egy nyugat-keleti irányba haladó folyóval és áttért annak medrébe. Néhány esetben a folyók az egész hegyláncot átszelik, mint az Altaelva, amely egy mély kanyont, a Šávčut hozott létre. Ezt a jelenséget általában úgy magyarázzák, hogy folyó eróziós tevékenysége „versenyt futott” a környező felszín tektonikus emelkedésével.

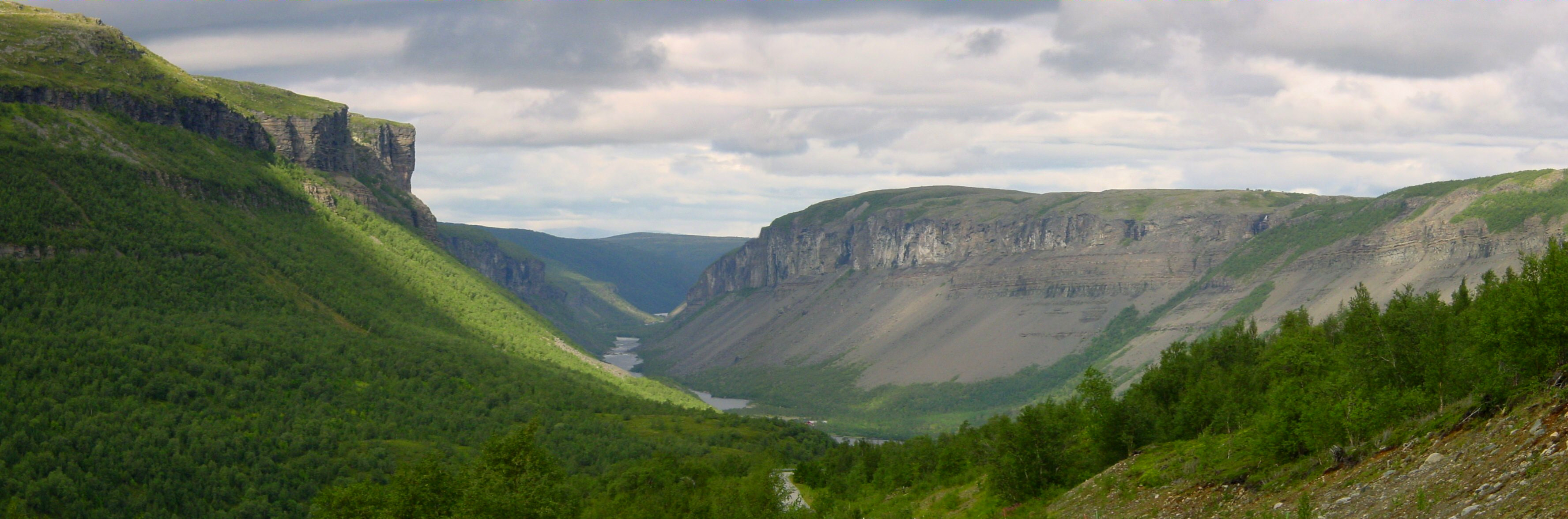
A Šávču kanyon az Altaelva völgyében Norvégia északi részén, Finnmark megyében

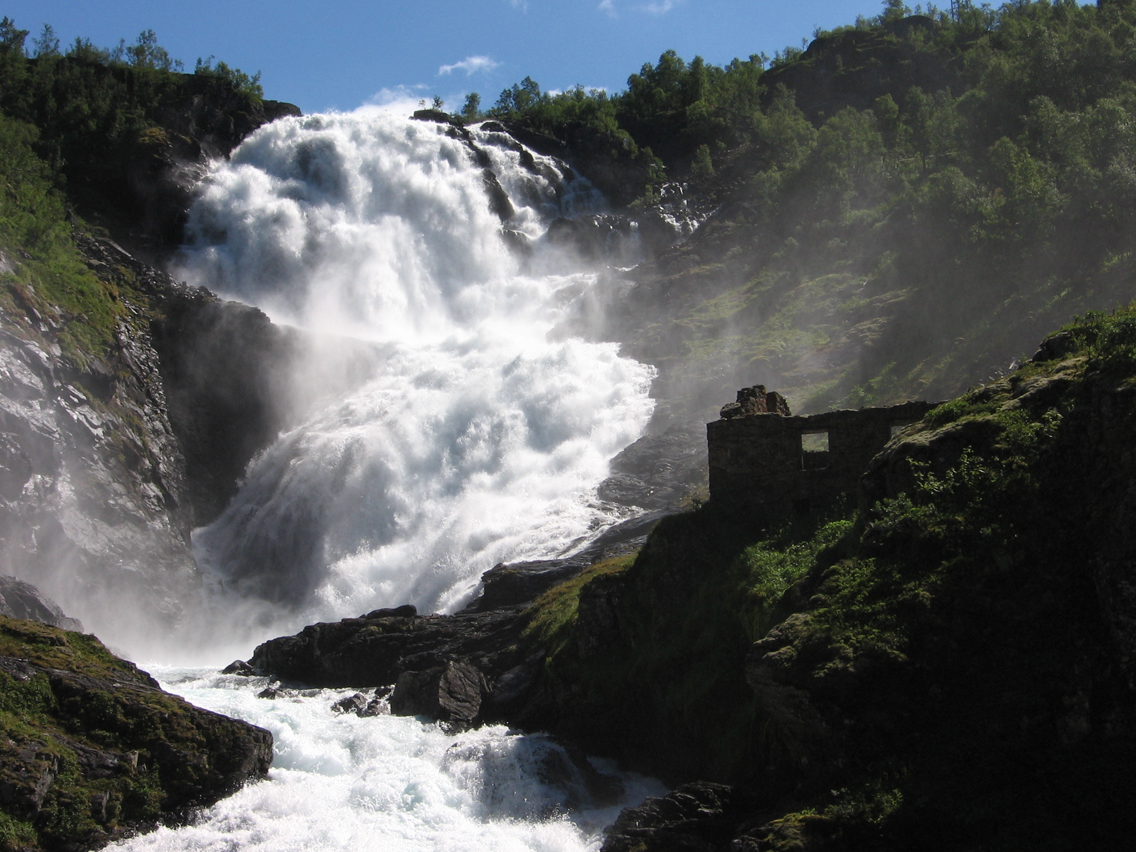
A hegység nyugati oldalán gyakoriak a vízesések, mint itt a Kjosfossen

A hegység vízrajza különösen nagy különbségeket mutat a nyugati és a keleti oldal között. A nyugatra néző folyóvölgyek túlnyomórészt rövidek, meredekek, vízesésekkel tagoltak. E folyók vízgyűjtő területe általában kevéssé kiterjedt. Az itt található vízesések közül több szerepel a világ legnagyobb vízesései között. Közülük a Vinnufossen a legmagasabb Európában és a világ tíz legmagasabb vízesése között van 860 méteres esésével. A hegység keleti oldalán eredő folyók ezzel szemben mérsékeltebb esésűek, vízesések helyett inkább zuhogók, sellők jellemzőek rájuk és sokkal hosszabbak, mint a nyugati oldalon lévő társaik. Bár a keleti oldalon kevesebb csapadék hullik, az itteni, hosszabban, egymással nagyjából párhuzamosan futó folyók végső soron általában bővebb vizűek torkolatuknál, mint a rövid nyugati folyók. Vízhozamuk szerint a Skandináv-hegységben eredő legnagyobb folyók a Glomma (704 m³/s), a Göta älv (565 m³/s), a Luleälven (506 m³/s), az Ångermanälven (500 m³/s), az Indalsälven (405 m³/s) és az Umeälven (443 m³/s).
A folyók vízhozamának éves ingadozása az északi fekvésből fakadó jellegzetességeket mutatja. Télen a kemény fagyok miatt a hegyekből kevés víz érkezik a folyókba, ezért hozamuk ekkor csökken a minimumra. A maximum a hóolvadás idején, tavasz végén, nyár elején következik be. Egy második, általában alacsonyabb vízhozam-növekedés az őszi esőzések idején mutatkozik. Norvégia délnyugati részén, a Golf-áramlat és az óceáni csapadék miatt egyenletesebb a folyók vízhozama, mint északon és keleten.

#### Tavak

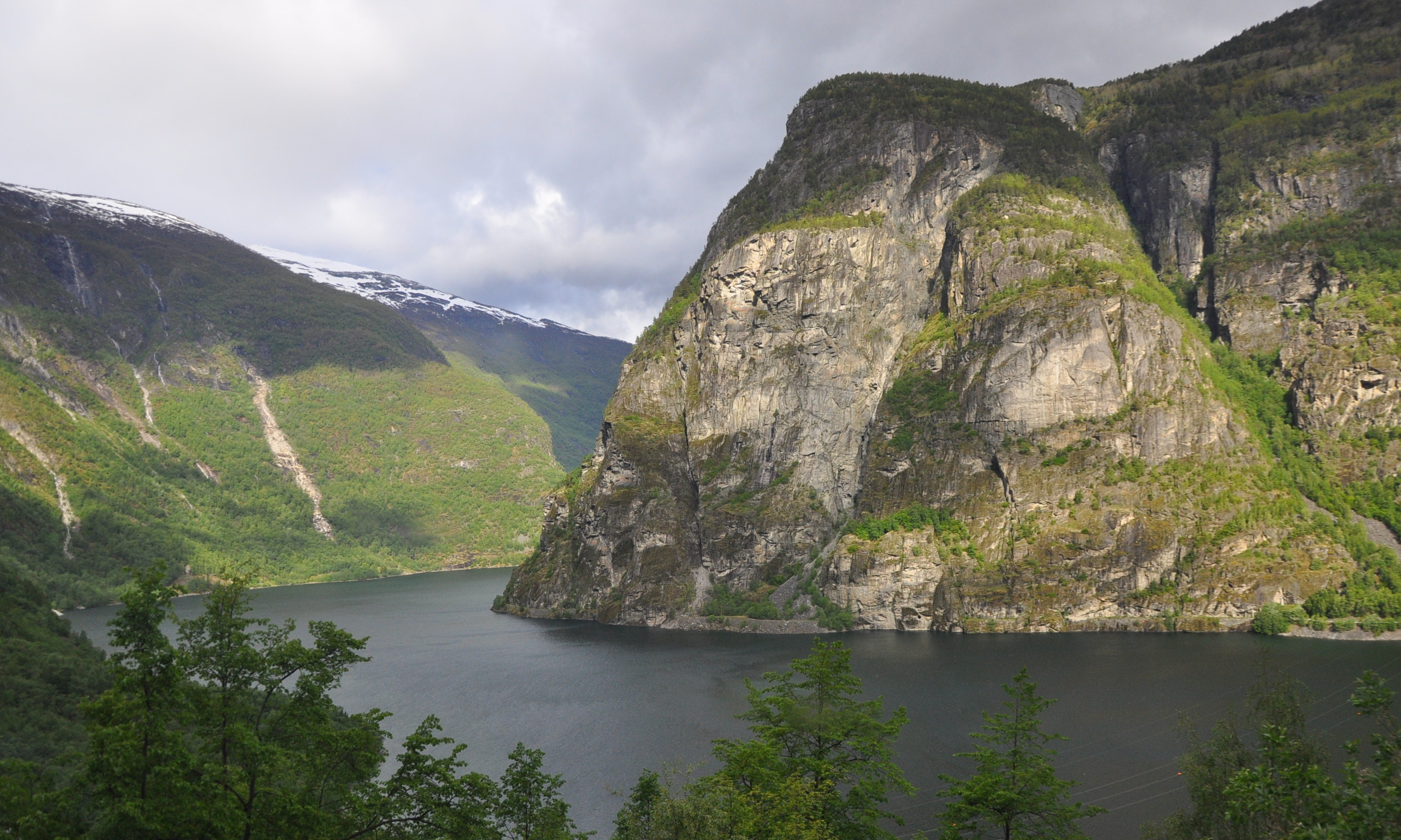
A Vassbygdevatnet tó Aurland közelében, nem messze az Aurland-fjordtól

Számos tó található a vízfolyások medrében a hegyek között valamint a lábuknál is. Vannak köztük kis hegyi tavak, különösen a nagy fennsíkokon, de a legnagyobbak a hegység keleti lábánál lébő nagy folyóvölgyekben alakultak ki a jégkorszaki gleccserek mélyítő munkája nyomán. A legfontosabb ilyen típusú tavak északról délre haladva a következők: Torneträsk (330 km²), Akkajaure (260 km²), Hornavan (262 km)², Storsjön (456 km²), Femunden (200 km²), Mjøsa (369 km²) és a Randsfjorden (140 km²). Van néhány ilyen típusú tó a nyugati oldalon is, gyakran a fjordok meghosszabbításaként. Ezek a tavak néha igen mélyek: a Hornindalsvatnet Európa legmélyebb tava 514 méterrel, míg felszínének tengerszint feletti magassága csak 53 méter.

#### Gleccserek
A Skandináv-hegységben sok gleccser is van, köztük a kontinentális Európa (azaz eltekintve Izland, a Spitzbergák és a Novaja Zemlja területétől) legnagyobbjai. Az itteni gleccserek összesített területe 2900 km². A legnagyobb gleccserek az enyhébb éghajlat ellenére a norvég partok felett találhatók, ahol a nagyobb csapadék jobban táplálja azokat. Felületük szerint a legnagyobb gleccserek a Jostedalsbreen (487 km²), a Vestre Svartisen (221 km²), a Søndre Folgefonni (168 km²), az Østre Svartisen (148 km²), a Blåmannsisen (87 km²) és a Hardangerjøkulen (73 km²). A Svartisen-gleccserek legalacsonyabb pontja mindössze 7 méterrel van a tengerszint felett. Az európai szárazföldön ez a legmélyebb pont, ameddig egy gleccser lejut.
A 20. század során egyes skandináv gleccserek növekedtek, mert a globális felmelegedés miatt több csapadék hullott a gyűjtőterületükre, mint amennyire a felmelegedés olvasztotta a gleccsernyelv végét. Az utolsó előrenyomulást a 21. század legelején tapasztalták, azóta azonban már újra a felmelegedés miatti rövidülés figyelhető meg itt is, mint világszerte a legtöbb gleccser esetében.

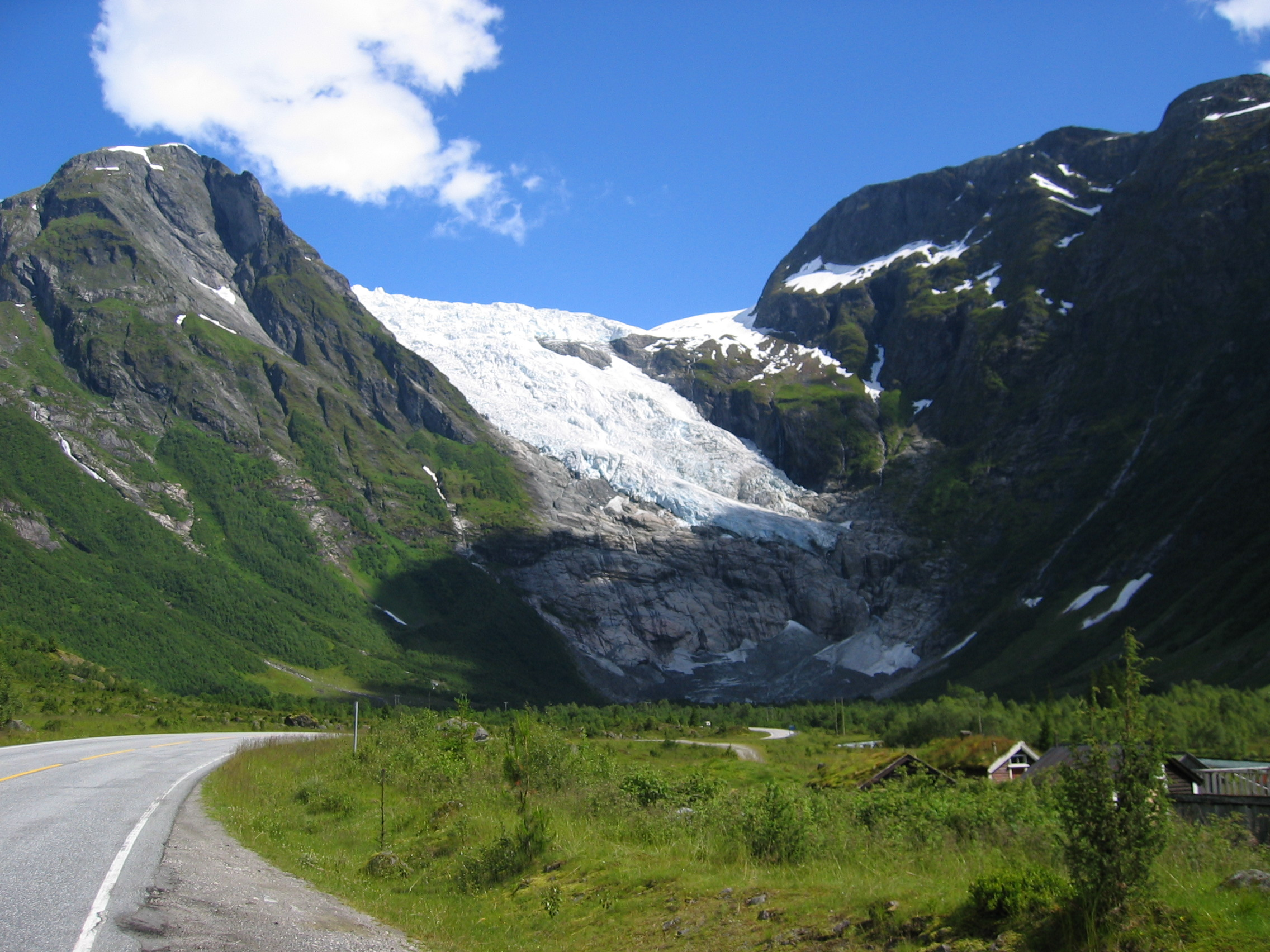
Bøyabreen, a Jostedalsbreen gleccser egyik nyelve
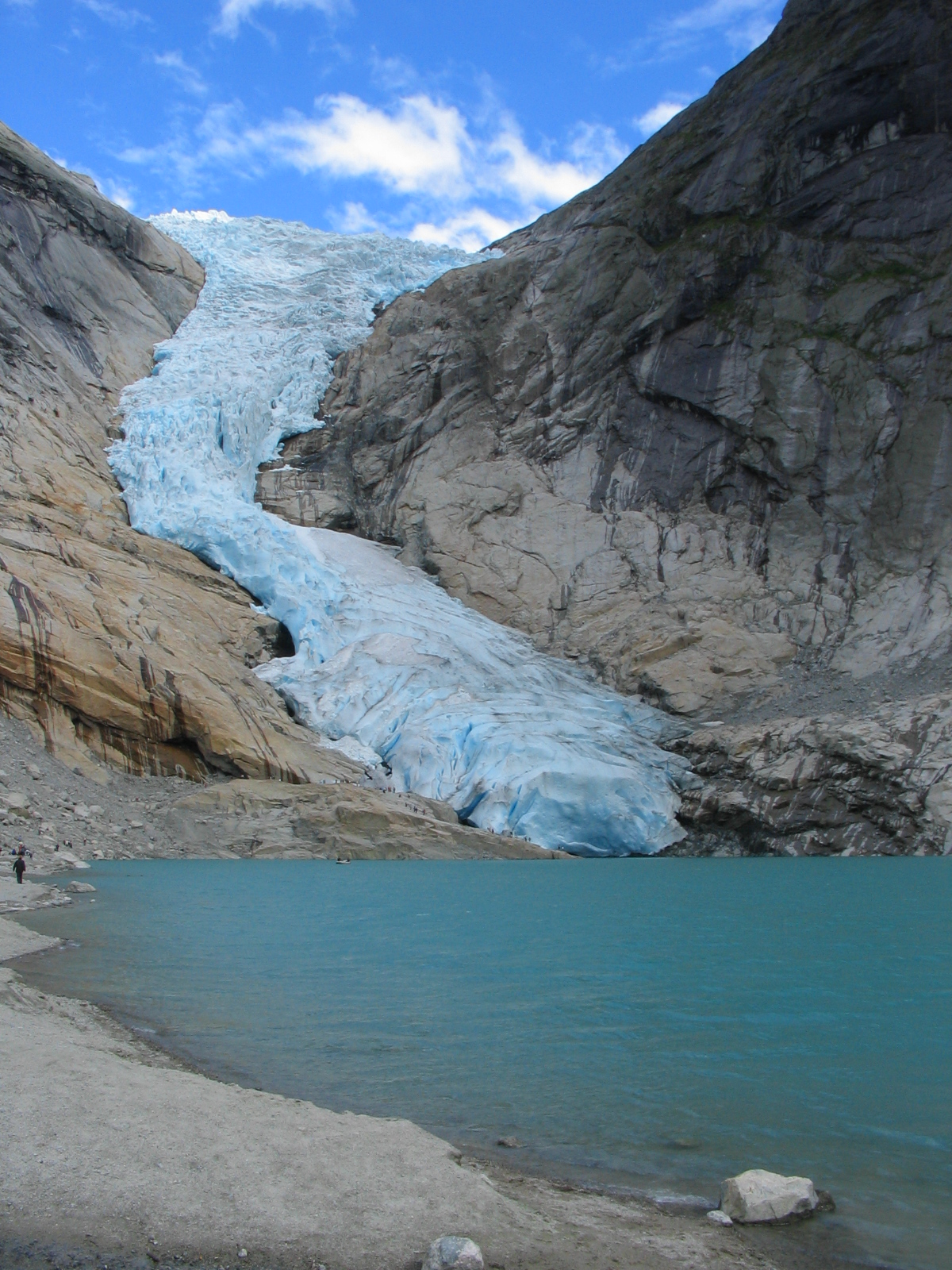
Briksdalsbreen, a Jostedalsbreen egy másik nyelve. Ez a gleccser 1997-ben még teljesen befedte a mai tó területét
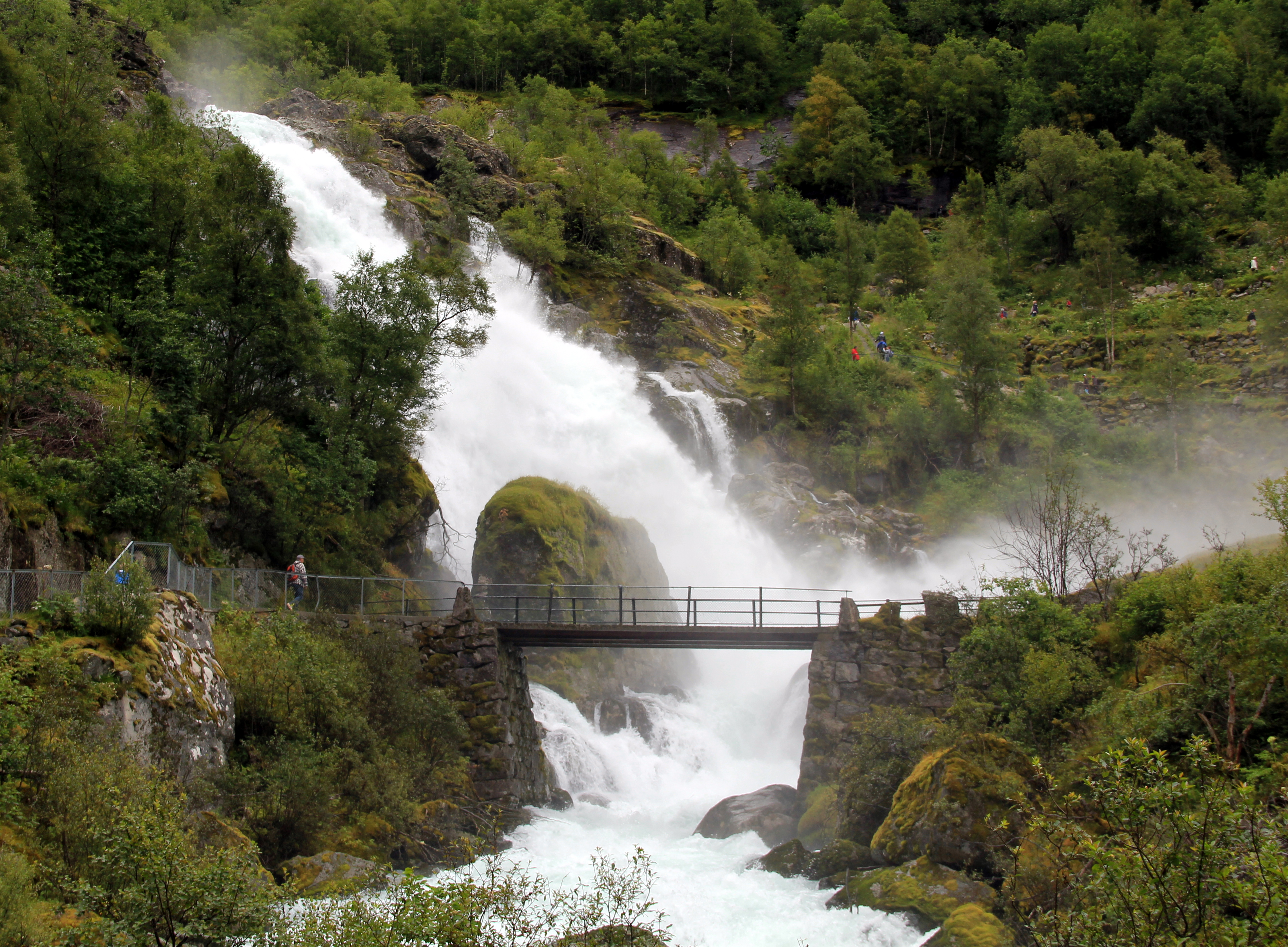
Vízesés a Briksdalselva folyón, amit a Briksdalsbreen gleccser táplál

## Történelem

### A vadászattól a transzhumáló pásztorkodásig

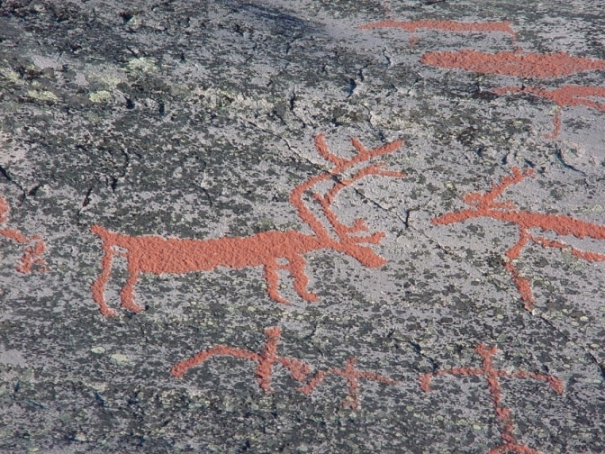
Rénszarvast ábrázoló sziklarajz Norvégia északi részén

A Skandináviát borító jégtakaró elolvadása után gyorsan megindult a növények és állatok beáramlása a szabaddá vált területre. A folyamat 10–12 ezer évvel ezelőtt kezdődött, és a belső jég (csaknem) teljes elolvadása még mintegy 3000 évet vett igénybe. A környezeti változások közül a legjelentősebb az ember szempontjából a rénszarvasok megjelenése volt, mert őket követték a kor vadász-halász-gyűjtögető embercsoportjai, például az Ahrensburg-kultúra képviselői, akik a norvég partokat lakták be, és létrehozták a helyi Fosna-Hensbacka kultúrát, vagy a Komsa-kultúrához tartozó csoportok északon. Egyidejűleg a szvidéri kultúrát képviselő népcsoportok kelet felől nyomultak előre a hátráló jégtakarót követve, elérték északon a Komsa-kultúra csoportjait, és azokkal összeolvadva jött létre a számik népe. Ezen nomád népek a rénszarvasvadászattól függtek, ezeket a csordákat követték a partvidék és a hegyek között évi vándorlásuk során. Nyomaik máig megtalálhatók csapdák, sziklarajzok formájában, főleg a vízfolyások mentén, leginkább a hegység keleti oldalán, ahol a növényzet kedvezőbb volt a rénszarvasok számára.
Az újkőkorszak során megkezdődött az átmenet a letelepedett életmódra a hegység déli részén élő, indoeurópai népek körében. Ez a folyamat nagyon lassan haladt, először csak néhány háziállat tartása és egy-egy földdarab megművelése egészítette ki a gyűjtögető-vadász életmódot, de mintegy 1000 év alatt a földművelés uralkodóvá vált, mégpedig földrajzilag elsősorban a hegység nyugati oldalán, a fjordok környékén. A vadászat és a halászat itt másodlagossá vált, de azért fontos maradt. Különösen a szőrmekereskedelem biztosíthatott jelentős kiegészítő jövedelmet. Fejlődött a hegyekben található gyepvasérc feldolgozásával a vaseszközök készítése is, egyelőre leginkább saját szükségletre.
A mai Røros vidékétől északra a számik, a művelésre amúgy is alkalmatlan területeken, folytatták a vadász-gyűjtögető életmódot. Fokozatosan megkezdték azonban a rénszarvasok háziasítását is, eleinte csak szállítási, fogatolási célokra. A 16. századtól aztán, a vad rének számának erős csökkenése miatt, a vadászattal szemben előtérbe került a rénszarvasok tenyésztése és a velük folytatott transzhumáló pásztorkodás, azaz a kétlegelős vándorpásztorkodás.

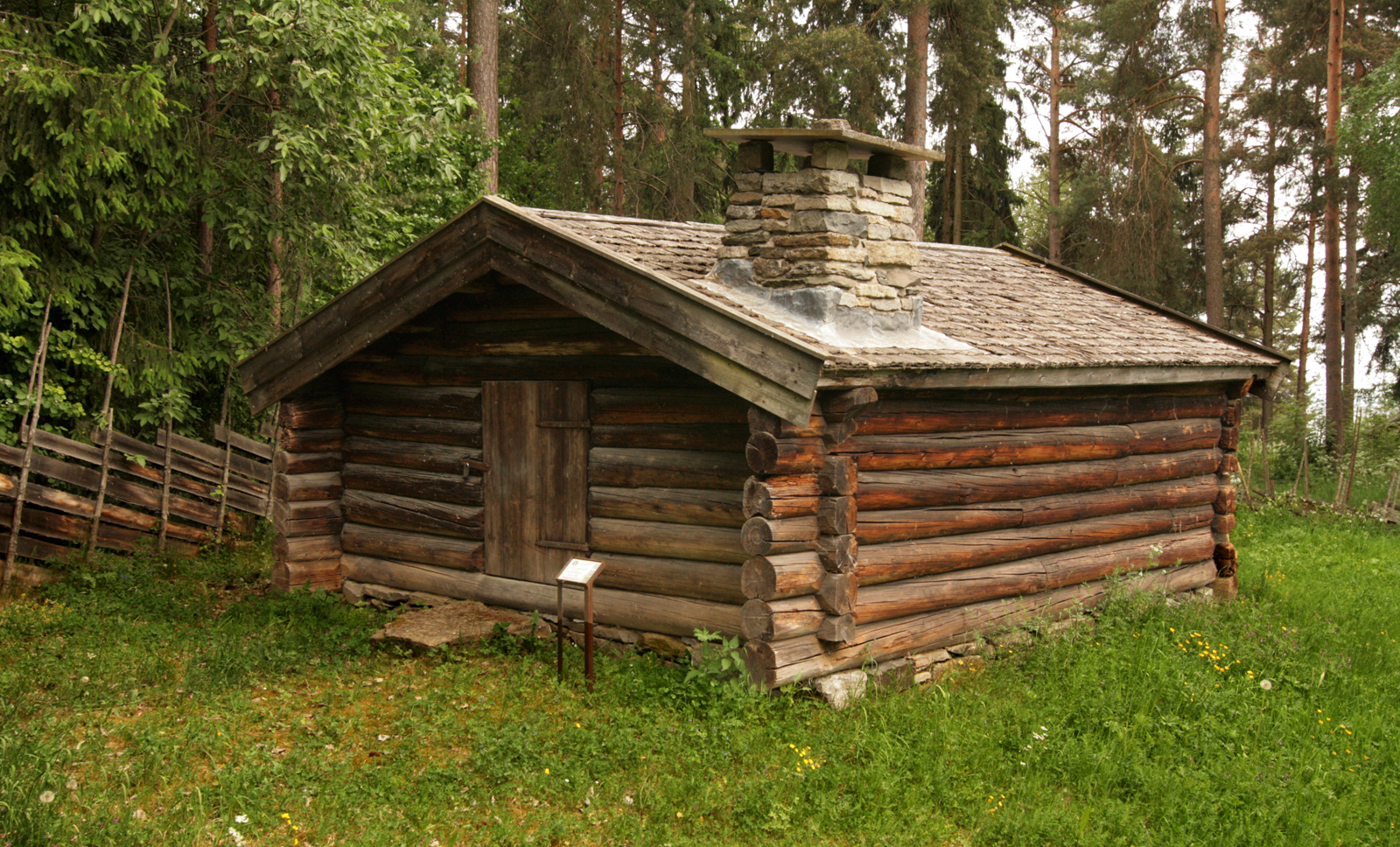
Alpesi típusú nyári szállás Stange községben, Norvégia délkeleti részén

A transzhumálást, azaz a nyári hegyi legelők kiaknázását, ami más európai hegyvidékeken is kialakult gyakorlat volt, nem csak a számik, hanem az egyébként letelepedett indoeurópai eredetű paraszti népesség is alkalmazta a hegység déli részén, legalább a viking kor óta. Ez a gyakorlat lehetővé tette a parasztok számára, hogy több állatot tartsanak, mint amennyit egyébként a falu közeli földek lehetővé tettek volna. Az állatokat nyáron a hegyi legelőn táplálták, a falu környéki földek így megmaradtak az emberek számára szolgáló gabona valamint a téli takarmány megtermelésére. A hegyi rétek mellett a ritkás erdőkben vastag szőnyegeket alkotó rénszarvas-zuzmó (Cladonia), valamint a lápokon tenyésző sás legeltetése, illetve téli takarmányként való begyűjtése is hasznos volt. A hegyi lápok a nyár derekára gyakran kiszáradtak, ezért nedvességük megőrzése, termésük fokozása érdekében a tavasz végén a parasztok gyakran kis gátakat emeltek a kifolyóknál.
A transzhumálás konkrét formája a földrajzi körülményektől is függött. Norvégia délkeleti részén a farmok általában egyetlen nyári szállással rendelkeztek (norvégül seter, svédül fäbod). Északabbra gyakran előfordult, hogy a gazdaságok több ilyen nyári szállást is használtak, egyet a falujukhoz közelebb (heimseter, illetve hemfäbod azaz hazai szállás) és egy másikat távolabbra a hegyekben (langseter illetve långfäbod, azaz kb. távoli szállás). Tavasszal először a közeli szállásra hajtották az állatokat, általában a tűlevelű és a nyírfaerdők határára, oda, ahol a hó a leggyorsabban elolvadt. Nyáron aztán magasabbra vonultak a hegyekben. A szállások gyakran kis falvakként csoportosultak az alkalmas helyeken. A nyár végén először a közeli szállásra ereszkedtek, majd az első hó lehullásakor a falvakba.
Ahol a nyári legelők közel voltak a falvakhoz, ott a parasztok naponta megtették az utat az állataikhoz, és a tejet a falvakban dolgozták fel vajnak és sajtnak. A távolabbi nyári szállásokra viszont a teljes időszakra kiköltöztek és a tejet is ott dolgozták fel. Általában az asszonyok és a gyermekek költöztek fel a szállásra, a férfiak a faluban maradtak és ott dolgoztak a földeken.

### Veszélyes hegyek

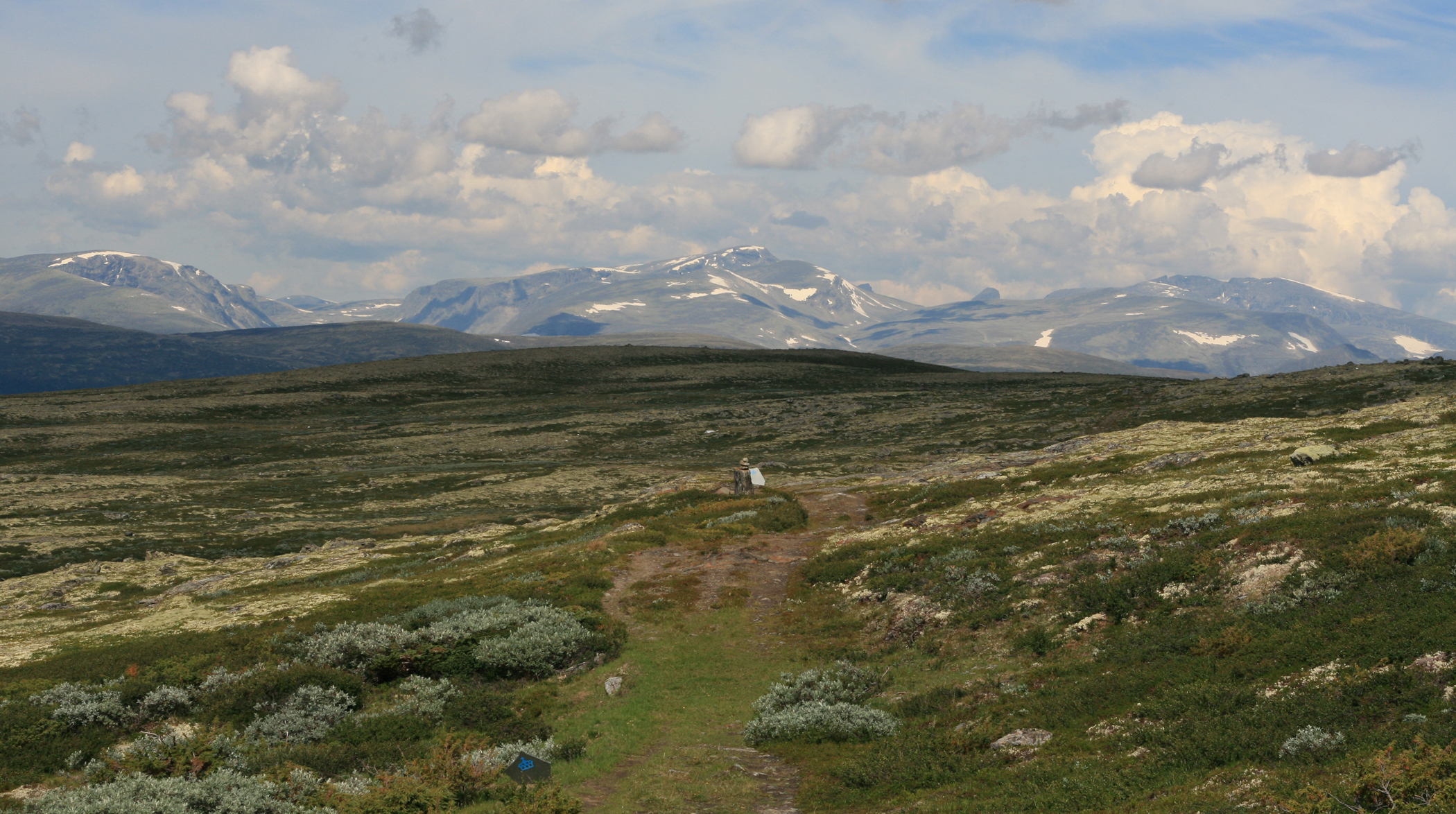
A hagyományos zarándokút a Dovrefjellen, ma turistaút

A letelepedett lakosság elsősorban a part mentén sík részeken élt. A transzhumáló gazdálkodást folytató falvak lakóin kívül az emberek ritkán mentek a hegyekbe. Némi kereskedelem azért folyt a hegység nyugati és keleti oldala között: nyugatról elsősorban az akkoriban oly fontos sót, valamint halat és vajat szállítottak, keletről pedig főleg a gyepvasércből készült vasszerszámokat, fegyvereket.
A norvég királyság létrejötte után, i. sz. 1000-től, a királyok és az udvar szükségletei jelentősen megnövelték a szállítási igényeket. Ekkor jött létre az akkori főváros, Trondheim (a korabeli Nidaros) és a déli Oslo közötti több mint 900 kilométeres Pilegrimsleden, azaz zarándokút a Dovrefjell masszívumon keresztül, ami természetesen kereskedelmi célokat is szolgált.
Általánosságban a kor embere nem merészkedett a hegyekbe, így azok felderítetlenek maradtak, különösen északon. A 16. században Gustav Vasa svéd király dekrétumot hozott arról, hogy birodalma az északi Jeges-tengerig terjed, 1613-ban pedig, a knäredi szerződés Norvégia és Svédország határát a Skandináv-hegység vízválasztóján határozta meg. A határvonalat azonban csak 1751-ben rögzítették térképészetileg. A hegységen történő átkelés nehézségeit jól illusztrálja a nagy északi háború során lezajlott katasztrófa Øyfjellet hegyeiben. 1718 decemberében Carl Gustaf Armfeldt tábornoknak vissza kellett vezetnie csapatait Svédországba XII. Károly svéd király Fredrikshald mellett történt halála után, de az út során hóvihar támadt és a sereg fele, 3700 katona megfagyott.

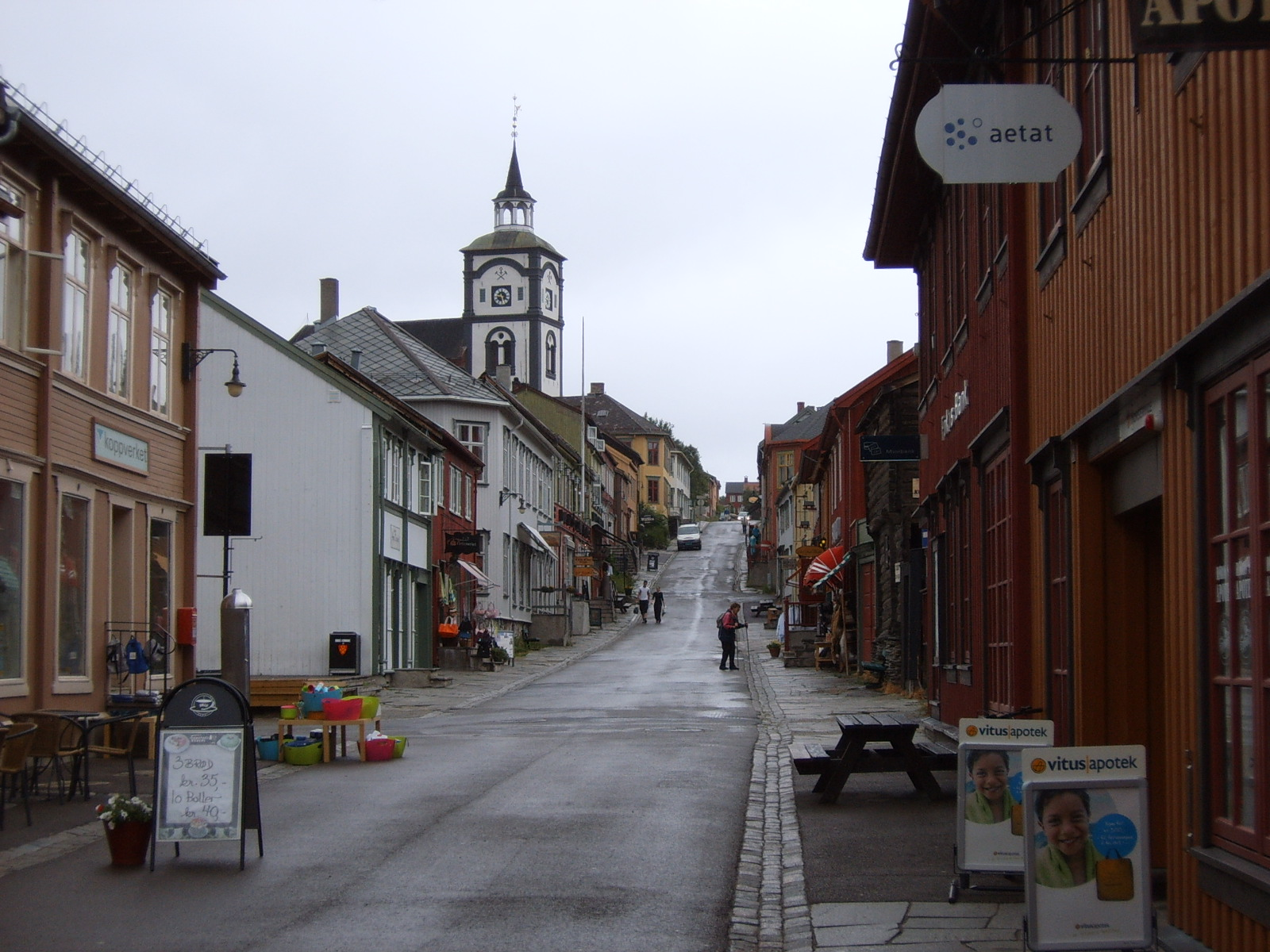
Røros bányaváros

A 17. században érclelőhelyeket fedeztek fel a hegyekben a határ mindkét oldalán. Svédországban ez egybeesett a nagyhatalmi korszakkal, és természetesen felkeltette az érdeklődést a feltáratlan északi területek iránt. 1630-ban ezüstbányát nyitottak a Lappföldön, Nasafjället hegyeiben. Német földről hívtak be bányászokat, akik közül sokan nem bírták ki a klímát és elpusztultak. Lappokat is befogtak kényszermunkára, nekik kellett rénszarvasháton leszállítani ötven kilométerre az ércet feldolgozásra a síkságra. A művelés már 1659-ben gazdaságtalannak bizonyult és felhagytak művelésével. A bánya felszereléseit egy norvég támadás pusztította el, az egyetlen ilyen, ami a svéd Lappföld ellen lezajlott. Több más bányát is nyitottak, így a mai Padjelanta Nemzeti Park és a Sarek Nemzeti Park területén, de az érc gyenge minősége miatt ezek is csak 1661 és 1702 között működtek. A 18. században újabb kísérletek is történtek Svédországban bányák nyitására Abisko, Ljusnedal, Härjedalen község és az åreskutani hegyek környékén, de a gazdasági siker végül elmaradt. Mára mindezek a bányák bezártak.
Norvégiában a kongsbergi ezüstbánya és a rørosi rézbánya voltak a legjelentősebbek. Ezekhez utakat is építettek a kitermeléshez szükséges jelentős mennyiségű faszén, illetve a kitermelt érc szállítására. A legnehezebb terheket szánon szállították a télen befagyott tavakon és mocsarakon át. Kongsberg a bányatevékenység nyomán a 18. században 10 000 lakossal az ország második legnagyobb városa lett Bergen után.

### A tudományos expedícióktól a turizmusig

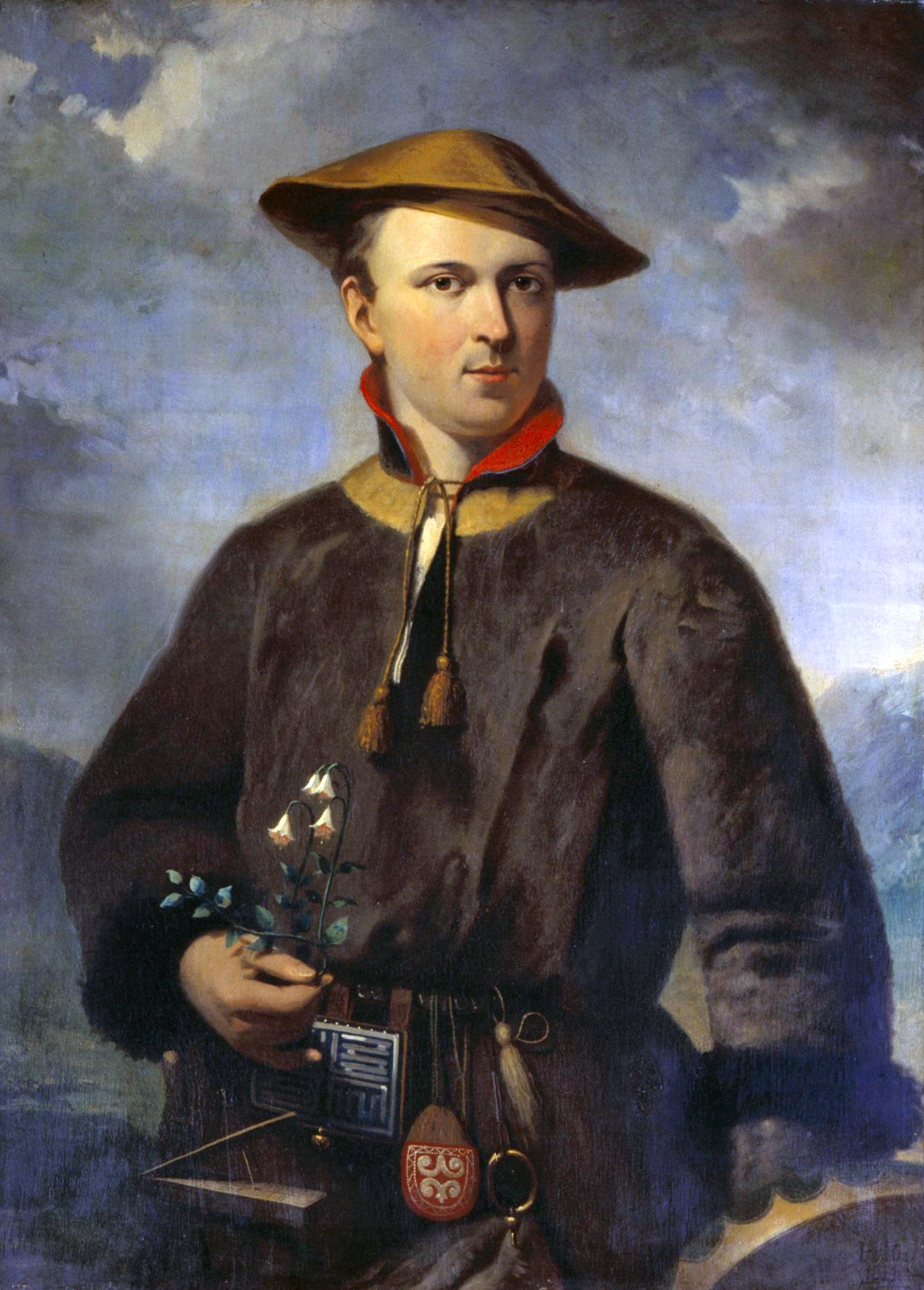
Carl von Linné lappföldi utazáson

A 17. századtól kezdve indultak meg a feltáró jellegű tudományos expedíciók a hegység elhagyatottabb részeire. Eleinte egyházi személyek, hittérítők vezették ezeket. A Svédország északi részét és a lappokat leíró első könyvek egyikét, a Lapponia címűt a kor nagy svéd humanistája, Johannes Schefferus jelentette meg 1673-ban, bár ő személyesen nem járt arrafelé, hanem csak papok úti beszámolóit összegezte. 1695-ben ifjabb Olof Rudbeck felfedező és természettudós a király rendeletére maga vezetett expedíciót a svéd Lappföldre, és megalkotta a terület első tudományos igényű térképét. Sajnálatos módon ez a mű, a Lapponia illustrata, 1702-ben egy uppsalai tűzvészben elpusztult. Rudbeck útja ösztönözte Carl von Linnét a saját expedíciója megszervezésére 1732-ben. Ő felkereste Kvikkjokkot a mai Padjelanta Nemzeti Park területén, majd onnan tovább utazott a határon túl a norvég fjordokig. Két évvel később újabb utat tett, ezúttal a hegység déli részére, Dalekarlia hegyeibe és azon túl, a norvégiai Femunden tóig. Ezután írta meg könyvét Flora Lapponica címmel, amelyben először alkalmazta az általa alkotott növényosztályozási rendszert. Linné útja híressé vált tudományos körökben és a következő évtizedekben számos botanikus tudós járt a nyomdokaiban.
Norvégiában a tudományos felfedező utak 1743 után indultak meg. Ezek a kutatások kiterjedtek a hegyek földrajzára, geológiájára, növény- és állatvilágára, valamint a helyi népi tradíciókra. A kutatóutak egyik eredménye lett az Erik Pontoppidan által 1752-ben megjelentetett kötet Norvégia természetrajzáról.

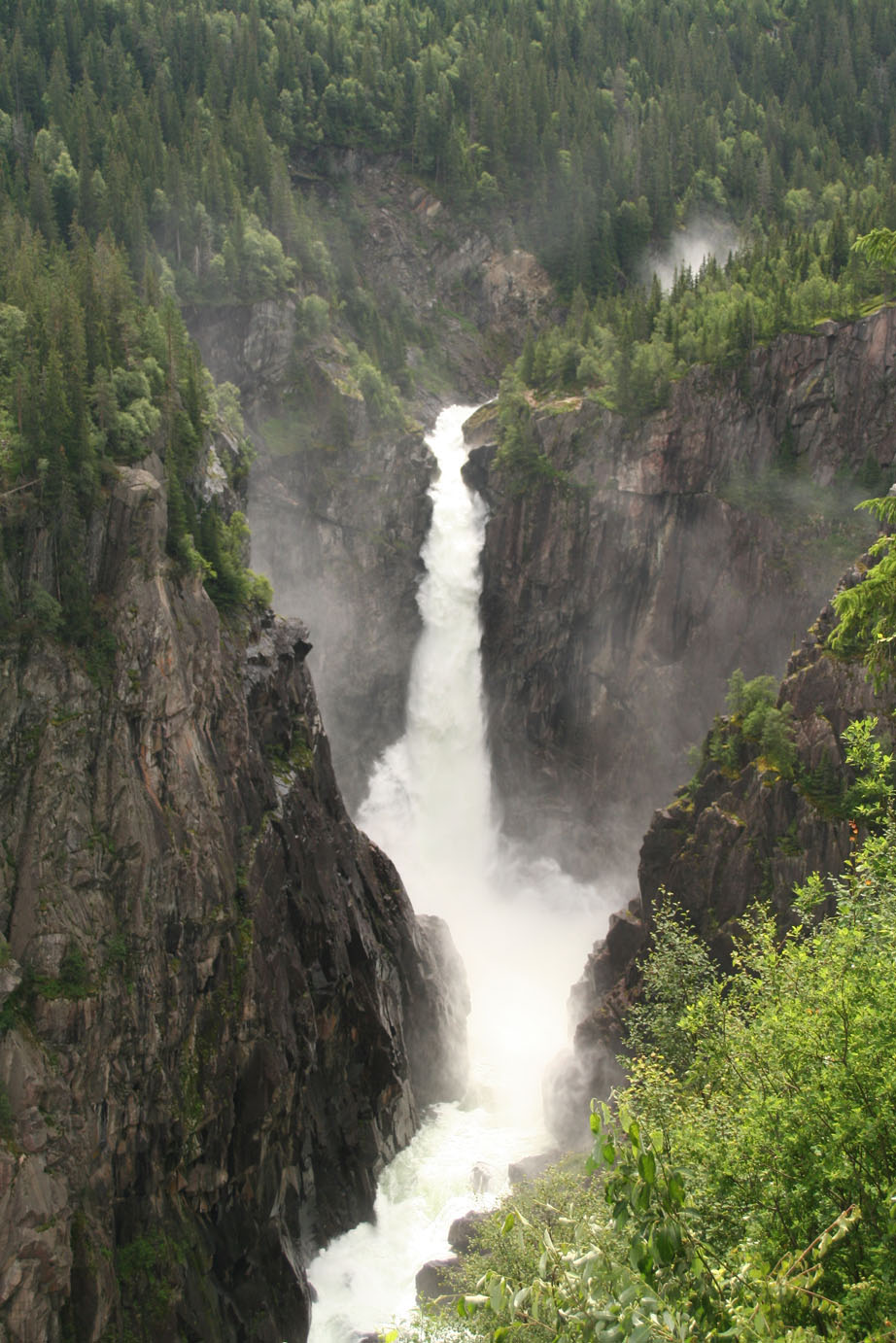
Rjukanfossen, az első nagy turisztikai célpont Norvégiában

A tudományos expedíciók egyben megnyitották az utat a turizmus előtt is. Johan Wilhelm Zetterstedt svéd rovarkutató például alaposan dokumentálta az Åre hegyeiben tett útját és egyben népszerűsítette az ott található hőforrásokat is. Ennek nyomán jött létre a híres fürdő Fjällnäs mellett, valamint a közelében az első svéd hegyi szálloda. A 19. század végén Gustav Wilhelm Bucht és Leonard Lind tudósok feltérképezték a svéd Lappföld hegyeit, beleértve a legnehezebben hozzáférhetőeket is. 1879-ben közzétették, hogy a Sarektjåkkå Svédország legmagasabb csúcsa, de hamarosan helyesbítették, és megállapították, hogy a Kebnekaise a legmagasabb. A környék fő csúcsai közül többet meg is másztak. Térképeik sokat segítettek az őket követő hegymászóknak, mint Charles Rabot, aki 1883-ban jutott fel a Kebnekaise csúcsára. A turizmus Norvégiában is a 19. század közepén kezdődött. Az 1949-ben Norvégiában letelepedett angol Thomas Bennett járult hozzá ehhez jelentős mértékben, mert kiadott egy sor könyvet a norvégiai látványosságokról hazájában, és ezzel megindította a külföldi turisták beáramlását.
A norvég turistaszövetség (Den Norske Turistforening, DNT) 1868-ban, a svéd (Svenska Turistföreningen, STF) 1885-ben alakult meg. A norvég oldalon az első országos turistalátványosság Rjukanfossen vízesése lett. Itt vásárolta meg a DNT az első menedékházát. Ezután a Jotunheimen és a Hardangervidda területén hoztak létre turistautakat és menedékházakat. Svédországban az első menedékház a Sulitjelma masszívumban létesült, majd sokfelé az országban megkezdődött ezek kiépítése, főleg a legnagyobb szabású vállalkozás, az egész északi hegyvidéket átszelő turistaútvonal, a Kungsleden (kb. királyi út) mentén.

## Éghajlat

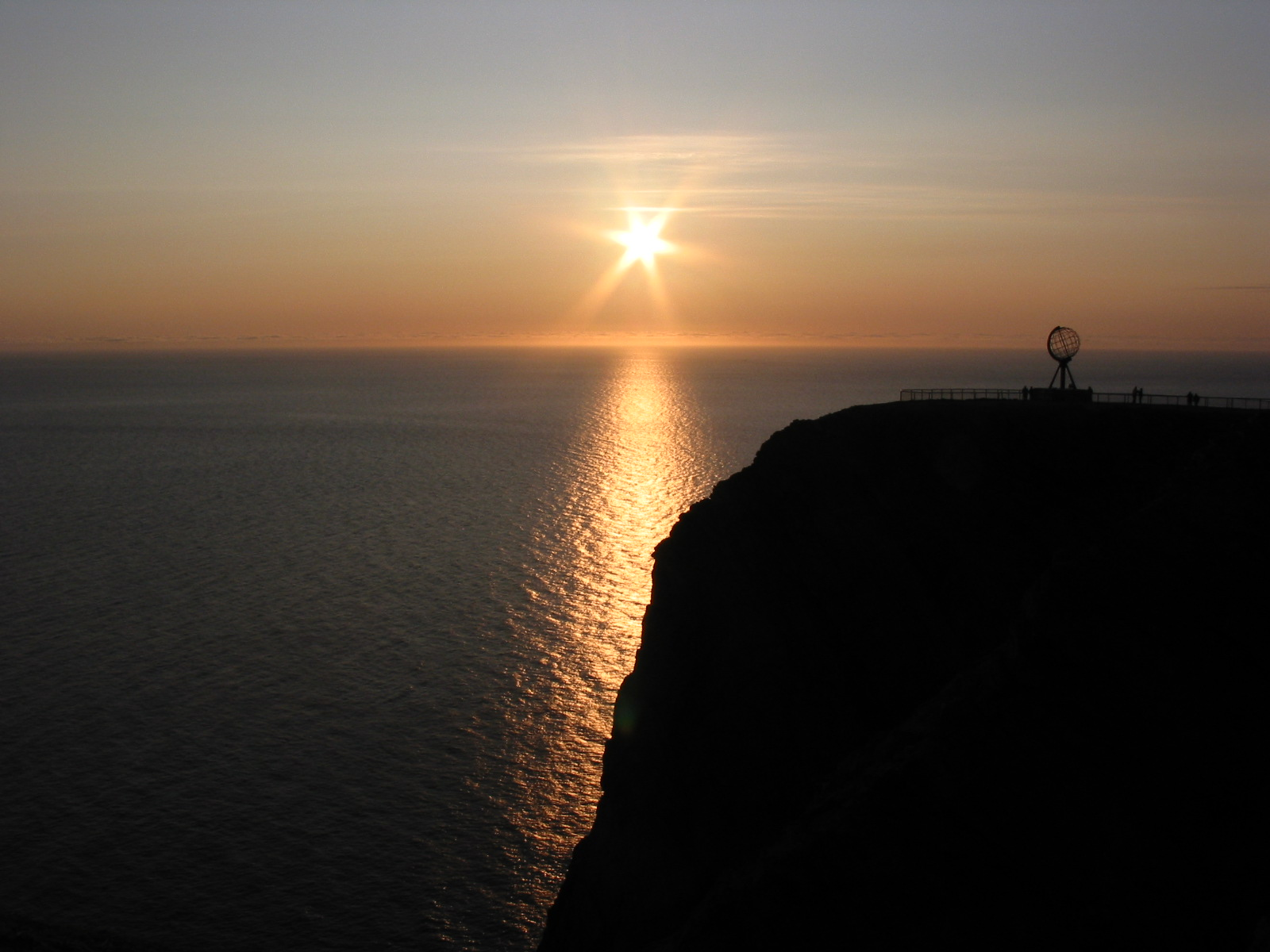
Éjféli nap az Északi-fok szikláiról

A hegylánc éghajlata nagy eltéréseket mutat az északi szélesség, a tengerszint feletti magasság és az óceáni hatások függvényében. Egészében véve klímája hideg, mivel a hegység teljes hosszában az északi szélesség 58. foka felett helyezkedik el. Nagy a különbség a nyári és téli nappalok és az éjszakák hossza között: már a hegység déli részén, Oslo magasságában is 22 óráig tart a nappal a nyári napforduló idején, és ez némileg ellensúlyozza a hideget. A hegylánc hosszú szakaszai emellett élvezik a Golf-áramlat melegítő hatását is. Az óceán melegítő hatását +12 °C-ra becsülik. Ez a hatás különösen fontos a téli hónapokban. A Lofoten-szigetek déli része a legészakibb pont a világon, ahol az évi középhőmérséklet pozitív tartományban van. A hegylánc keleti oldalán ez a hatás jóval kevésbé érvényesül, bár itt sem mondható teljesen kontinentálisnak az éghajlat. Itt a nyári középhőmérséklet 10–12 °C körül van, míg télen mindössze -16 °C. A legalacsonyabb téli hőmérsékletet, -52,6 °C-ot a svédországi Lappföldön, Vuoggatjålme turistaközpontban mérték. Természetesen a topográfia is nagyban befolyásolja a hőmérsékletet: a part mentén 6 °C-os éves középhőmérséklet ugyanazon a földrajzi szélességen -6 °C-ra csökken a hegység csúcsain. A keleti oldalon megfelelő időjárási körülmények között a főnhatás is érvényesül.

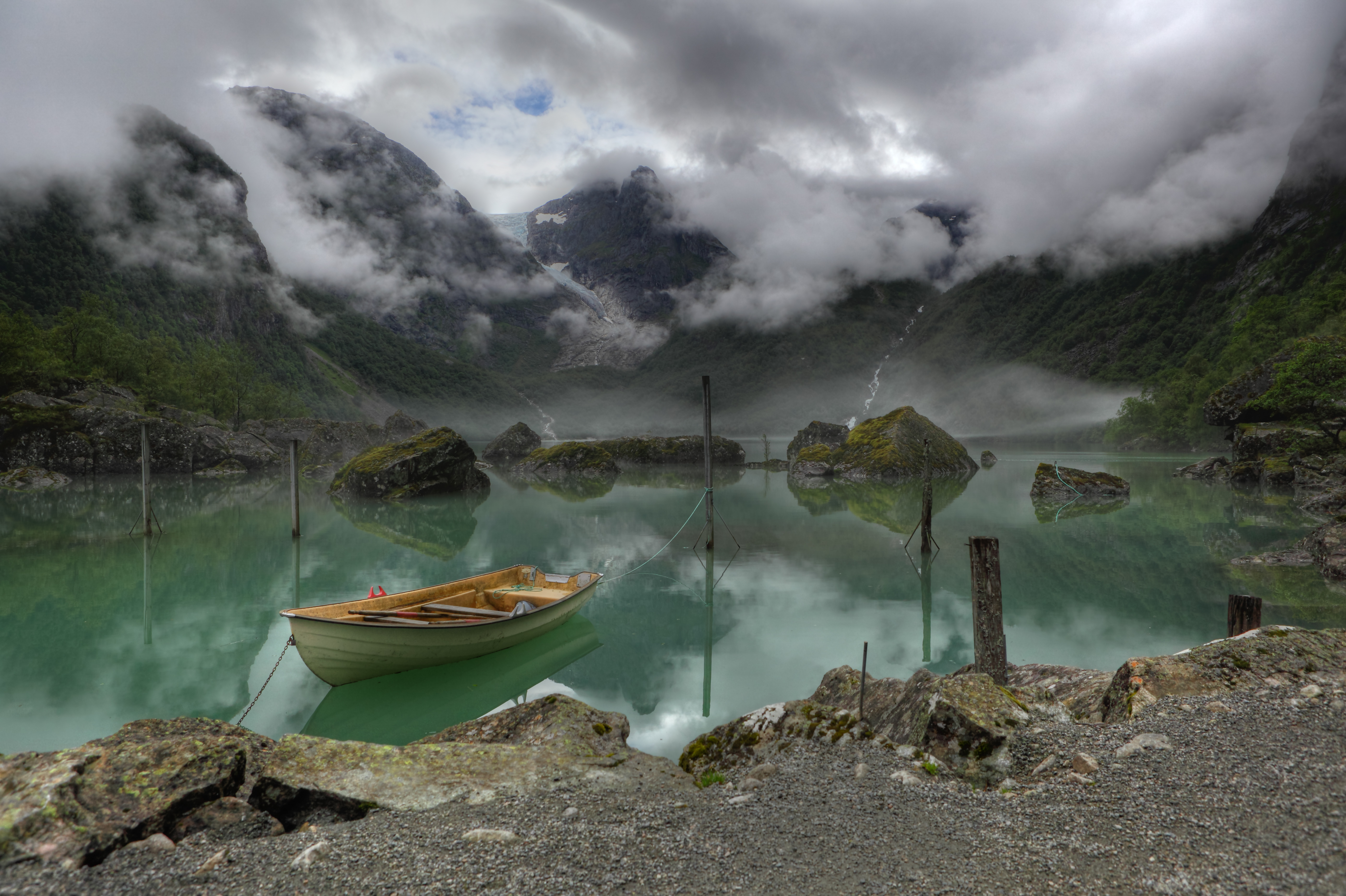
A hegylánc norvég oldala nagy mennyiségű csapadékot kap, itt a Bondhusbreen gleccsernél is

Az uralkodó nyugati szelek nem csak enyheséget, hanem nedvességet is szállítanak a norvég partokra. Az évi csapadék helyenként meghaladja a 2000 mm-t, míg az esőárnyékban lévő keleti oldalon csak a 450–550 mm-t éri el. Északon az évi csapadék fele hó formájában hullik, október és június eleje között. A hegység déli részén, a tengerparton a hótakaró átlagosan csak 50 napi marad meg.

## Élővilág

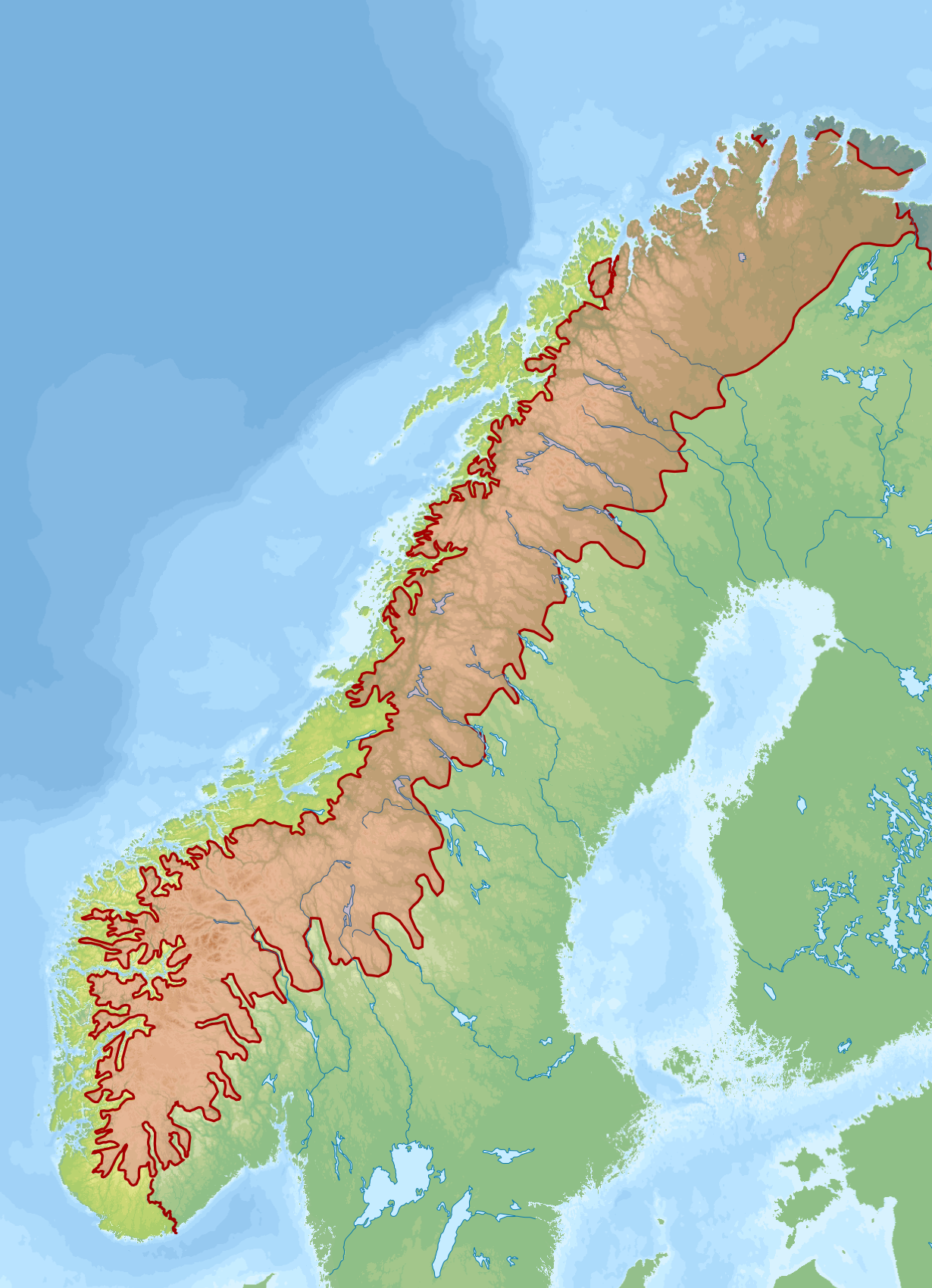
A Skandináv-hegység bioföldrajzi régióinak térképe

Az északi szélesség, a tengerszint feletti magasság és az óceáni hatások függvényében a Skandináv-hegység meglehetősen változatos természeti környezeteket, ökoszisztémákat foglal magába, a délnyugati dús lombos erdőktől az északkeleti sarki tundrákig. A WWF és az Európai Környezetvédelmi Ügynökség (EEA) által az európai ökológiai régiókról készített digitális térkép a hegyvidék ökoszisztémáját három fő régióra osztja: az atlanti partvidék tűlevelű erdei; a skandináv tajga, túlnyomórészt a keleti lejtőkön, valamint a skandináv hegyek nyírerdei és rétjei. Ezzel szemben az EEA bioföldrajzi régiók szerinti felosztása három fő zónát különböztet meg: az atlanti partvidék övezetét, a hegység gerincétől keletre elterülő úgynevezett északi övezetet és az alpesi övezetet. A két felosztás nagyjából egybeesik, kivéve azt, hogy a skandináv tajga növényvilága Trondheim magasságában és attól északra, a magasabban fekvő területeken a nyugati parton is megjelenik. Az itt látható, a bioföldrajzi régiók szerinti térkép északkeleti sarkában az arktikus zóna is képviselteti magát.

### Északi zóna

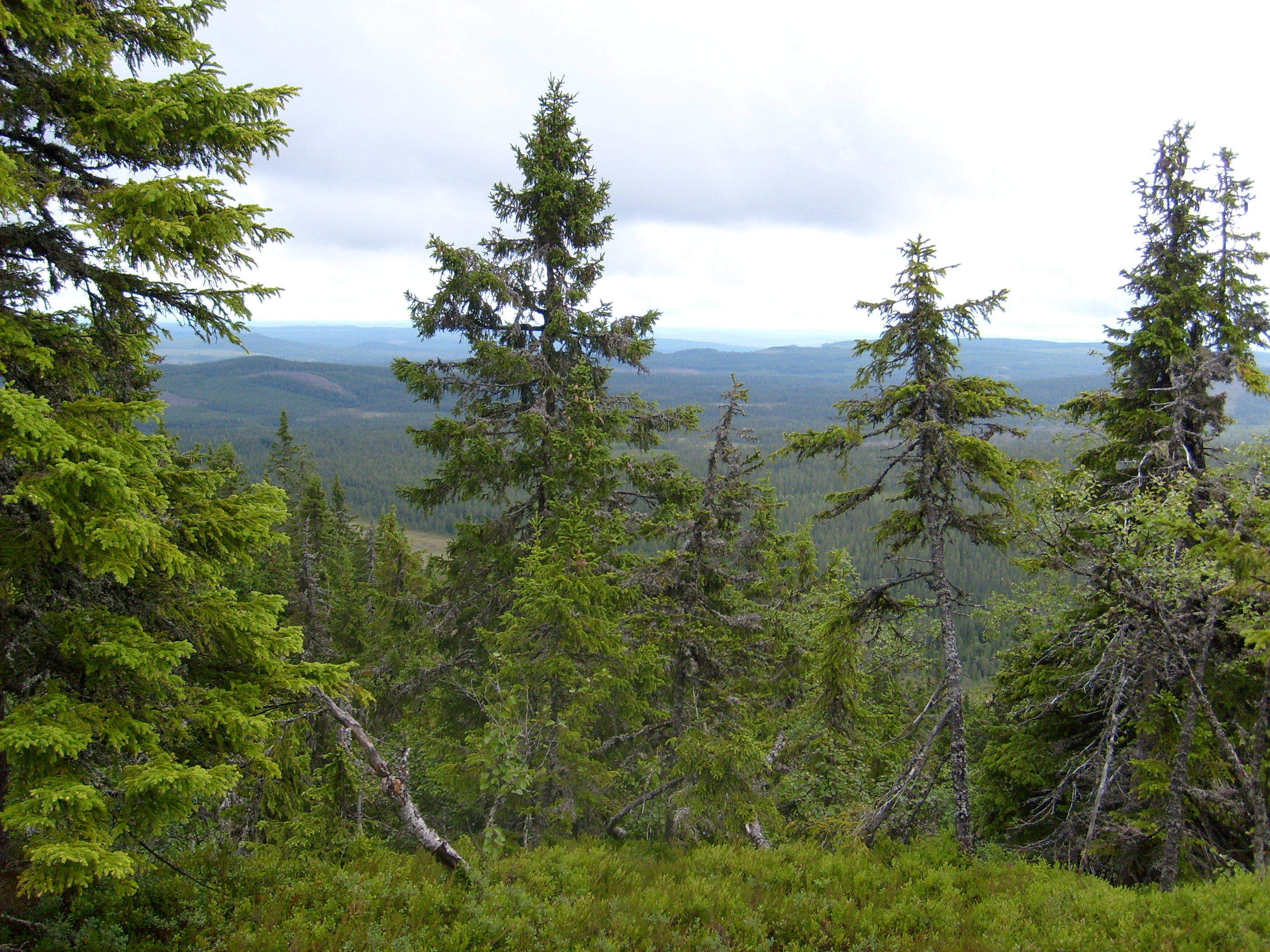
Hegyi tajga a Korpimäki természetvédelmi területen (Dalarna tartomány, Svédország)

Az északi övezet vagy boreális zóna nevű biogeográfiai régió a Skandináv-hegységtől keletre húzódik Skandinávián át Oroszországig, Szibériáig, mint az eurázsiai–boreális flóraterület része. A WWF ökoszisztéma szerinti felosztása alapján a skandináv és orosz tajgához tartozik. Mind a biogeográfiai régiók, mind az ökoszisztémák szerint ez a legnagyobb területű övezet Európában. Növényzetének legjellegzetesebb képviselői a erdeifenyő és a közönséges lucfenyő. A lucfenyő a domináns a nedvesebb területeken, így a hegység középső részén, ahol jobban érvényesülnek az atlanti hatások, míg északon, illetve délen, a magasabb hegycsoportok szárazabb „árnyékában” az erdeifenyők kerülnek előtérbe. További fontos fafajtái a molyhos nyír, a madárberkenye, a hamvas éger, a rezgő nyár. Az aljnövényzet általában szegényes, kevés itt a szövetes növény, inkább a lombosmohák és zuzmók tenyésznek gazdagon, ezek alkotják a rénszarvasok fő táplálékát is. A zóna egyes növényei már inkább az alpesi tundrára jellemzőek, mint az Arctostaphylos alpinus és az Astragalus alpinus.

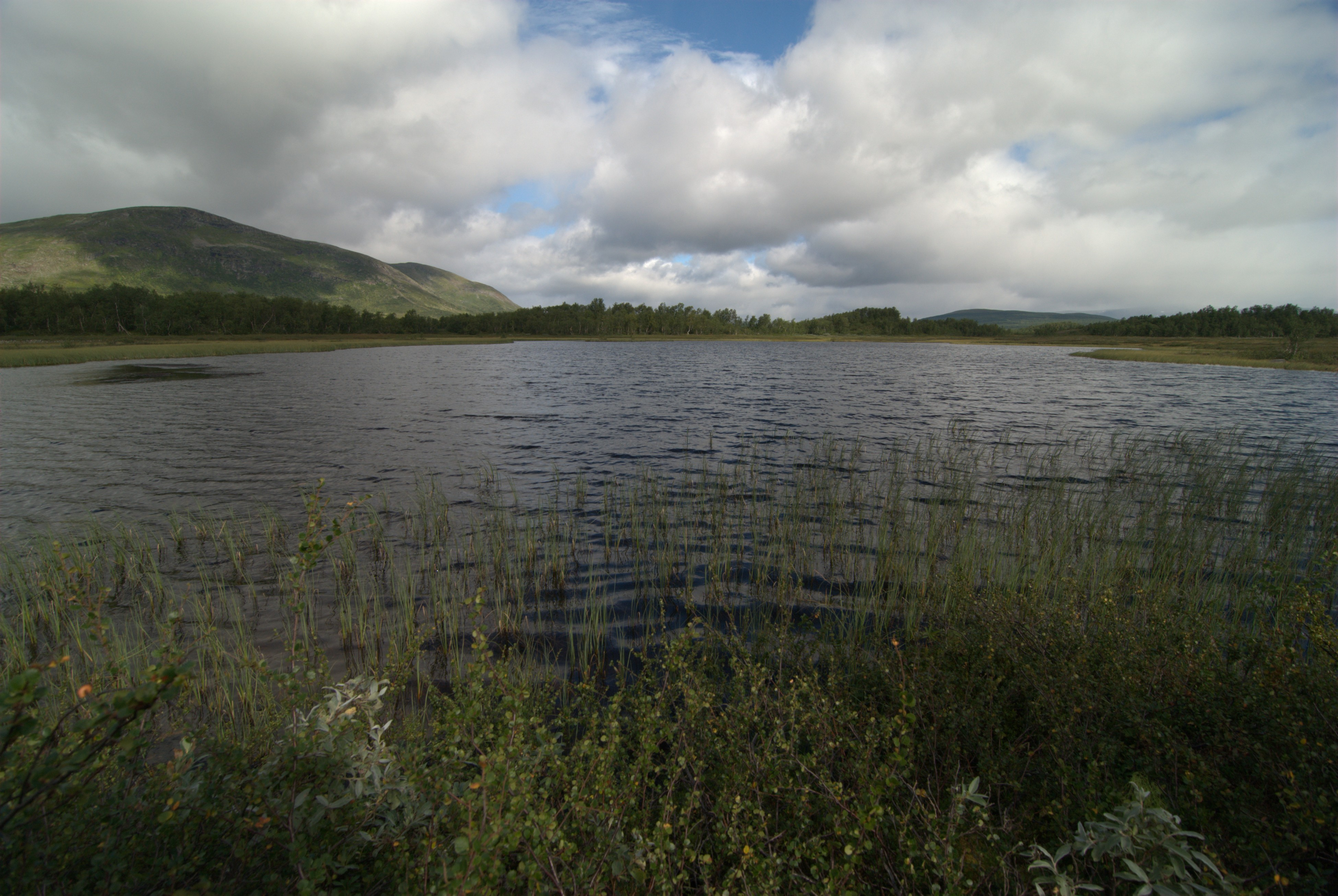
A Tärnasjön tó a Vindelfjällen hegyei között, egy ramsari helyszín

Bár az északi erdőkben általában nagy arányú az ipari fakitermelés, a hegyi tajga jellegű erdők jobbsn megőrizték eredeti állapotukat, 30%-ban őserdőnek vagy csaknem érintetlen erdőnek tekinthetők. Már a 20. század elején tiltották ugyanis a magasabban fekvő erdők kitermelését, mert megfigyelték, hogy azok regenerálódása rendkívül lassú, ha egyáltalán lehetséges. Ezek az erdők egy melegebb korszakban alakultak ki, és fennmaradni ugyan képesek, de tarvágás esetén újranőni nem, helyükbe a tundra lép. Ez a helyzet mostanában a globális felmelegedés viszonyai között újra változóban van. A felmelegedésnek az erdőkre gyakorolt hatásait először itt figyelték meg tudományosan 1958-ban.
Az erdőkön kívül az északi övezetet a vizes élőhelyek hatalmas területei jellemzik. A legtöbb ilyen a hegyvidéken kívül, a hegyek lábánál található, mint a Sjaunja természetvédelmi terület, ami a legnagyobb érintetlen lápvidék Nyugat-Európában. Vannak azonban vizes élőhelyek a hegyek között is, a völgyekben vagy a fennsíkokon. A kemény fagyok és a földcsuszamlások akadályozzák a tőzegképződést, emiatt ezek a lápok fokozatosan nedves rétekké alakulnak át a nagyobb magasságokban. Gazdag madárvilág a jellemző ezekre a nedves zónákra, sok itt a gázlómadár. Gyakori a kis póling (Numenius phaeopus), a kis sárszalonka (Lymnocryptes minimus) és a vékonycsőrű víztaposó (Phalaropus lobatus).

### Alpesi zóna

#### Flóra

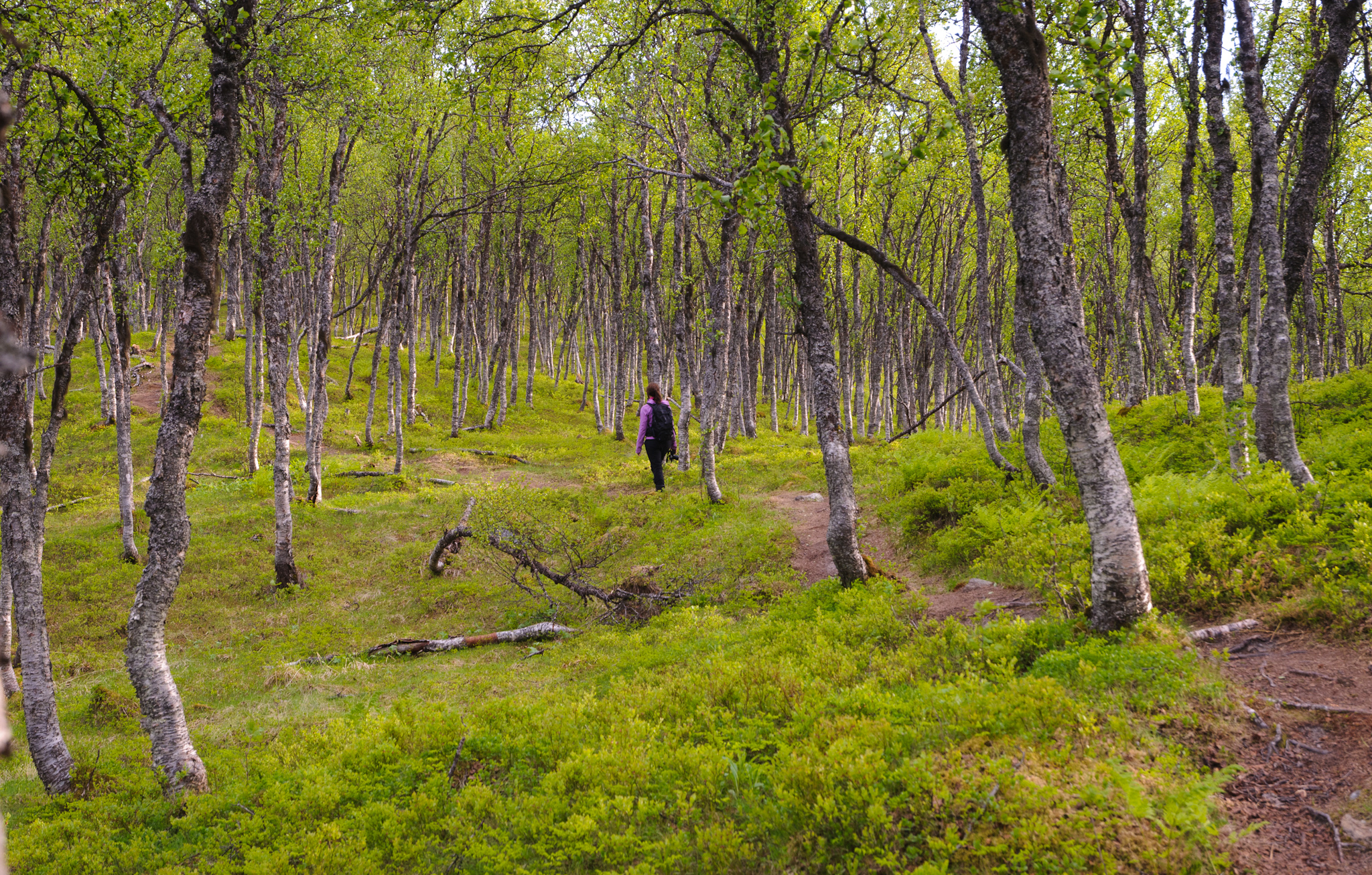
Nyírerdő Tromsø közelében

A Skandináv-hegység domináns ökorégiója az alpesi jellegű hegyi mezők és nyírfaerdők vidéke, ami a fenyőerdők feletti magasságokban terül el. Ez a határ a hegység déli részén 1200 méter magasságban található, de északon egészen a tengerszintig ereszkedik. Ez az ökorégió összesen mintegy 200 000 km² területű, amely fele-fele arányban oszlik meg a szubalpesi nyírfaerdők valamint az alpesi rétek és sziklás területek között.
A szóban forgó nyírfa a molyhos nyír (Betula pubescens) egyik alfaja, a Betula pubescens ssp tortuosa. Általában nem éri el a 10 méteres magasságot és ritkán haladja meg a 100 éves kort. Töve gyakran korhadásnak indul. Úgy tűnik, hogy az óceáni éghajlatot jobban kedveli, kimondottan kontinentális éghajlatú vidéken már nem fordul elő. A hegyvidéken a nyír mellett más lombos növények is élnek, mint a madárberkenye (Sorbus aucuparia), a zelnicemeggy (Prunus padus), a rezgő nyár (Populus tremula) és a kecskefűz (Salix caprea).

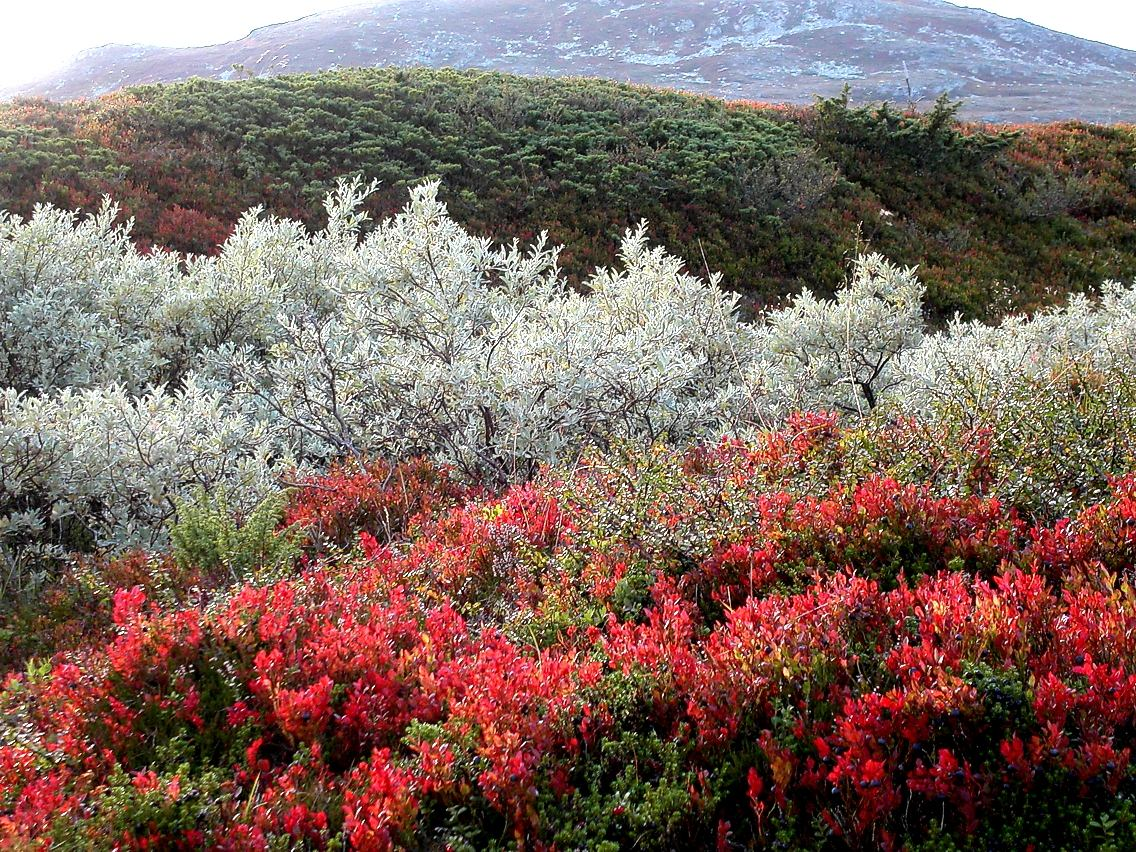
Alpesi növényzet a svéd-norvég határon: közönséges boróka, Salix lapponum, áfonya, Empetrum nigrum

Az erdők összetétele nagy változatosságot mutat az éghajlat és a talaj eltérései szerint. A kevésbé nedves és szegényebb talajú vidékeken az aljnövényzet ritkább, főleg zuzmókból áll, különösen a cladoniák csoportjából, mint az Empetrum nigrum és a Vaccinium vitis-idaea. A leggyakoribb nyírfaerdőkben sok a lombosmoha és többféle szövetes növény fordul elő, mint a fekete áfonya, a Cornus suecica, les csormolya és a közönséges aranyvessző. A nedvesebb, és jól benapozott, déli kitettségű hegyoldalakon (főleg a hegység nyugati oldalán) találhatók Skandinávia leggazdagabb erdői. Itt az aljnövényzet elérheti az embermagasságot, némileg a trópusi erdőkre emlékeztetően. Sokhelyütt nagy harasztok fejlődnek, de megtalálható az Aconitum lycoctonum, a Cicerbita alpina, az orvosi angyalgyökér, és a Cirsium heterophyllum is.

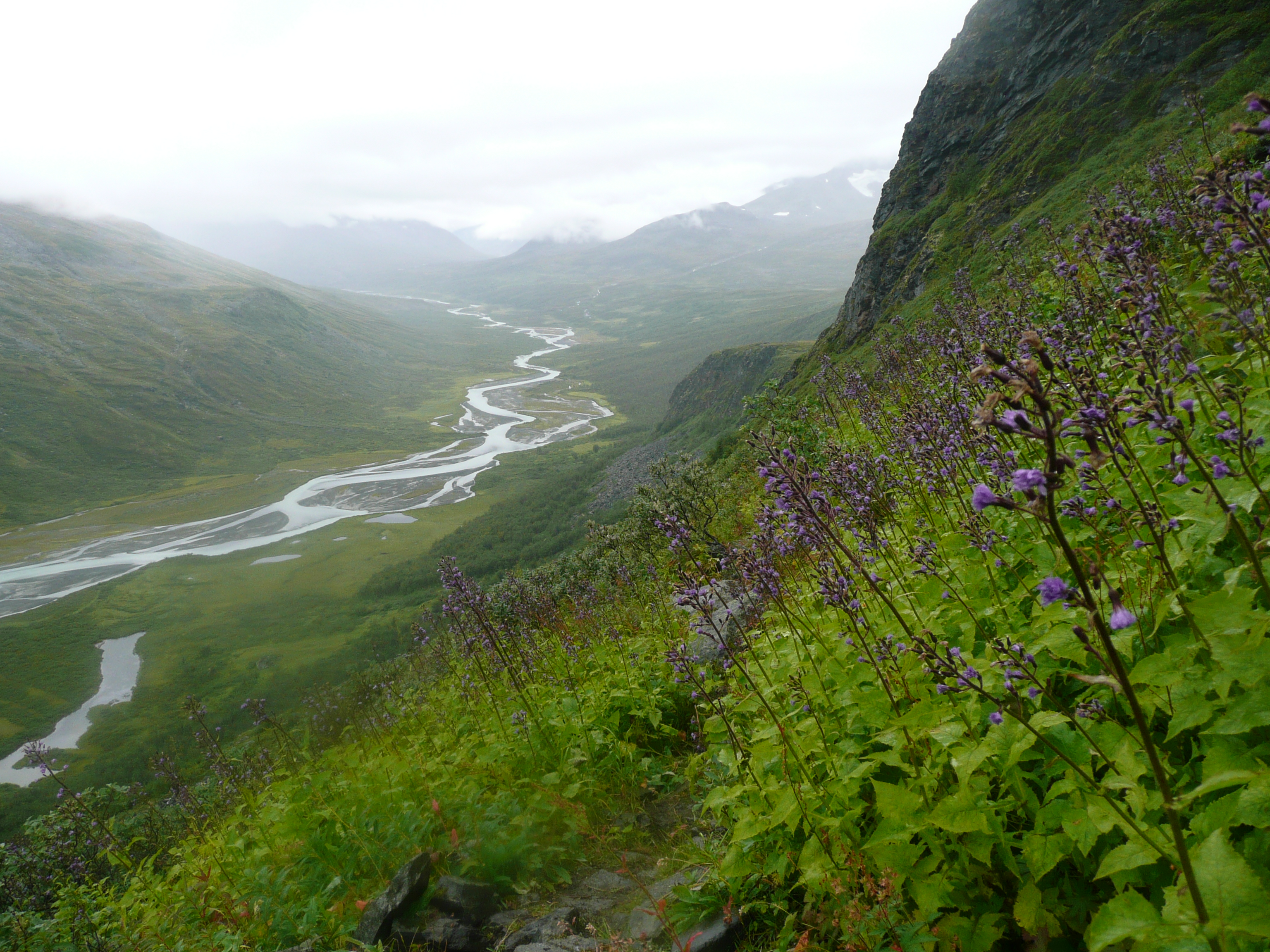
Cicerbita alpina a Sarek nemzeti parkban

A fahatár felett található az előpesi szint, amit három részre oszthatunk. Az alsó részre jellemzően a virágos és bokros rétek és fenyérek. A növényzet eloszlása ezeken a területeken nagyban függ a hó bőségétől, illetve a terepadottságok szerinti eloszlásából. A hegyek lábánál a hótakaró különösen vastag, a tenyészidőszak rövid, ezért a talaj gyakran kopár marad vagy csak lombosmohák, mint a Polytrichastrum alpinum és zuzmók, mint a Solorina crocea borítják. A kiemelkedő részekről viszont a szél elhordja a havat, de a növényeknek itt is nehéz gyökeret ereszteniük. Néhány ellenálló faj itt is megtelepszik, mint a Diapensia lapponica és a törpehanga. További jellemző növények az áfonya, a Phyllodoce caerulea, a Hieracium alpinum, a Pedicularis lapponica, a mészben gazdagabb részeken pedig a mezők legszínesebb virágai, a havasi magcsákó, az Artemisia absinthium, a Campanula uniflora, a Silene acaulis.
Az áfonya elterjedésének felső határa jelzi a következő szint, a füves fenyérek kezdetét. Végül a felső alpesi szinten eltűnik a vegetáció, néhány elszigetelt növény kivételével, mint a gleccserboglárka. Bár a növények egyedei ritkán fordulnak elő, azért a fajták továbbra is változatosak, mert mintegy 40 faj fordul elő például a Jotunheimen masszívum 2000 méteres magasságában.

#### Fauna

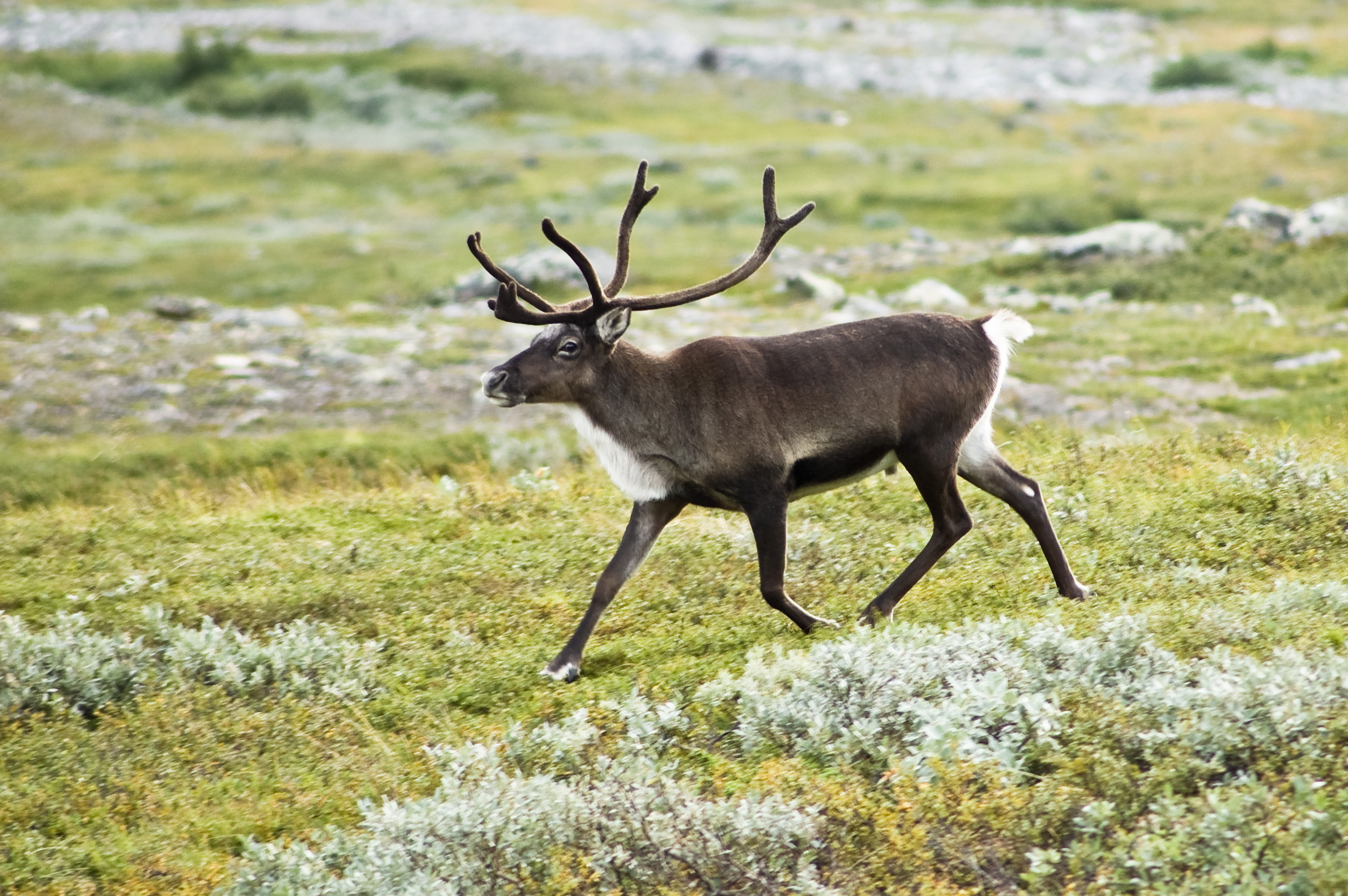
Kóborló háziasított rénszarvas a Kebnekaise masszívumban

Az állatok túlélését ezek között a zord körülmények között részben a helyváltoztatás képessége, az évszakok szerinti vándorlás, részben pedig – az emlősök esetében – a vastag bunda szigetelése biztosítja. A Skandináv-hegység szimbolikus állata a rénszarvas (Rangifer tarandus) amely megél még Grönlandon és a Spitzbergákon is. A vad rénszarvas azonban a Skandináv-félsziget nagy részéről már rég eltűnt, és tulajdonképpen csak Norvégia déli területein, különösképpen a Hardangervidda Nemzeti Parkban található meg. A nagy növényevők közül megtalálható itt a pézsmatulok (Ovibos moschatus) is, ami már évezredekkel ezelőtt kihalt, de a 20. század elején sikerrel újratelepítették Dovrefjell-Sunndalsfjella Nemzeti Parkban. Néhány példányukat szabadon engedték Svédországban, Rogen környékén is. A négy nagy északi ragadozó, az eurázsiai hiúz (Lynx lynx), a rozsomák (Gulo gulo), a szürke farkas (Canis lupus lupus) és a barna medve (Ursus arctos), nem igazán hegyi állatok, inkább az erdős területeket kedvelik, a hegyekbe csak alkalomszerűen mennek fel. A hegyekre inkább jellemző állat a sarki róka (Vulpes lagopus), különösen annak fehér változata, bár az úgynevezett kék változat is megtalálható a hegység északi részén. Ez a fajta különösen veszélyeztetett helyzetben volt egészen a vadászatuk betiltásáig (Svédország – 1928, Norvégia – 1930). A vörös róka (Vulpes vulpes) konkurenciája is veszélyezteti, bár ez utóbbi ritkán hatol fel a magasabb hegyekbe. A kis ragadozók között a menyét (Mustela nivalis), a hermelin (Mustela erminea) de az inváziós fajok is, mint az amerikai nyérc (Neovison vison) a leggyakoribbak. Az európai vidra (Lutra lutra) visszaszorult a hegyek mélyébe a vadászat, a környezetszennyezés és a folyók szabályozása miatt.

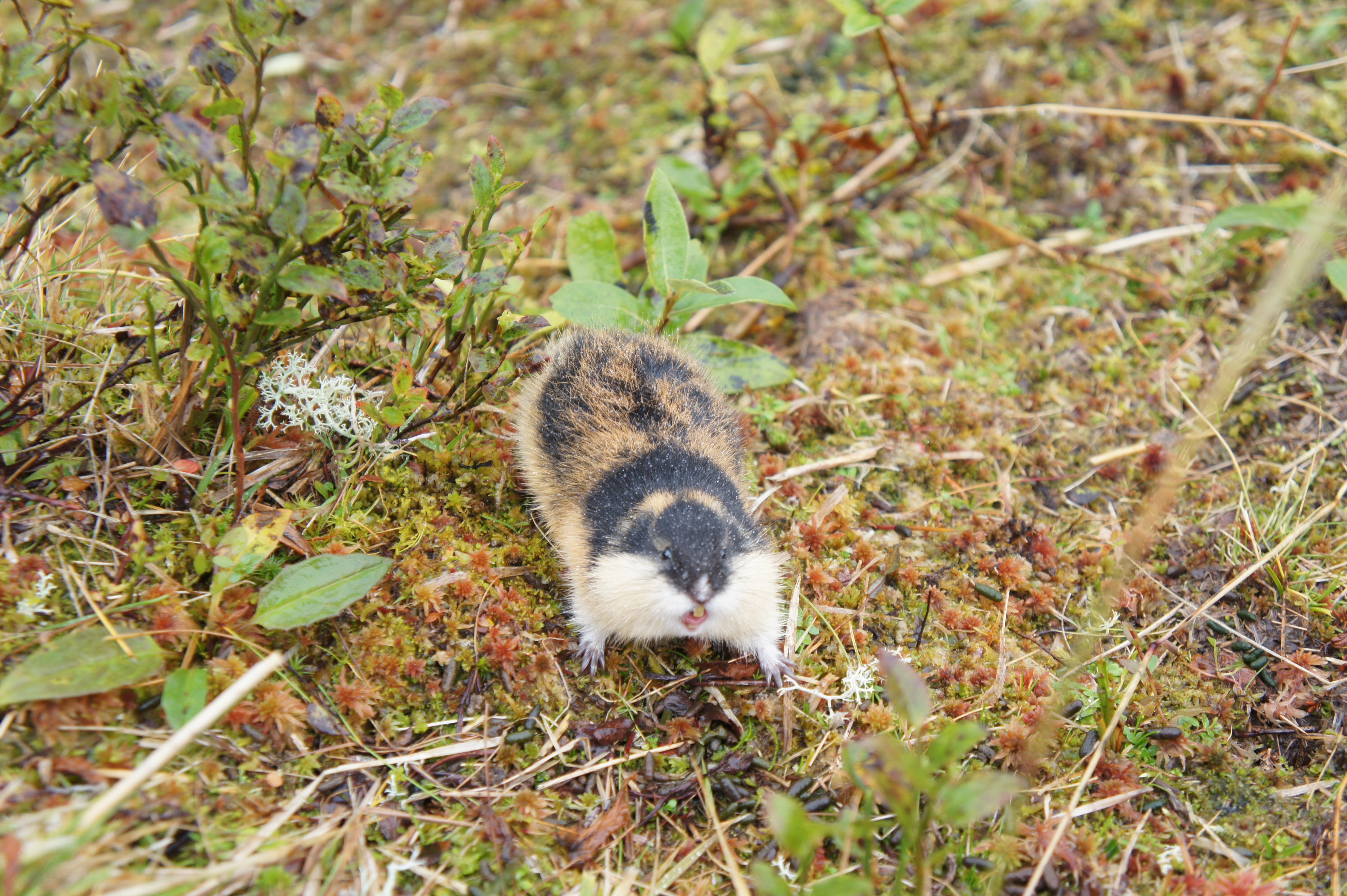
Tundrai lemming

A hegyek sok kis rágcsálónak is otthont adnak, közülük a legnevezetesebb a lemming (Lemmus lemmus), az egyetlen skandináviai endemikus emlősfaj. A lemming a néhány évenként sorra kerülő szaporodási robbanásairól nevezetes, ami nagy jelentőségű az egész skandináv ökoszisztéma számára. A tudomány mai állása szerint az adott év kedvező időjárása és a táplálékbőség eredményezi ezeket a túlszaporodási ciklusokat, amelyek a táplálék fogytával és a nagy állatsűrűség miatti járványok révén tömeges elhullásba torkollanak. Néhány más faj, mint a deres erdeipocok (Myodes rufocanus) vagy a csalitjáró pocok (Microtus agrestis) hasonló szaporodási ciklusokat mutat, de kisebb kilengésekkel. A rágcsáló elszaporodása nagyon kedvező a ragadozók számára is, amelyeknek ilyenkor szintén megnő az egyedszáma. A bőség ezen éveiben a sarki rókák akár 20 utódot is a világra hoznak. A hóbagoly (Bubo scandiacus) és a nyílfarkú halfarkas (Stercorarius longicaudus) is sokat profitál ezekből az eseményekből, és ilyenkor a lemmingek területére költözik.

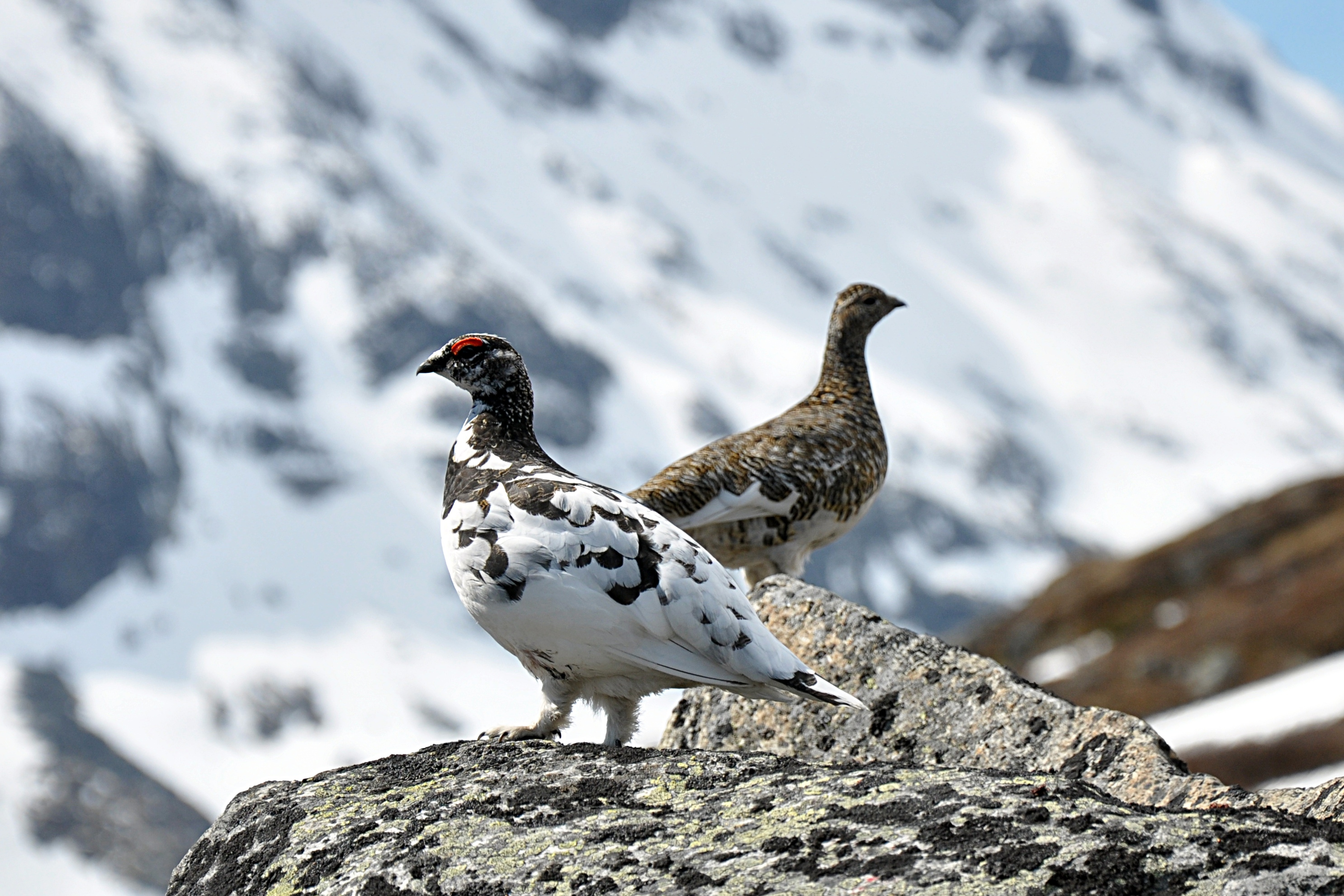
Alpesi hófajdok a Jotunheimen masszívumban

A madarak többsége télen elhagyja a hegyvidéket, kivéve néhány fajt, mint az alpesi hófajd (Lagopus muta), a sarki hófajd (Lagopus lagopus), az északi sólyom (Falco rusticolus), a szirti sas (Aquila chrysaetos) és a holló (Corvus corax). A hófajdok a kemény hidegek elől képesek a hó alá rejtőzni. De a legtöbb madár csak a nyári hónapokra költözik a hegyek közé, fészkelésre. A tavasz kezdetén megjelennek az első ilyen fajok, mint a hósármány (Plectrophenax nivalis). Majd a verébalakúak többi képviselői következnek, mint a sárga billegető (Motacilla flava), a havasi fülespacsirta (Eremophila alpestris), a réti pityer (Anthus pratensis), a vízirigó (Cinclus cinclus), a kékbegy (Luscinia svecica), a zsezse (Carduelis flammea) és a sarkantyús sármány (Calcarius lapponicus).
A nyáron a hegyekben fészkelő nagy ragadozómadarak közé tartozik a gatyás ölyv (Buteo lagopus), a vörös vércse (Falco tinnunculus), a kékes rétihéja (Circus cyaneus) és a kis sólyom (Falco columbarius) A vízben nagyon gazdag hegyvidéken számos vízimadár és költ a nyár folyamán, mint az északi búvár (Gavia stellata), a sarki búvár (Gavia arctica), a daru (Grus grus), a havasi lile (Charadrius morinellus), az aranylile (Pluvialis apricaria), a sárszalonka (Gallinago gallinago), a nagy sárszalonka (Gallinago media), a pajzsos cankó (Philomachus pugnax), a szürke cankó (Tringa nebularia). A halak közül a legfontosabbak a sebes pisztráng (Salmo trutta) és a tavi szaibling (Salvelinus alpinus). A vizekben elszaporodnak a szúnyoglárvák is, amik aztán kikelve szinte felhőket formálva támadnak az emberekre és állatokra egyaránt.

### Atlanti zóna

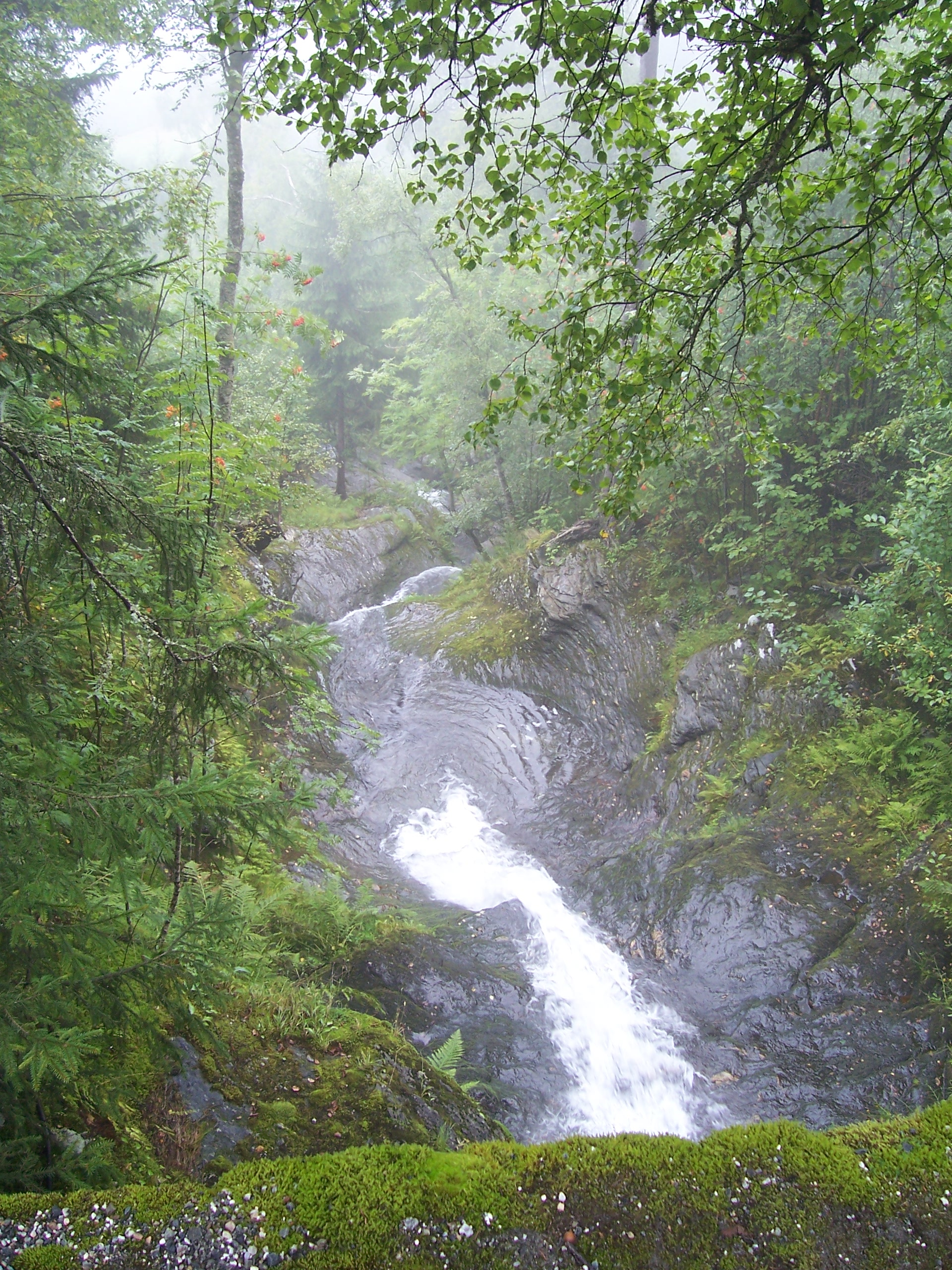
Lombos esőerdő a norvég partvidéken

#### Flóra
Az atlanti zónát a hegyvidék nyugati lejtője alkotja a magashegyi nyírfaerdők alatt. Ez magába foglalja a skandináv partvidéki tűlevelű erdők vidékét, valamint a skandináv-orosz tajgaövezet idáig nyúló részét a Trondheim-fjord környékén. Jellemzője a rendkívül nedves és a szélességi körhöz képest enyhe éghajlat, de a természet itt egyébként nagyon változatos.
A norvég partmenti erdők nem csak tűlevelűekből állnak. A déli részen, egészen a Trodheim-fjordig, a lombos erdők dominálnak. A fő fafajták a rezgő nyár (Populus tremula), a kecskefűz (Salix caprea) és a madárberkenye (Sorbus aucuparia), azok a fajták, amelyek kisebbségi fajokként előfordulnak az alpesi zóna nyírfaerdeiben is. Norvégia déli részén még a kocsányos tölgy (Quercus robur), a hamvas éger (Alnus incana), a magas kőris (Fraxinus excelsior), a korai juhar (Acer platanoides) és az európai mogyoró (Corylus avellana) is előfordul. Ezeket a buja erdőket mérsékelt égövi esőerdőknek(en) is nevezik.

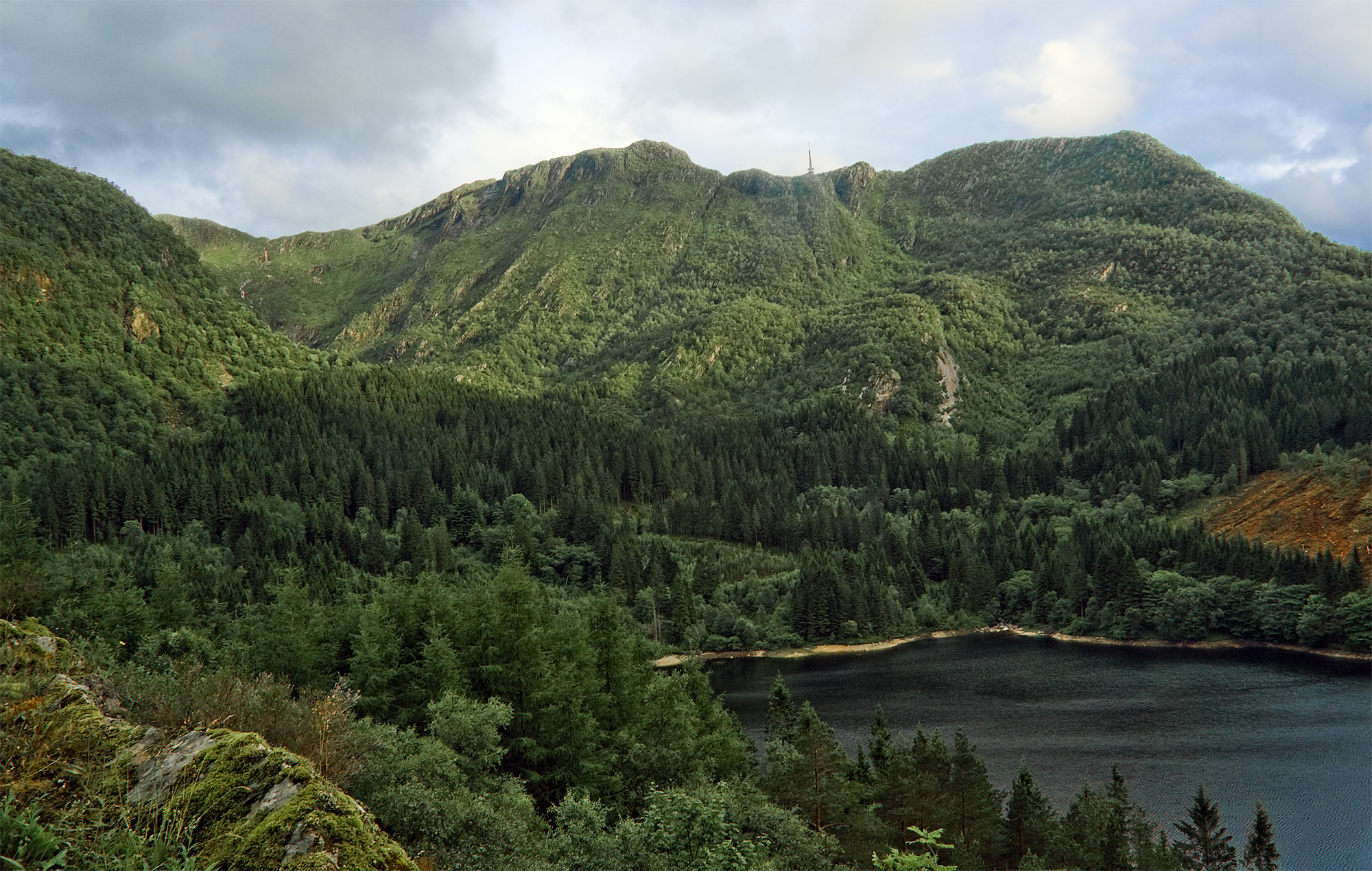
Tűlevelű erdő az Ulriken hegyen, Bergen közelében

Természetesen Trondheim környékén, ahol a skandináv-orosz tajgaövezet eléri az Atlanti-óceánt, már a tűlevelű erdők dominálnak. Itt a fő fafajta a közönséges lucfenyő (Picea abies), de az erdeifenyő (Pinus sylvestris) is gyakori. A tűlevelű erdők itt sajátos közösséget alkotnak egy sor endémikus mohafajjal és zuzmófélével. Ilyen erdők az egész világon csak Kanada csendes-óceáni partvidékén találhatók, hasonló szélességi fokokon. Norvégiának így különös felelőssége van ennek a sajátos élővilágnak a megőrzésében, de egyelőre ezeket az erdőket gazdag faanyaguk miatt a gazdaságilag optimális mértékben kiaknázzák, kevés közöttük az őserdőnek meghagyott terület. A norvég természetvédelem fontos feladatának tartja a védettség kiterjesztését ezeken a területeken.

#### Fauna

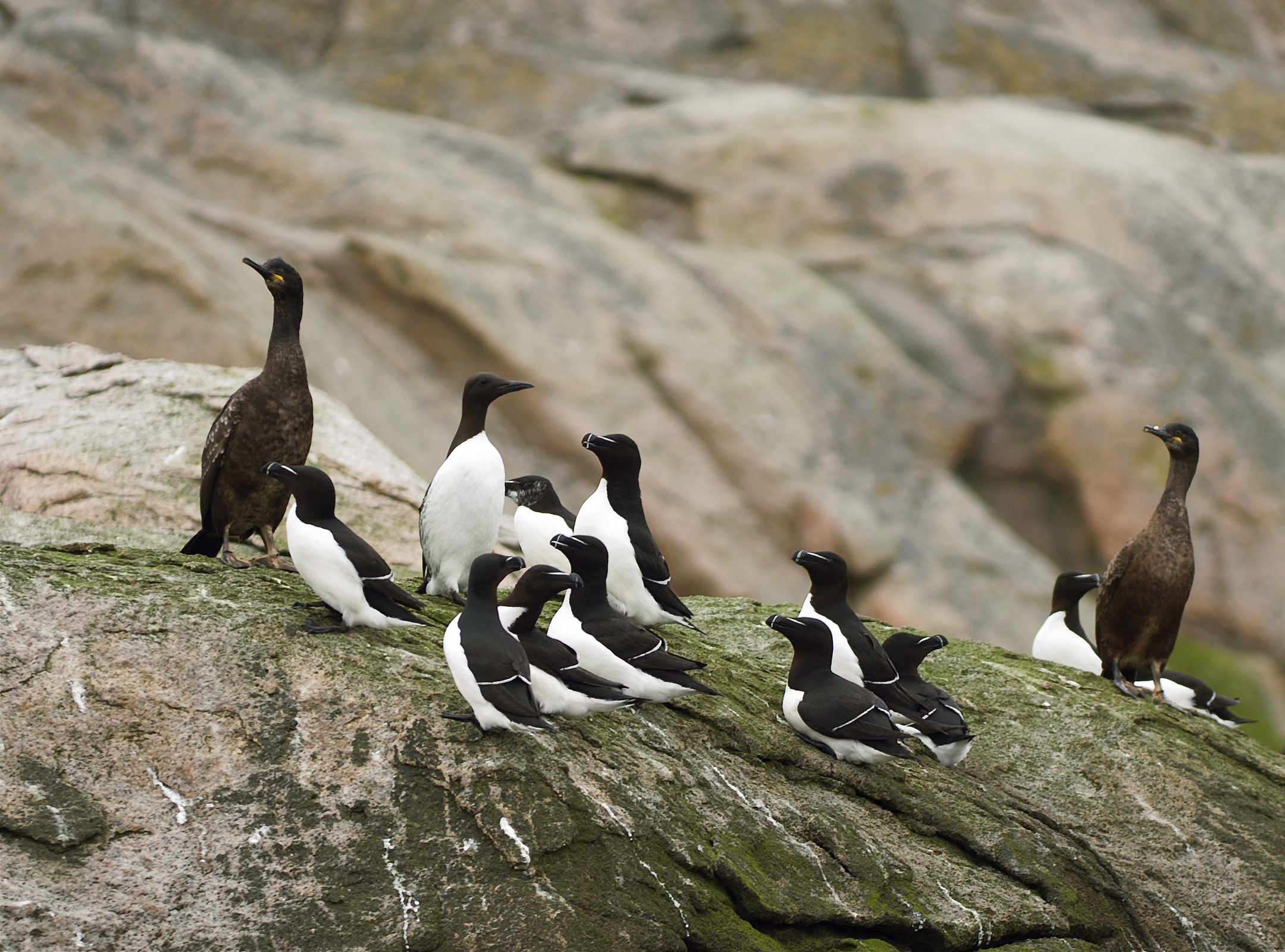
Alkák, üstökös kárókatonák és lummák a Vesterålen-szigeteken

Az atlanti zóna jellegzetessége a partvidék madárállományának rendkívüli gazdagsága. Több körzet madárkolóniái Európában a legnagyobbak közé tartoznak, így a Runde, a Lofoten és a Vesterålen-szigeteken. A madarak számára nagyon kedvező a gazdag halállomány és a tengerből kiemelkedő abráziós partok, a Skandináv-hegység sziklanyúlványai által nyújtott fészkelési lehetőségek. A madárszámlálások szerint a norvég tengerparton összesen mintegy 7500 pár északi sirályhojsza (Fulmarus glacialis), 2750 pár szula (Morus bassanus), 20 000 pár nagy kárókatona (Phalacrocorax acarbo), 13 000 pár üstökös kárókatona (Phalacrocorax aristotelis), 100 000 pár pehelyréce (Somateria mollissima), 75 000 pár viharsirály (Larus canus), 100 000 pár ezüstsirály (Larus argentatus), 30 000 pár dolmányos sirály (Larus marinus), 80 000 pár háromujjú csüllő (Rissa tridactyla), 20 000 pár sarki csér (Sterna paradisaea), 5000 pár lumma (Uria aalge), 10 000 pár alka (Alca torda), 15 000 pár fekete lumma (Cepphus grylle) és végül legalább 800 000 pár lunda (Fratercula arctica) fészkel. Az itteni állomány a világ összes nagy kárókatonájának, vihar-, ezüst- és dolmányos sirályának valamint lundájának a negyedrészét teszi ki.

### Az élővilág fejlődése a jégkorszak után

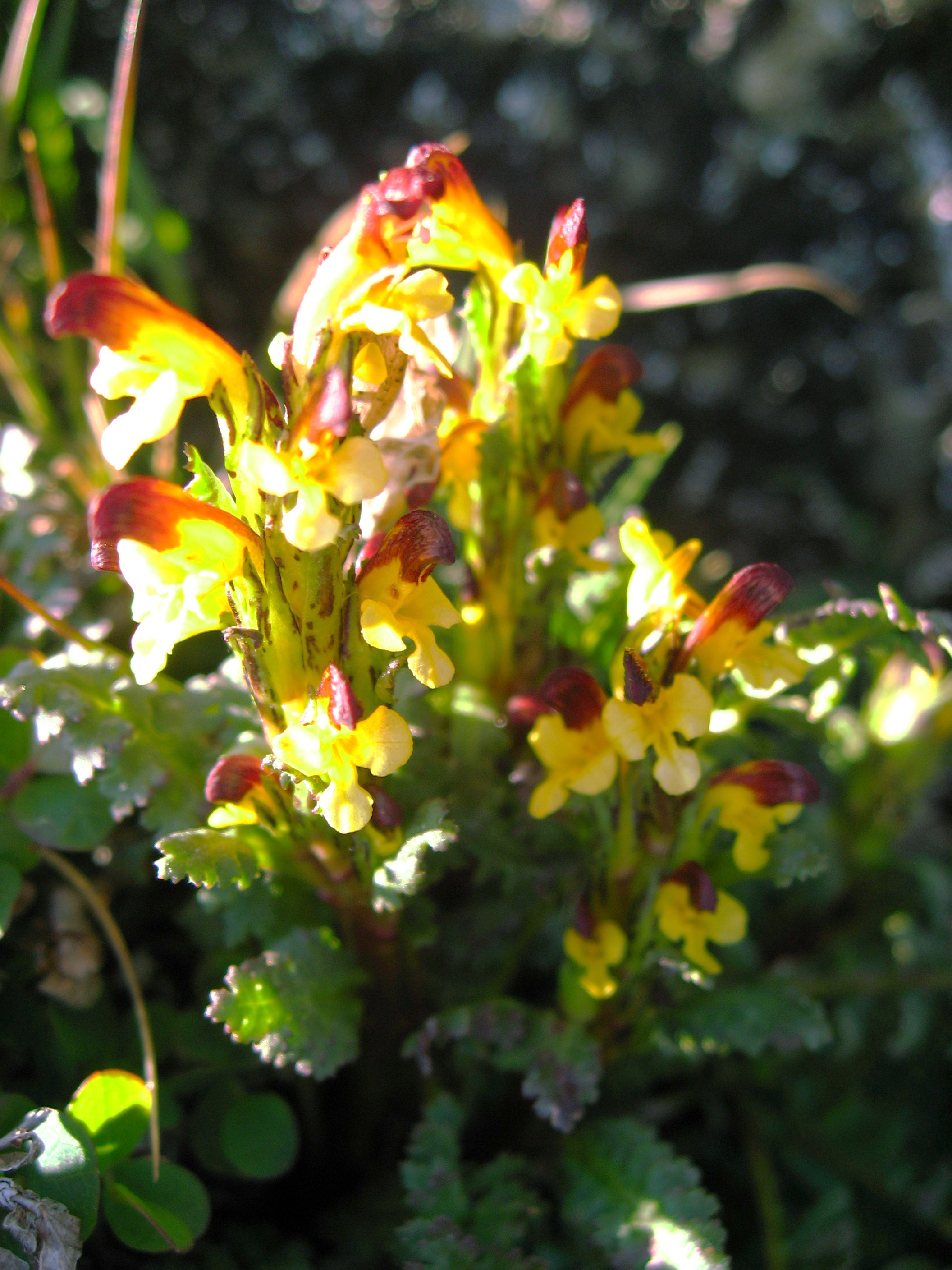
Pedicularis flammea, az egyik „nyugati”, „északi egyközpontú” növény a hegység északi részén

Az utolsó jégkorszak során Skandináviát vastag jégtakaró borította, számottevő növényzet csak attól délre élt. Az eljegesedés visszahúzódása során a növényfajok fokozatosan újra meghódították a területet, délről északra, illetve a tengerszinttől a hegyek felé haladva. A Skandináv-hegységben először a tundrai növényzet, majd a boreális fafajok jelentek meg.
E délről érkező kolonizáció következtében az itteni fajok nagy része megtalálható például az Alpokban is. Ennek ellenére van itt néhány endemikus faj is, meg olyan növények, amelyek Európában másutt nem találhatók meg, viszont előfordulnak Grönlandon vagy az észak-amerikai tundrán. Ezek a „nyugatiaknak” nevezett fajok továbbá általában vagy csak a hegység északi, vagy pedig a déli részén fordulnak elő, középen nem, ezért egyközpontúaknak nevezik őket a kutatók, illetve olyanok is vannak közöttük, amelyek kétközpontúak, de ezek sem találhatók meg középen, csak délen és északon. Ez a jelenség nehezen magyarázható a kizárólagosan dél felől érkező kolonizációval. Következésképpen a tudósok feltételezik, hogy egyes növények jégmentes „szigeteken” átvészelhették a jégkorszakot Skandinávián belül. Ilyen jégmentes területek lehettek – grönlandi példák alapján – a nunatakok vagy tengerparti sávok. A „nyugati” növények mai élőhelyei alapján ilyen zóna lehetett Vestlandet tengerpartja (a déli egyközpontú növények hazája), valamint egy ennél kiterjedtebb terület a mai Troms megye és Finnmark megye partvidékén (északi központ). Ezek a feltételezések azonban nagy vitát váltottak ki a tudományos közösségben az utóbbi években, és alternatív elméletek is születtek. Ezek szerint például az endemikus fajok a jégkorszak óta alakulhattak ki, a „nyugati fajok” szaporító anyaga pedig sodródó jéghegyeken is érkezhetett a norvég partokra.
A nagy jégtömegek elolvadása után a fák először a hegyoldalakat hódították meg, mert a völgyekben még ott volt a jég maradéka gleccserek formájában. A fahatár ebben az időben körülbelül 400 méterrel magasabb húzódott mainál. A keletről érkező fenyőfajtáknak nehéz volt átkelni a hegység gerincén. A közönséges lucfenyő például csak időszámításunk kezdetén érkezett meg Nyugat-Norvégiába, a Trondheim környéki alacsonyabb hegygerinceken átkelve. Innen folytatja terjeszkedését észak felé is. A 21. század elejéig a Saltfjellet hegységet érte el, ami egy újabb, de jelek szerint leküzdhető akadályt jelent fokozatos előrenyomulásában.
A fahatár sokat változott a jégkorszak – amelynek maximuma 18 000 éve volt és mintegy 12 000 éve ért véget – után. A legmagasabb szintet gyorsan, 9400 évvel ezelőtt érte el, amikor 515 méterrel a mai szint felett helyezkedett el. Ezután fokozatosan mélyebbre ereszkedett, bár ezt időnként megszakították emelkedő periódusok. A fahatár süllyedését a hegyoldalakon részben (30%-ban) a földfelszín jégkorszak utáni emelkedése okozta, részben pedig klimatikus változások. A 14–19. századi kis jégkorszak erősen visszaszorította az erdőket, ami kiváltotta a lakosság nyugtalanságát is. Az utóbbi évtizedekben a tendencia megfordult, és a fahatár gyors emelkedésbe kezdett.

## Környezetvédelem

Védett területek Norvégiában és Svédországban. Rozsdabarnával a nemzeti parkok, sötétzölddel a természetvédelmi területek

Az északi országok a környezetvédelem élenjárói közé tartoztak már a 19. század végétől. Adolf Erik Nordenskiöld svéd sarkkutató 1880-ban javasolta Svédország és az akkor Oroszországhoz tartozó Finn Nagyhercegség számára, hogy vegyék át az Egyesült Államokban akkor megteremtett nemzeti parkok gyakorlatát. Svédország hozta meg az első természetvédelmi törvényeket és létesítette az első nemzeti parkokat 1909-ben. Ebben az évben alakult a svéd természetvédelmi egyesület, a Svenska Naturskyddsföreningen is. Norvég megfelelője, a Norges Naturvernforbund 1914-ben jött létre. A természetvédelem fogalma azonban ebben az időben még jelentősen különbözött a maitól. A modern felfogás, amely a biodiverzitás megőrzésére helyezi a hangsúlyt, az 1960-as években kezdett teret nyerni a Skandináv-hegység országaiban.
Svédország és Norvégia nemzeti parkjainak nagy többsége a hegyekben található, mert itt van a legtöbb érintetlen terület, de azért is, mert itt a legkisebb a gazdasági és a természetvédelmi érdekek közötti ütközés lehetősége. Bár az utóbbi időben történtek erőfeszítések a nemzeti parkok területileg kiegyensúlyozottabb létrehozására, a hegyvidékek még mindig erősen felülreprezentáltak, különösen Svédországban.
A három országban a védettség különböző fokán álló megoldások léteznek. A legmagasabb védettséget a nemzeti park státusza biztosítja, amelyek általában egy jellegzetes terület egészét átfogják. A természetvédelmi területek valamivel alacsonyabb fokú védettséget nyújtanak. Egy harmadik, még alacsonyabb fokozat, a védett terület, speciális védelmet biztosíthat bizonyos különleges esetekben. A hegyláncban emellett két világörökségi védettségű terület is van, az egyik a Lappföld, a másik Norvégia nyugati fjordjainak vidéke.
A számik a védett területeken is rendelkeznek fontos jogokkal hagyományaik megőrzésére. A körükben is terjedő motorizáció (motorosszánok, helikopterek, terepjárók használata) azonban fontos új problémákat vet fel és vitákat indukál.
Norvégia mintegy 30 nemzeti parkja valamilyen módon mind kapcsolatban áll a Skandináv-hegységgel. Svédországban 10 körül van a hegységgel közvetlen kapcsolatos nemzeti parkok száma, Finnországban pedig a Skandináv-hegységnek az ország területére eső szinte egésze, 2200 km² a Käsivarsi védett vadonját alkotja.

### A Skandináv-hegység nemzeti parkjai
| Ország     | A nemzeti park neve                    | Alapítás éve | Terület (km²)            | Leírás |
| ---------- | -------------------------------------- | ------------ | ------------------------ | --- |
| Norvégia   | Seiland Nemzeti Park                   | 2006         | 316,3                    | Nagy sziget az északi partok előtt |
| Norvégia   | Ånderdalen Nemzeti Park                | 1970         | 125                      | Északi, hegyes partvidék |
| Norvégia   | Reisa Nemzeti Park                     | 1986         | 803                      | Fennsíkba vágódó völgy, a víz uralja a tájat |
| Norvégia   | Øvre Dividal Nemzeti Park              | 1971         | 770                      | Változatos táj gazdag faunával, jellemző a rozsomák                                                                                                |
| Norvégia   | Rohkunborri Nemzeti Park               | 2011         | 571                      | Gazdag madárvilág |
| Norvégia   | Møysalen Nemzeti Park                  | 2003         | 51                       | A Møysalen csúcs és a környező fjordok |
| Norvégia   | Rago Nemzeti Park                      | 1971         | 171                      | A svédországi Padjelanta Nemzeti Parkhoz csatlakozik a norvég oldalon. Vad hegyek, nehezen megközelíthető.                                         |
| Norvégia   | Sjunkhatten Nemzeti Park               | 2010         | 417,5, ebből tenger 39,9 | Völgyekkel és fjordokkal tagolt masszívum |
| Norvégia   | Junkerdal Nemzeti Park                 | 2004         | 682                      | Gazdag alpesi flóra |
| Norvégia   | Saltfjellet-Svartisen Nemzeti Park     | 1989         | 2102                     | A Svartisen gleccser és a környező változatos táj                                                                                                  |
| Norvégia   | Lomsdal-Visten Nemzeti Park            | 2009         | 1102                     | Hegyes-fjordos táj |
| Norvégia   | Børgefjell Nemzeti Park                | 1963         | 1447                     | Ezen a hegyvidéken megtalálható a rendkívül veszélyeztetett sarki róka                                                                             |
| Norvégia   | Lierne Nemzeti Park                    | 2004         | 333                      | Érintetlen vad hegyvidék |
| Norvégia   | Blåfjella-Skjækerfjella Nemzeti Park   | 2004         | 1924                     | Őserdők a völgyekben a magas hegyek között |
| Norvégia   | Skarvan og Roltdalen Nemzeti Park      | 2004         | 441,4                    | Fenyvesek a völgyekben a magas hegyek között |
| Norvégia   | Forollhogna Nemzeti Park               | 2001         | 1062                     | Lecsiszolt hegyek, sok mocsár |
| Norvégia   | Dovrefjell-Sunndalsfjella Nemzeti Park | 2002         | 1693                     | A „nemzeti hegységnek” is nevezett Dovrefjell vidéke, gazdag növény- és állatvilággal                                                              |
| Norvégia   | Dovre Nemzeti Park                     | 2003         | 289                      | Kietlen táj |
| Norvégia   | Reinheimen Nemzeti Park                | 2006         | 1969                     | Norvégia déli részének legnagyobb vad vidéke |
| Norvégia   | Rondane Nemzeti Park                   | 1962         | 963                      | A legrégibb norvég nemzeti park, magas csúcsok, gazdag völgyek                                                                                     |
| Norvégia   | Breheimen Nemzeti Park                 | 2009         | 1691                     | A Jostedalsbreen parkhoz csatlakozik, itt is a gleccserek a jellemzőek                                                                             |
| Norvégia   | Jostedalsbreen Nemzeti Park            | 1991         | 1310                     | Változatos táj a lombos erdőktől a kontinentális Európa legnagyobb gleccseréig                                                                     |
| Norvégia   | Jotunheimen Nemzeti Park               | 1980         | 1151                     | A Skandináv-hegység legmagasabb csúcsai |
| Norvégia   | Fulufjellet Nemzeti Park               | 2012         | 82,5                     | A Fulufjället-masszívum norvég része, ősi fenyvesekkel és jelentős barna medve-állománnyal                                                         |
| Norvégia   | Hallingskarvet Nemzeti Park            | 2006         | 450                      | A Hallingskarvet-masszívum |
| Norvégia   | Hardangervidda Nemzeti Park            | 1981         | 3422                     | A legkiterjedtebb norvég nemzeti park a hasonló nevű fennsíkon, Európa legnagyobb vad rénszarvas-állományával                                      |
| Norvégia   | Folgefonna Nemzeti Park                | 2005         | 545                      | A Folgefonna gleccser vidéke |
| Svédország | Vadvetjåkka Nemzeti Park               | 1920         | 26,3                     | Mészkőhegyek az ország legnagyobb barlangjaival |
| Svédország | Abisko Nemzeti Park                    | 1909         | 77                       | Nyírfaerdővel borított völgy |
| Svédország | Stora Sjöfallet Nemzeti Park           | 1909         | 1278                     | 1919-ben egy vízerőmű építése miatt csökkentették területét a mai méretére                                                                         |
| Svédország | Padjelanta Nemzeti Park                | 1962         | 1984                     | Magas fennsík sok tóval és különleges növényzettel                                                                                                 |
| Svédország | Sarek Nemzeti Park                     | 1909         | 1970                     | Svédország leginkább alpesi jellegű vidéke |
| Svédország | Pieljekaise Nemzeti Park               | 1909         | 153,4                    | Nyírfaerdők, gazdag állatvilág |
| Svédország | Sånfjället Nemzeti Park                | 1909         | 104,4                    | A hasonló nevű magányos hegy körül. Itt sikerült annak idején megmenteni az eredeti skandináv barnamedve-állományt a kiirtástól                    |
| Svédország | Töfsingdalen Nemzeti Park              | 1930         | 16,15                    | Nehezen megközelíthető kietlen vidék |
| Svédország | Fulufjället Nemzeti Park               | 2002         | 385                      | A norvégiai Fulufjellet fennsík svédországi folytatása. Különleges növényzete azért maradt fenn, mert kívül esik a rénszarvasok legelési területén |
| Svédország | Sjaunja Természetvédelmi Terület       | 1986         | 2851                     | Nyugat-Európa legnagyobb mocsárvidéke a hegyek lábánál                                                                                             |
| Svédország | Vindelfjällen Természetvédelmi Terület | 1974         | 5600                     | A legnagyobb svéd természetvédelmi terület, változatos tájain megtalálhatók a svéd hegyvidékek jellegzetességei                                    |
| Finnország | Käsivarsi                              | 1991         | 2206                     | Gyakorlatilag a Skandináv-hegység egész finnországi része                                                                                          |

## Lakosság

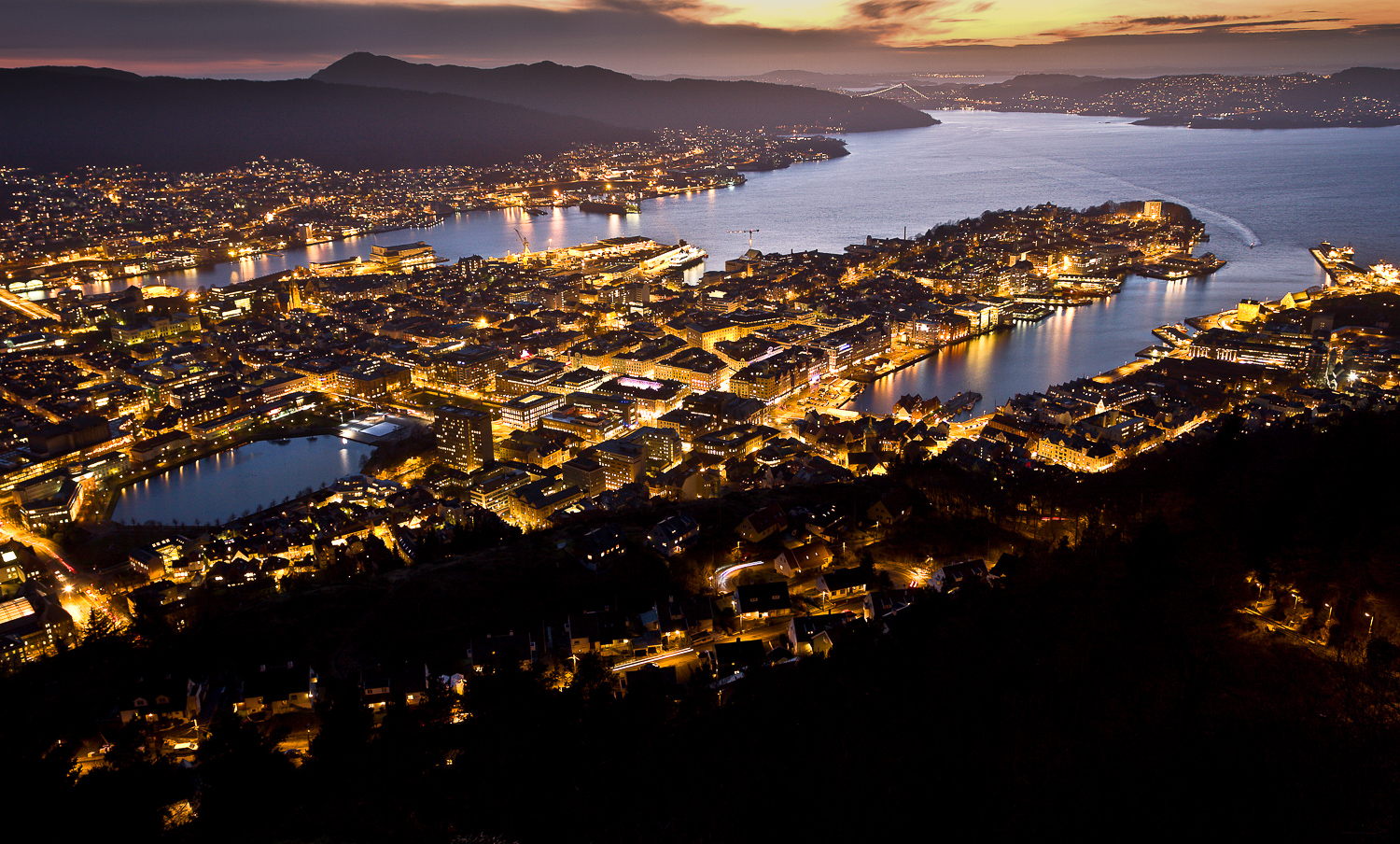
Bergen látképe a Fløyen hegyről

A Skandináv-hegység nagyon ritkán lakott. Norvégiában a legkisebb (16 fő/km²) a népsűrűség Európában Izland után, és a lakosság döntő része délen, az Oslo-fjord körül koncentrálódik, azaz a hegységen kívül. Svédországban is csak a lakosság 2%-a él a hegyek közelében, ami ott 1,2 fő/km²-es népsűrűséget jelent.
A hegyvidék legsűrűbben lakott részei a norvég partvidéken találhatók, a hegyek lábánál elhelyezkedő nagyvárosok révén: Bergen – 227 752 lakos, Stavanger és a közelében fekvő Sandnes – 189 828 lakos, Trondheim – 160 072 lakos, Tromsø – 55 057 lakos és Ålesund – 46 471 lakos. Ezek sorrendben a 2., 3., 4., 9. és 11. legnépesebb agglomerációk voltak az országban 2009-ben. A svéd oldalon csak két jelentősebb város található hegyek közelében, Östersund és Kiruna, 44 327 és 18 148 lakossal 2010-ben.
A hegylánc északi részén élnek a régen lappoknak nevezett számik. Norvégiában mintegy 40 000-re, Svédországban 20 000-re és Finnországban 6000-re becsülik a számukat.

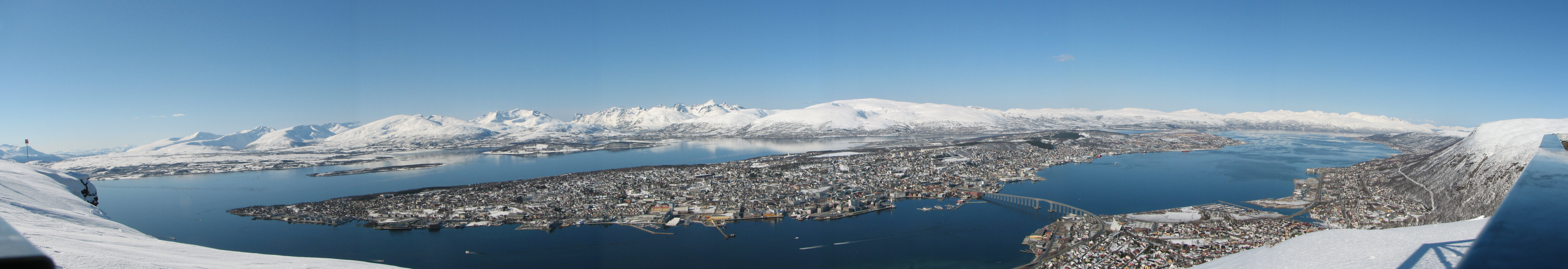
Tromsø látképe

## A közlekedés fejlődése

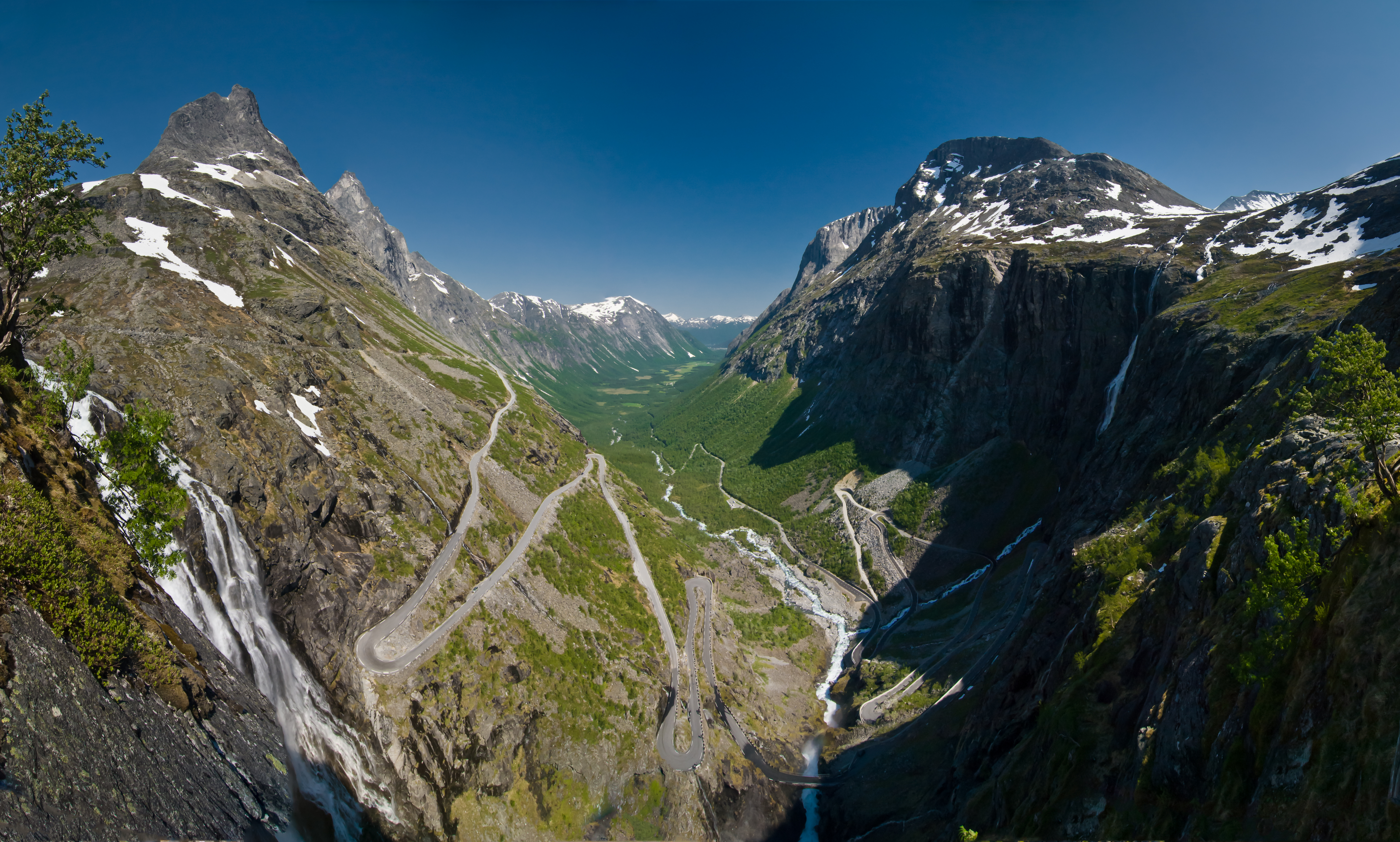
A hegyoldalba vágott híres Trollstigen (trollok ösvénye)

A 19. század végétől a hegyvidék meghódításának döntő eszköze az utak építése volt. A technikai fejlődés, különösen a dinamit feltalálása lehetővé tette utak építését a hegyek oldalában is. Norvégiában 1851-ben törvényt fogadtak el az utak építéséről, ami nagy lendületet adott a folyamatnak, különösen, ami a hegyeken át vezető utakat illeti. Ezek klimatikus okok miatt évente csak három-négy hónapig járhatóak, ennek ellenére nagy szolgálatot tettek a kereskedelemnek. Svédország és Norvégia 1814 és 1905 között perszonálunióban volt, ami elősegítette az utak építését a hegyeken át a két ország között. Így 1835-ben kiépült az akkori követelményeknek megfelelő út Åre és Trondheim között, a régi zarándokút nyomvonalán (ez ma az E14-es európai út), vagy a Tännäs és Røros közötti út. A 20. század elején megjelenő autók szükségleteinek megfelelően Észak-Norvégiában is megindult az utak építése, olyan helyeken, ahol addig szinte kizárólag a vízi közlekedésre hagyatkoztak. A 20. század második felében aztán átkerült a hangsúly az egész évben járható utak építésére, ami alagutak tömeges fúrását követelte meg. 2000-ben készült el a 24,5 kilométeres Laerdal-alagút, ami, legalábbis 2013-ig, a világ leghosszabb közúti alagútja.

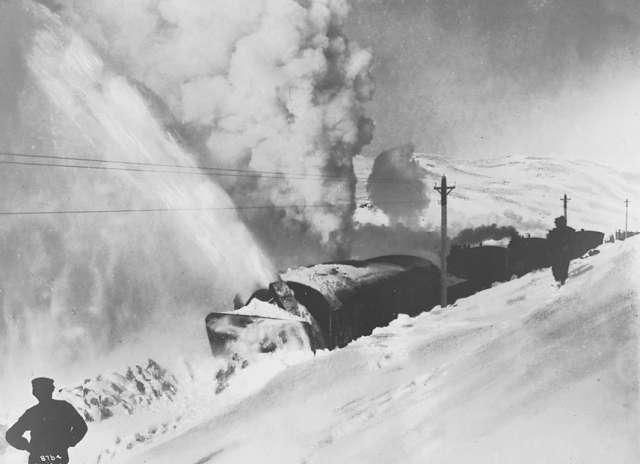
Hókotró vonat a bergeni vasútvonalon a Hardangervidda fennsíkon

A vasutak építése még nagyobb műszaki kihívások elé állította a mérnököket, különösen az Oslo és Bergen, Norvégia két legnagyobb városa közötti útvonal, ami a Hardangervidda fennsíkon át vezet. A vasút építésének gondolatát 1871-ben vetették fel először, de addig a világon még sehol nem építettek a fahatár felett vasutat, ezért az óriási vitákat váltott ki. 1894-ben mégis megkezdődtek a munkálatok. A szükséges anyagokat lóháton szállították fel a hegyekbe. A csúcsidőszakokban 2200 ember dolgozott a kietlen fennsíkon. Több alagút fúrására is szükség volt, a leghosszabb 5311 méter hosszú lett, és hat éven át építették. A vasútvonalat végül 1909-ben nyitották meg. Ez után a siker után megépítették a Dovre-vonalat (Oslo és Trondheim) között 1921-re, valamint a Nordland-vonalat (Trondheim és Bodø) között 1962-re. A svéd-norvég perszonálunió segítette elő Meråker-vonal és a Mittbanan vasútvonal építését a norvégiai Hell és a svédországi Sundsvall között 1882-ben, valamint a Malmbanan és az Ofot-vonal építését 1903-ra, ami lehetővé tette a Kiruna-Gällivare vidéki gazdag bányák vasércének szállítását a luleåi és a narviki kikötőkbe.

## Gazdaság

### Mezőgazdaság és állattenyésztés

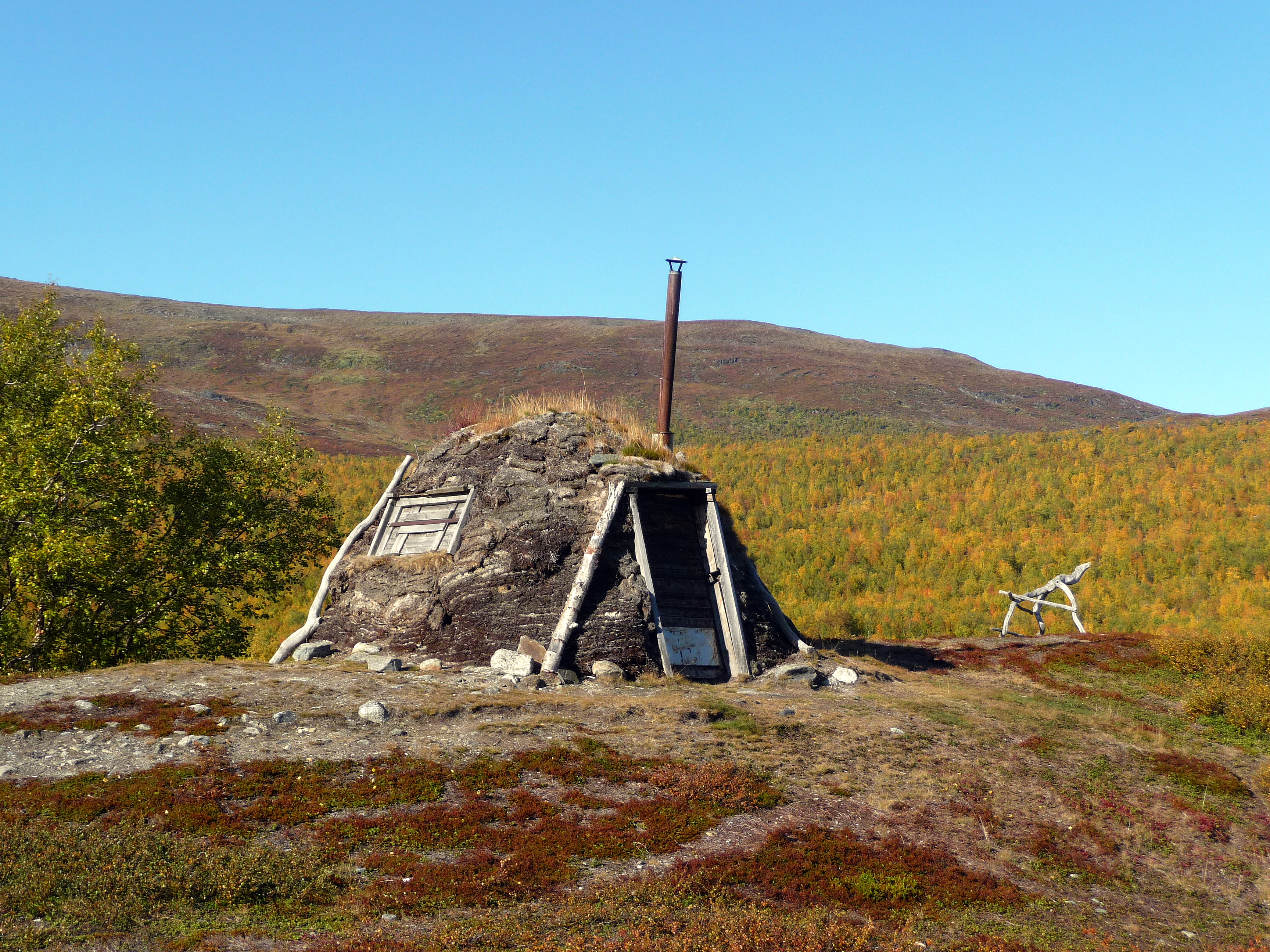
Hagyományos számi kunyhó az Abisko Nemzeti parkban, a svédországi Lappföldön

A mezőgazdaság jelentősége a hegységben viszonylag csekély Európa más hegyvidékeihez képest is. A Skandináv-hegység északi vidékeinek túlnyomó részét, mindhárom országban, a számik – régi nemzetközi nevükön lappok – hagyományos rénszarvas-tenyésztése számára tartják fenn. Ez a népcsoport nagyrészt megőrizte hagyományos transzhumáló állattartását; télen a hegyek lábánál elterülő erdőkben, nyáron a hegyi réteken legeltetik félvadon állataikat. A 20. század végétől azonban egyre inkább alkalmaznak a nyájak követésére olyan modern eszközöket is, mint a motoros hószánok, helikopterek, terepjárók. A révszarvasok gazdasági haszna elsősorban húsukból fakad, de felhasználják tejüket, irhájukat, agancsukat is, valamint továbbra is szerepük van a helyi közlekedésben, szállításban.
A rénszarvastenyésztést Svédországban és Norvégiában csak a számik űzhetik. Svédországban ezeket a jogokat a számik falvai (Sameby) kapták meg, míg Norvégiában úgynevezett termelési egységek (driftsenhet); csak ezen struktúrák tagjai foglalkozhatnak a rénszarvas-tenyésztéssel, mégpedig a számukra kijelölt területeken. A két ország közötti megállapodások lehetővé teszik a számik ezen csoportjainak a határokon túli hagyományos vándorlását is.

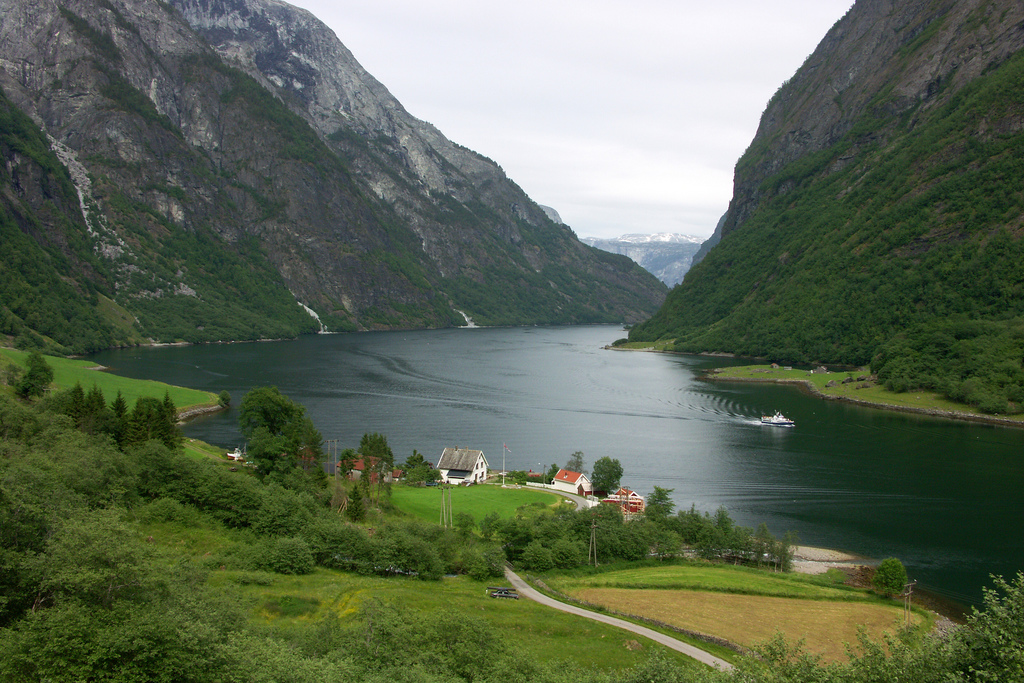
Tipikus kis farm Norvégia nyugati részén, a hegyek és a fjord közé ékelődve (Nærøy-fjord)

A számik körzetein kívül is az állattenyésztés az elsődleges. Norvégia hústermelése valamelyest meghaladja a hazai szükségleteket. A földművelés csak az ország területének 3%-ára terjed ki, és ezek túlnyomórészt az ország délkeleti területein, valamint a trondheimi fjord környékén helyezkednek el. A hegyvidékek, néhány völgy kivételével, alig termékenyek. A földművelés legtöbbször csak kiegészítő jellegű az erdőgazdálkodás mellett. A Hardanger-fjord mikroklímája viszont lehetővé teszi a gyümölcstermelést is a déli kitettségű lejtőkön. Norvégia a vidéki lakosság elvándorlásának fékezése és az ország önellátása egy fokának biztosítása érdekében erősen szubvencionálja a mezőgazdasági termelést.

### Erdőgazdálkodás
Az erdészet A Skandináv-hegység mindhárom országa számára rendkívül fontos gazdasági ágazat, bár elsősorban a síksági erők kitermelése a domináns. A hegyvidék nagy része a tűlevelű erdők határa felett helyezkedik el, és ezeken a magasságokon az erdők regenerációs képessége nagyon alacsony, sőt gyakran nulla. Norvégia területének 41%-a erdősült, de ennek csak az ötödét tekintik hegyi erdőknek, aminek viszont a fele már védett. A svéd oldalon is védett a tajgának a magasabban fekvő része. A szigorú feltételeknek megfelelő erdőgazdálkodás azonban így is, legalábbis helyi viszonylatban fontos jövedelmet biztosít az ottani közösségeknek.

### Bányászat
A korábban helyenként fontos bányászat mára általában elvesztette jelentőségét. Svédországban vannak ugyan fontos bányavidékek, azonban ezek kívül esnek a hegyvidékeken, bár közel azokhoz, mint Kiruna és Gällivare vasérclelőhelyei. Kisebb bányák azonban a hegyek mélyén is előfordulnak, ahol különlegesebb ásványokat termelnek ki, mint az olivint Norvégiában. A feldolgozás azonban általában már a tengerparton történik.

### Energiatermelés

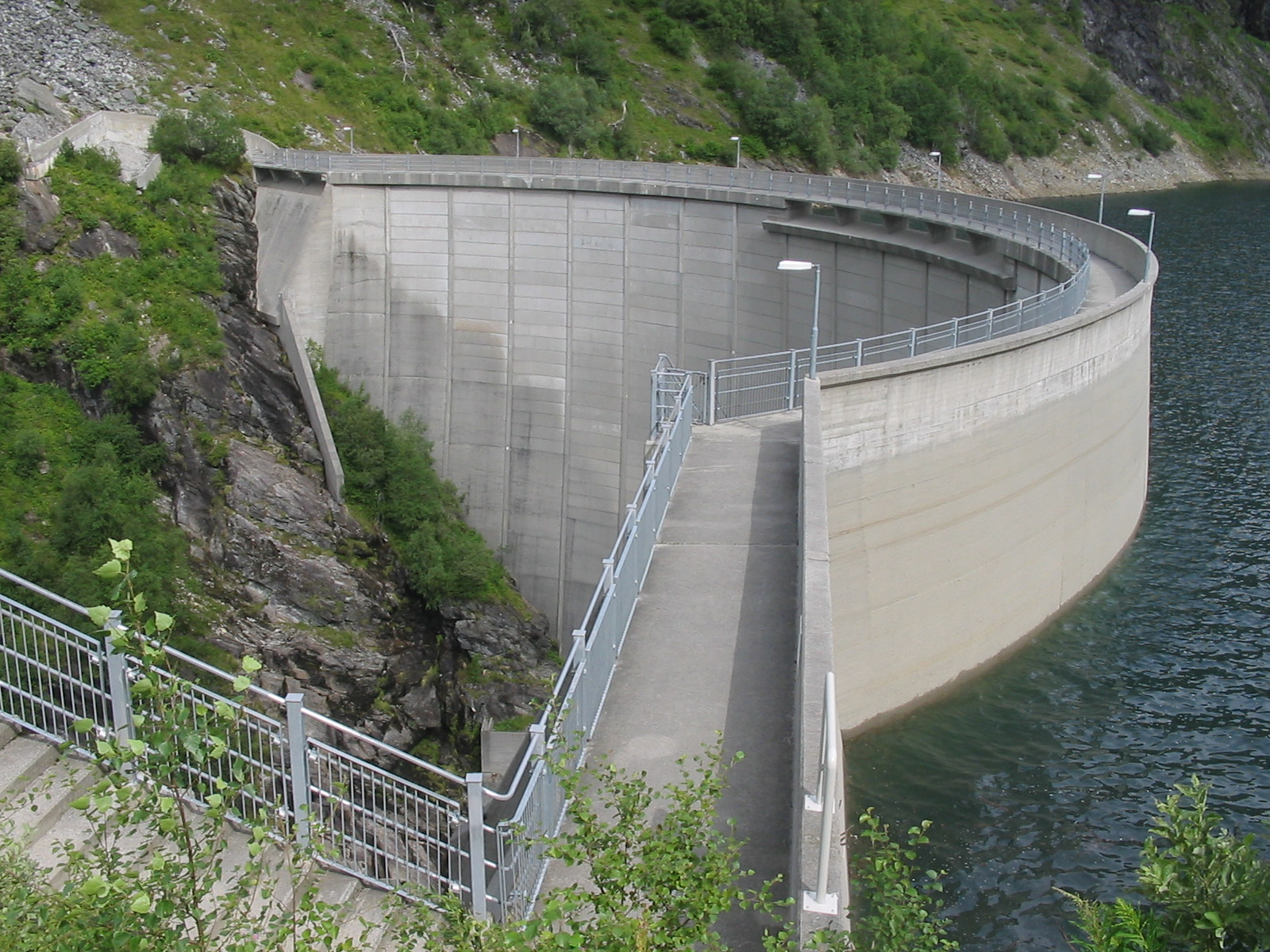
A Zakarias-gát a norvégiai Norddal község területén. Mint általában, a gát itt is egy létező hegyi tavat növel meg; a víz az erőművön keresztül zuhan a fjord szintjéig

A csapadékos hegyvidékek nagy lehetőséget nyújtanak a vízenergia kiaknázására a Skandináv-hegység mindkét, norvégiai és svédországi oldalán egyaránt, de természetesen elsősorban a tengeri szelek felé kitett nyugati oldalon. Norvégia energiafogyasztásának 96%-át biztosítják a vízerőművek, 120 Twh mennyiségben. Svédországban ez az arány 44%, a mennyiség pedig 65 TWh. Norvégia vízenergia-termelése a legnagyobb Európában és a hatodik a világon, de egy főre számítva a világon is az első. Svédország az európai vízenergia-termelésben Norvégia után a második helyet foglalja el.

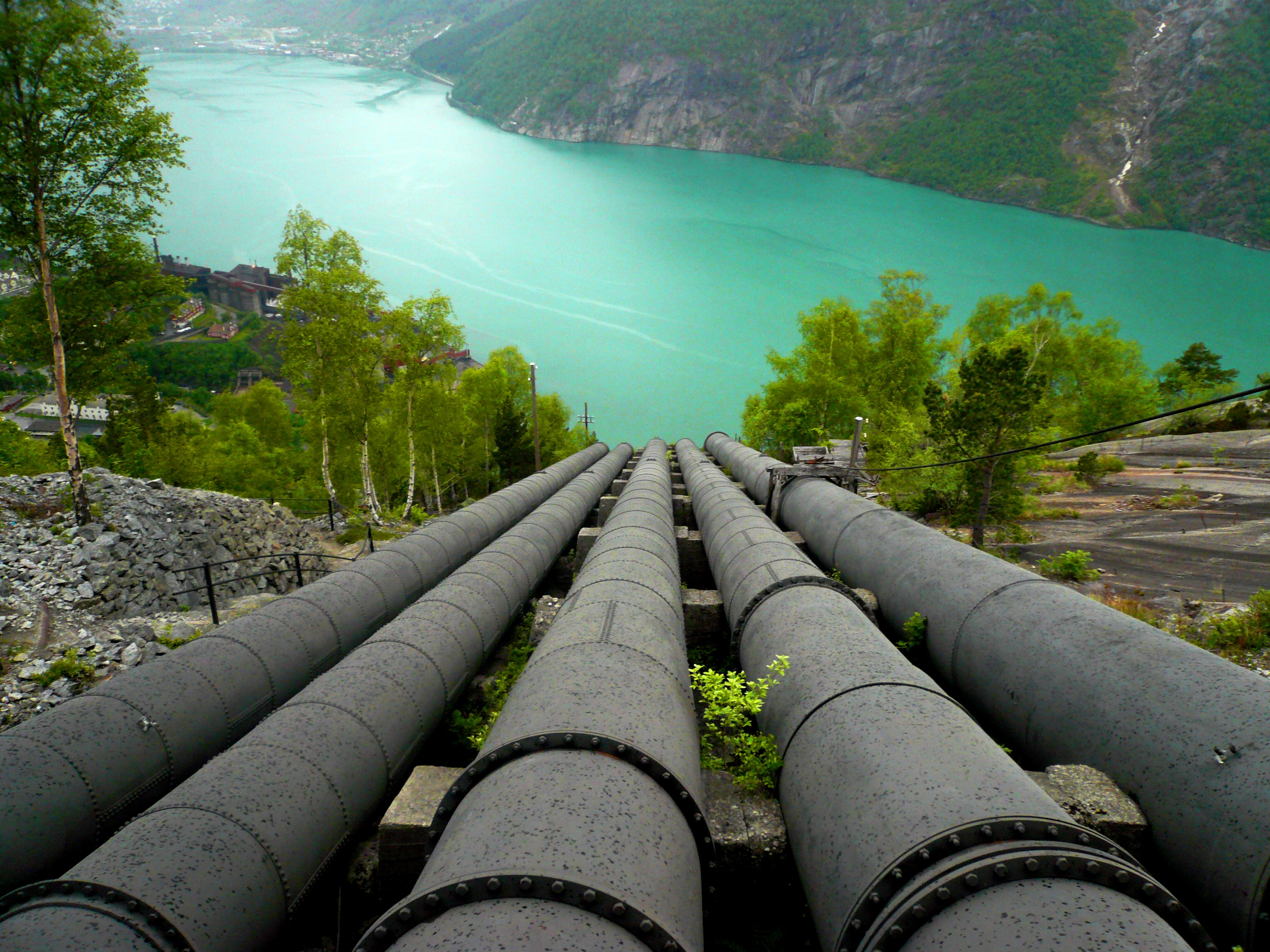
A Tyssedal vízerőmű csővezeték-rendszere

Az első vízerőműveket Svédországban és Norvégiában az 1880-as években építették. Svédországban erre először a városok közelében került sor, csak az 1910-es években kezdődtek meg a fejlesztések az északi hegyvidéken a Porjus melletti vízerőművel. Ez az első építkezés hatalmas kihívás volt, mivel ezen a távoli vidéken a vasútvonal megépítéséig eleinte emberi erővel szállították a szükséges felszereléseket mintegy 50 kilométerre, majd pedig magasfeszültségű vezetéket kellett építeni az energia elszállítására a fogyasztókhoz.
A hegység nyugati oldalán a folyók nagy esésűek, de kisebb vízhozamúak. Itt általában egy, a folyó útján – tipikusan ősi gleccser völgyében – elhelyezkedő hegyi tavat növelnek meg gáttal a víztározó létesítése céljából. A folyó vize csővezetéken, majd az erőművön át éri el a tengerszintet, leadva tetemes helyzeti energiáját. Keleten a folyók esése szerényebb, de vízhozama nagyobb. Itt az erőművek a folyókra épültek. A Svédországban termelt vízenergia 80%-át az északi folyók adják. Az erőművek általában a folyó egész hosszában kiépültek, nem csak a hegyi szakaszokon. Négy északi folyót azonban egy 1993-as törvény alapján természetvédelmi okokból megkíméltek és eredeti állapotukban őrizték meg őket (Kalixälven, Torneälven, Vindelälven és Piteälven).
A rendelkezésre álló víz mennyisége a csapadéktól és az évszaktól függ; az energiafogyasztás pedig télen éri el a maximumát. Ezért a tározókban lévő vízmennyiség szabályozásával lehet egyensúlyt teremteni az energiatermelés és a fogyasztás közé. Svédország, Norvégia, Finnország és Dánia szorosan együttműködnek az energiatermelés és -fogyasztás szabályozásában is. Dánia például erősen a szélenergiára van utalva, ami pedig nagyon változékony. A Skandináv-hegység víztározói fontos kiegyenlítő szerepet játszanak. Itt vannak Európa legnagyobb szivattyús erőművei, amelyek az európai kapacitás felét teszik ki 10–20 GW kapacitással. Ez azonban egyelőre csak elméleti lehetőség, az északi piac az energia bősége miatt egyelőre még nem szorult a szivattyús energiatárolás gyakorlati alkalmazására.
A Skandináv-hegységben a szelek erőssége kitűnő feltételeket biztosítana az energiatermelésre. Környezetvédelmi szempontból azonban a hegyvidék nagyon érzékeny területnek számít, például a ragadozó madarak megóvása miatt. A turisztikai érdekek is a szélerőművek ellen szólnak. Emellett az építkezés is nagy nehézségeket támasztana, és a kemény hideg is korlátozná ezen erőművek hatékonyságát.

## Turizmus

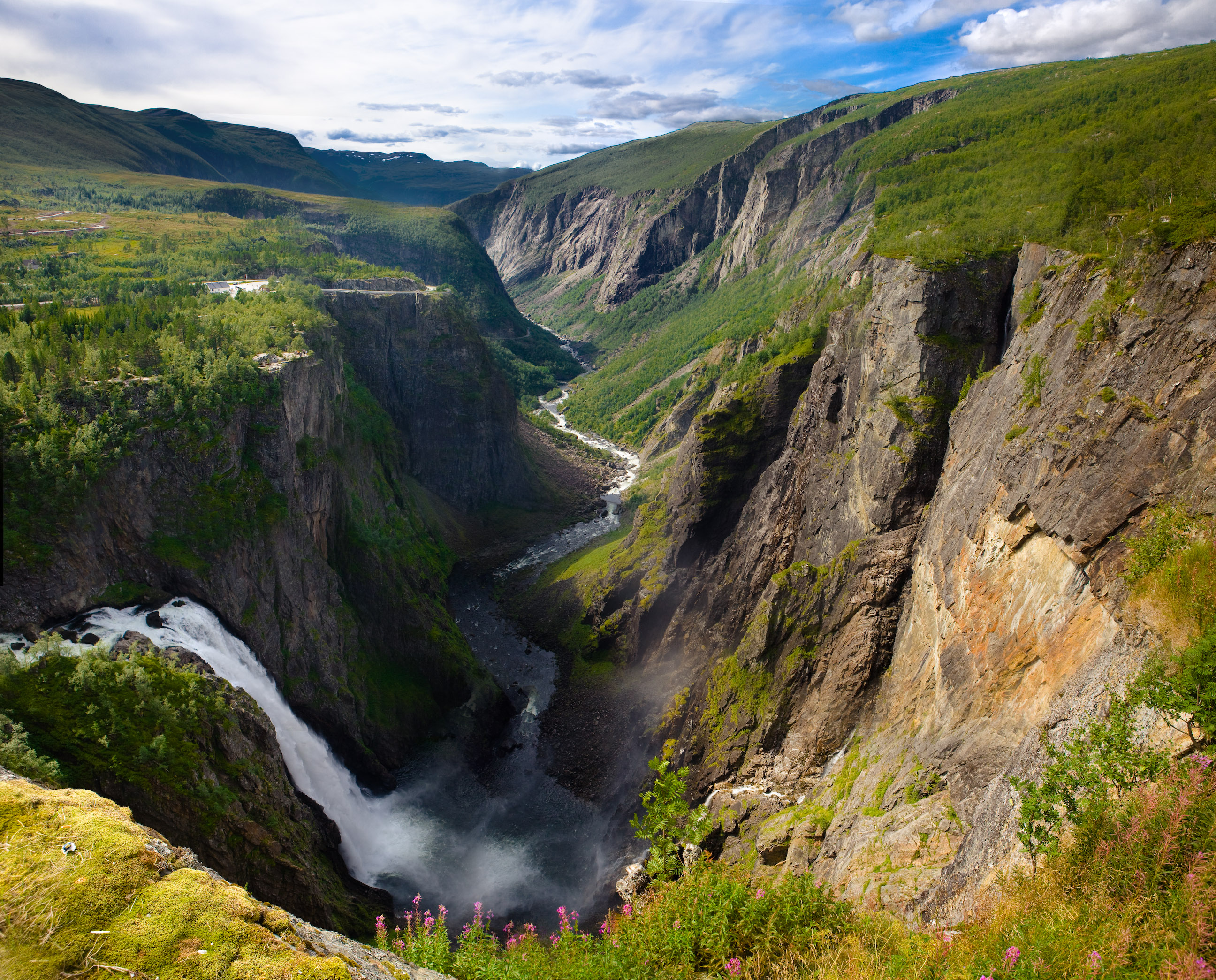
A Vøringfossen vízesés, Norvégia leglátogatottabb természeti látványossága

A Skandináv-hegység mindhárom ország hazai turizmusa számára nagyon fontos. 2002-ben a svéd felnőttek 43%-a nyilatkozott úgy, hogy az előtte eltelt öt évben legalább egyszer ellátogatott a hegyekbe. Norvégiában is a legfontosabb turisztikai látványosságok a fjordok és a hegyek. A Flåmsbana hegyi vasútvonalat, az ország legtöbb látogatót vonzó fizetős látványosságát 2007-ben 501 042 látogató kereste fel, a Vøringfossen vízesést pedig 685 000 kiránduló. További fontos látványosságok még sorrendben a Trollstigen, a Geiranger-fjord, a Nærøy-fjord és a Briksdalsbreen gleccser.
Az egyedülálló látnivalók ellenére a ritkán lakott, hatalmas területek, a nagy távolságok, a magas árszínvonal és a gyakran kedvezőtlen időjárás miatt azonban a nemzetközi turizmus távolról sem olyan tömeges, mint például a Földközi-tenger partjain.

## Fordítás
- Ez a szócikk részben vagy egészben a Alpes scandinaves című francia Wikipédia-szócikk ezen változatának fordításán alapul.  Az eredeti cikk szerkesztőit annak laptörténete sorolja fel. Ez a jelzés csupán a megfogalmazás eredetét és a szerzői jogokat jelzi, nem szolgál a cikkben szereplő információk forrásmegjelöléseként.